# Велика Севастянівка
Вели́ка Севастя́нівка — село в Україні, в Христинівській міській громаді Уманського району Черкаської області. Розташоване на обох берегах річки Сорока (притока Собу) за 18 км на північний захід від міста Христинівка. Населення становить 2 501 осіб (станом на 1 січня 2021 р.).

## Географія
У селі є близько п'ятдесяти ставків. Земля на полях — чорнозем, а в самому селі — піщана. Із західної та південної сторін село оточене великим лісом.
Історично село склалося з декількох хуторів, які, вочевидь, відображають прізвища перших поселенців козацьких часів. Відомі хутори: Давигори, Лемишихи, Квашівка, Сухецького, Лисичин, Омельчиків, Кужельний, Шукайводи.

## Населення
За переписом 2001 року в селі мешкало 3006 осіб.

### Мовний склад
Рідна мова населення за даними перепису 2001 року:
| Мова       | Чисельність, осіб | Доля     |
| ---------- | ----------------- | -------- |
| Українська | 2 955             | 98,30 %  |
| Російська  | 49                | 1,63 %   |
| Інше       | 2                 | 0,07 %   |
| Разом      | 3 006             | 100,00 % |

## Галерея

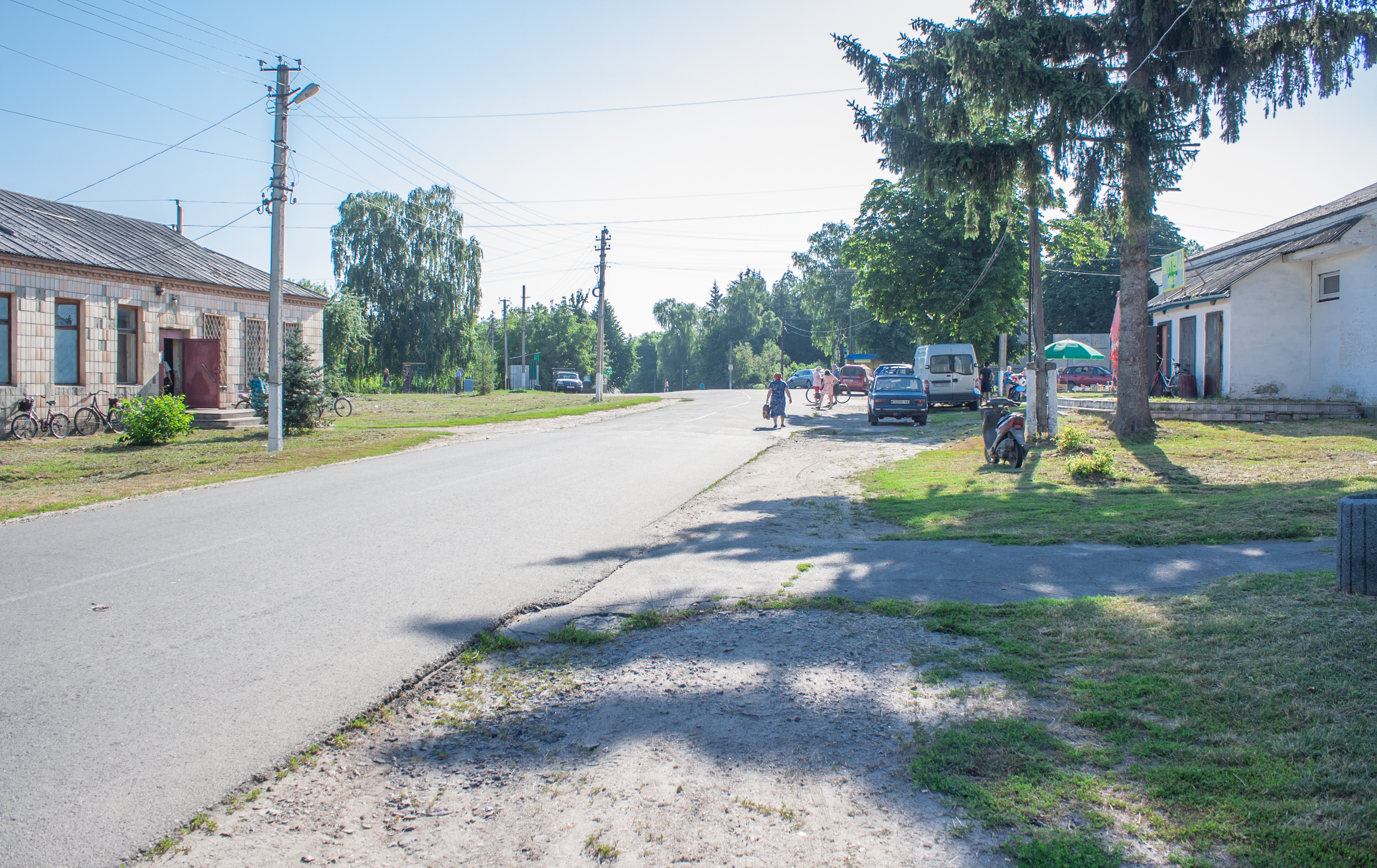
Центр села
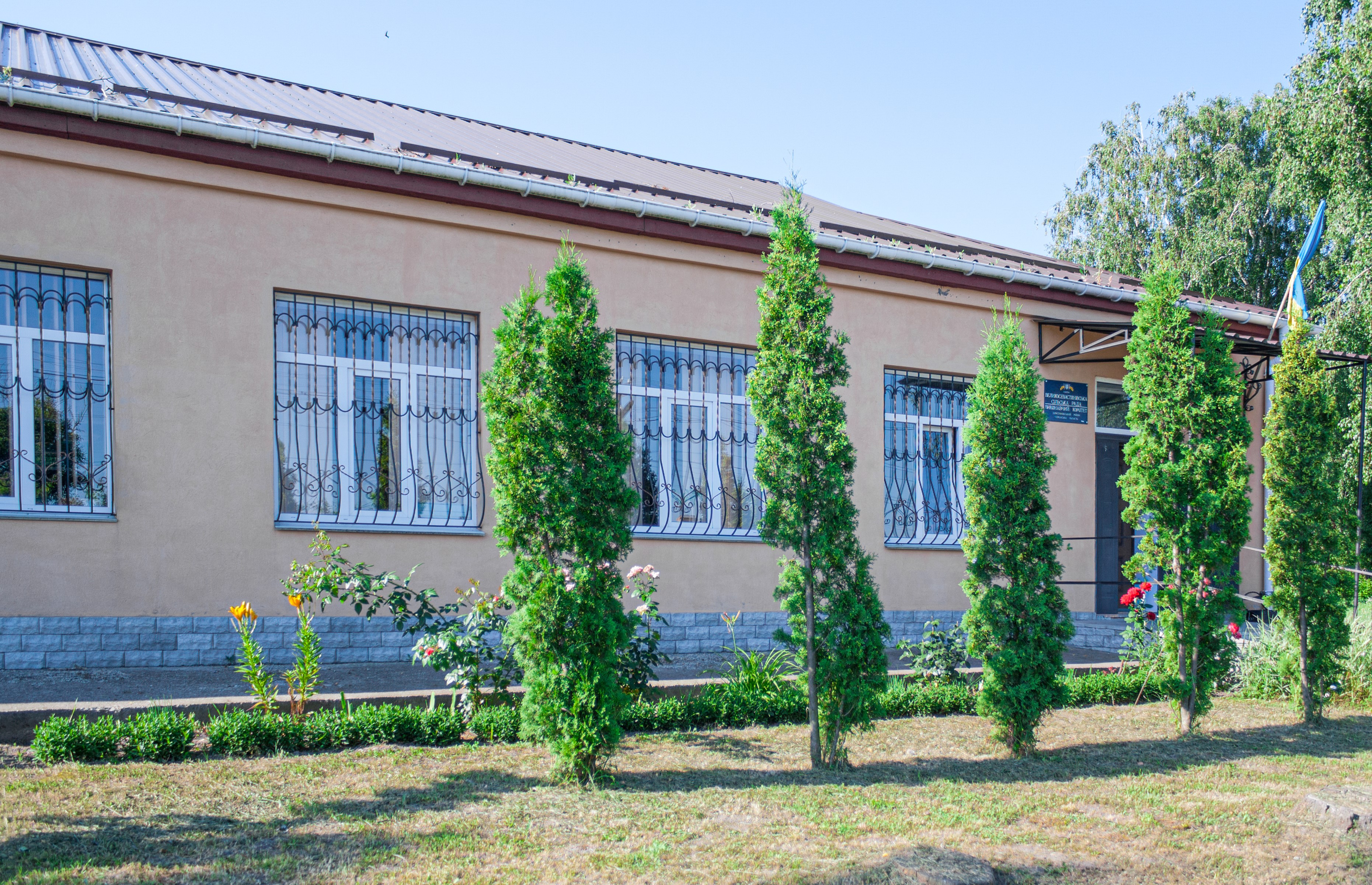
Сільська рада
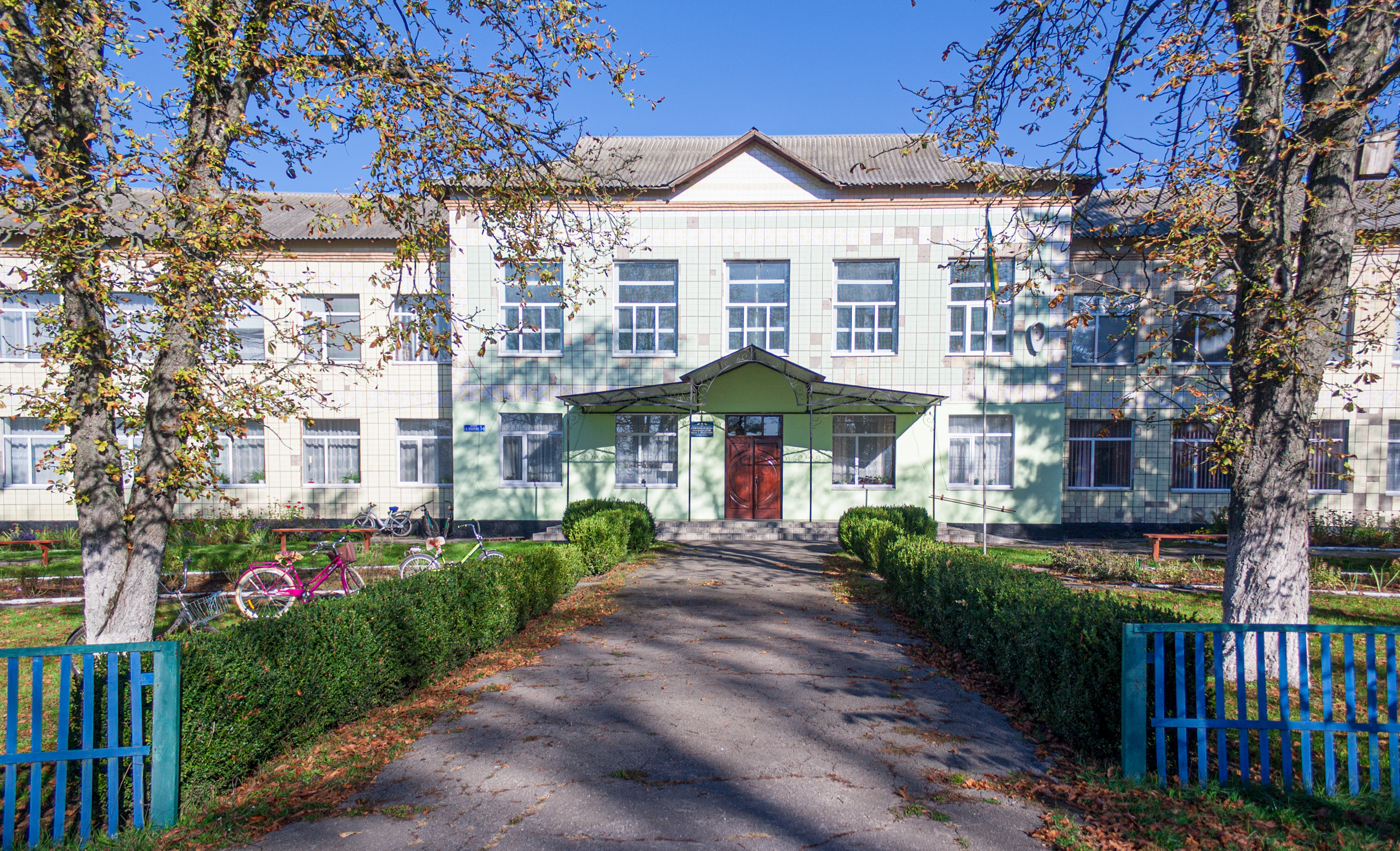
Школа
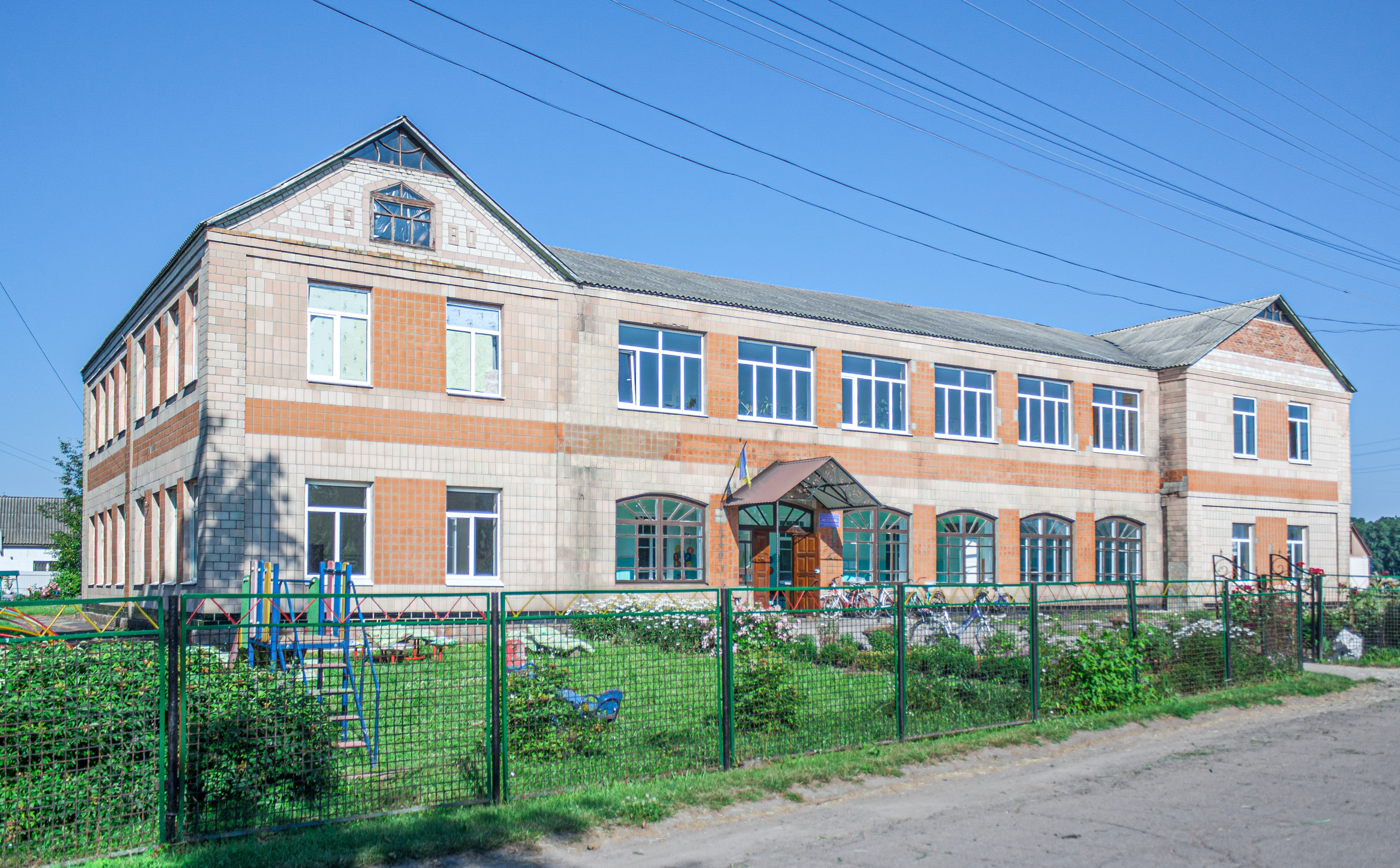
Дитсадок
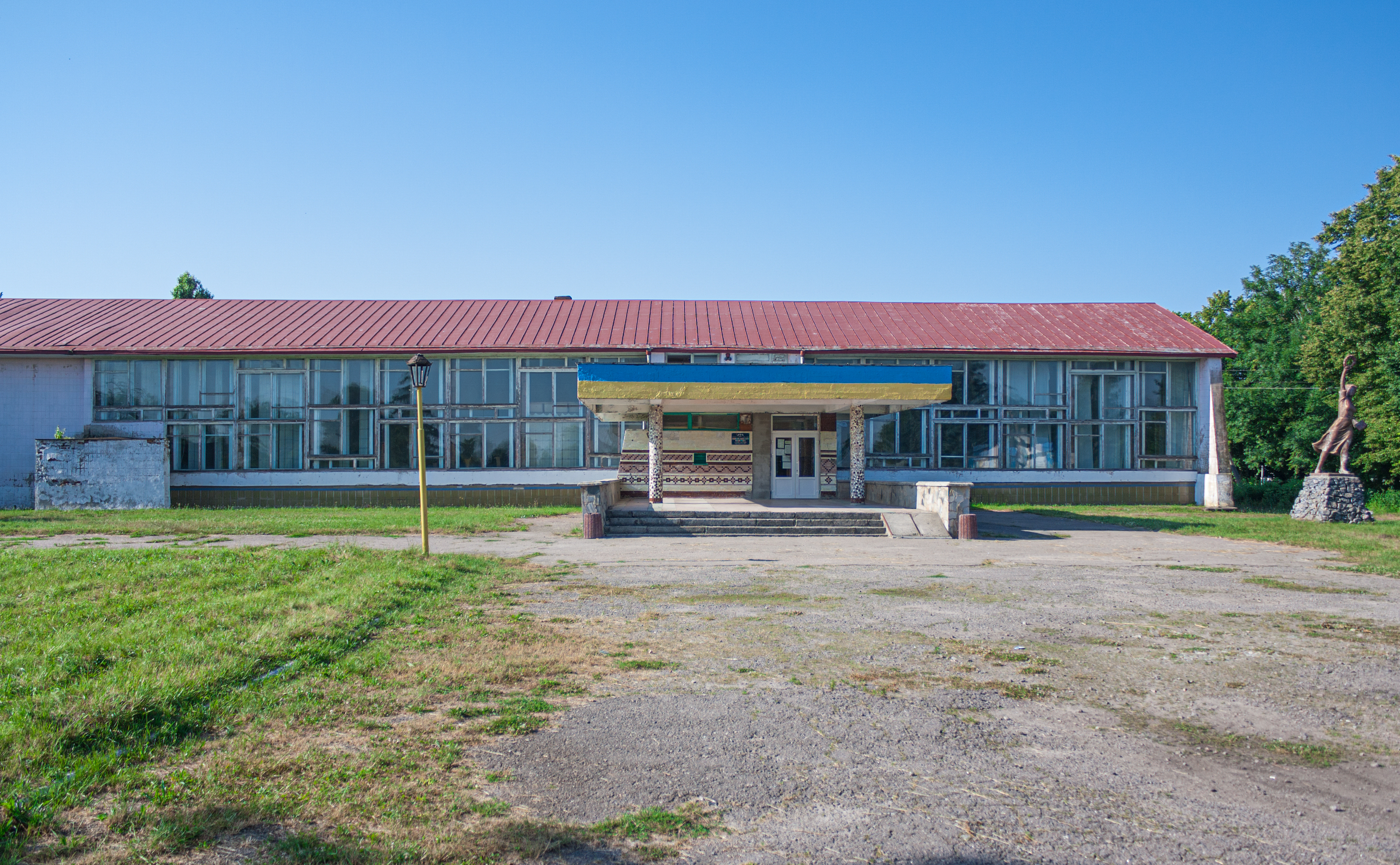
Будинок культури
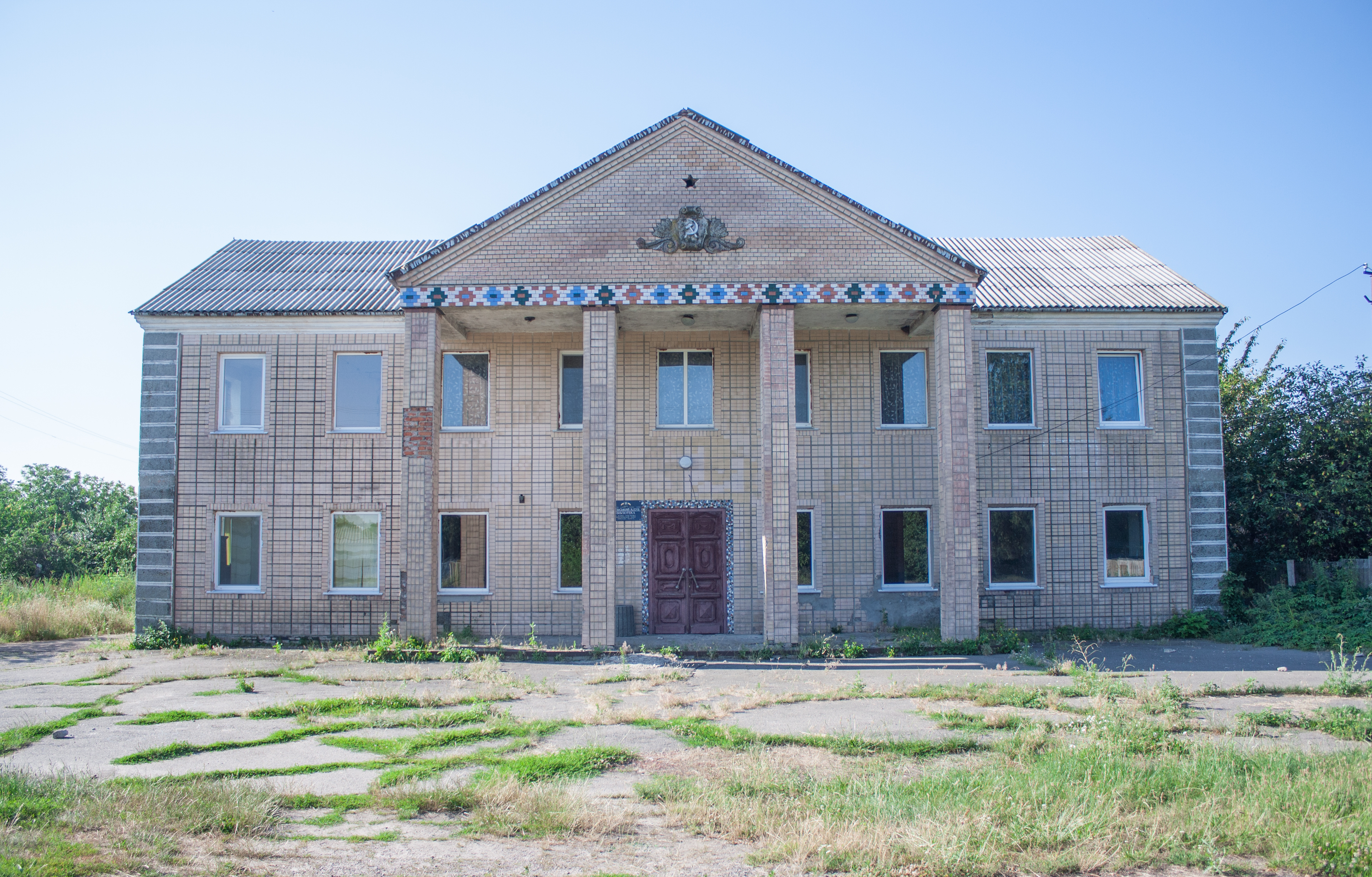
Будинок культури
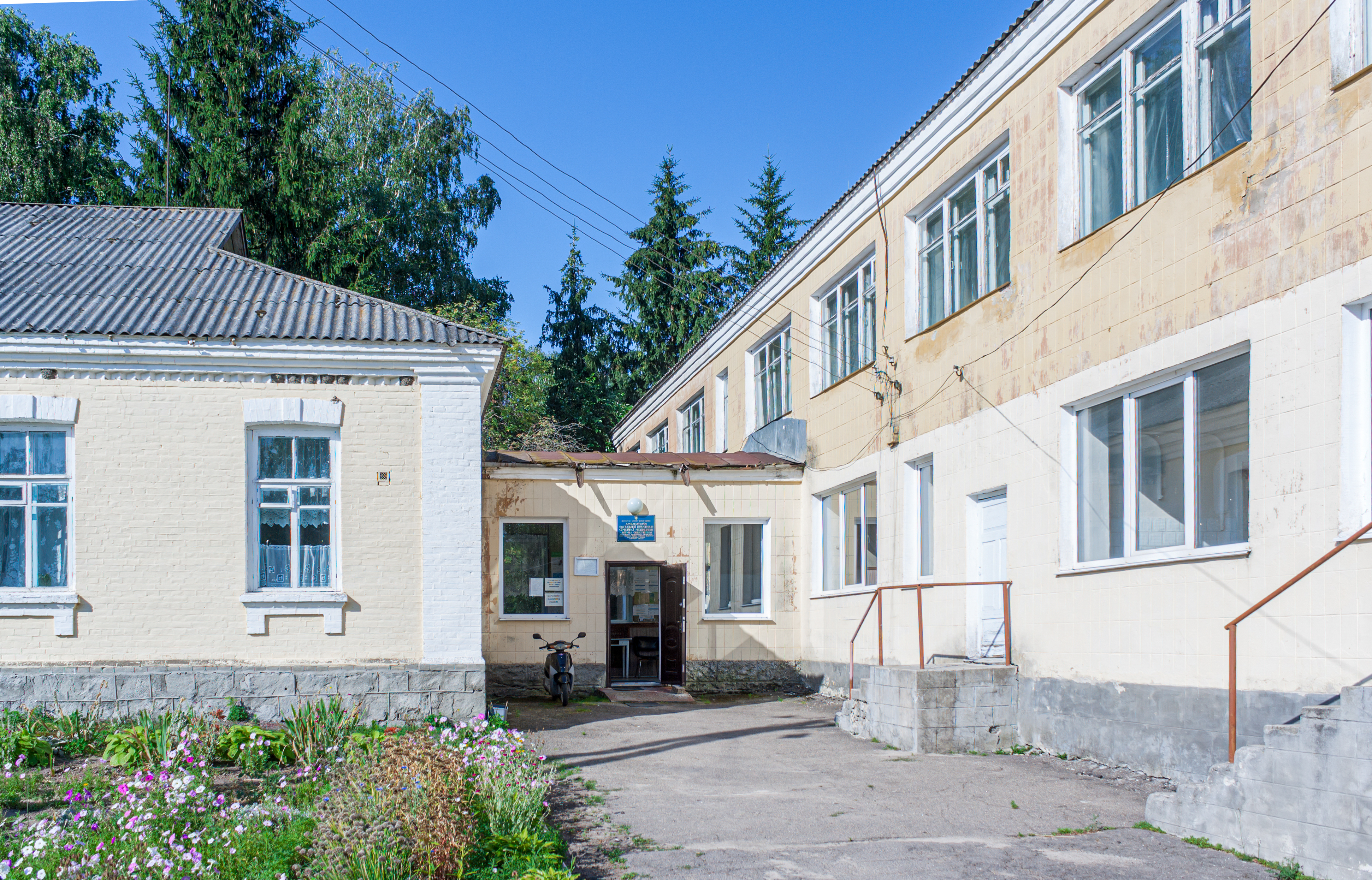
Амбулаторія
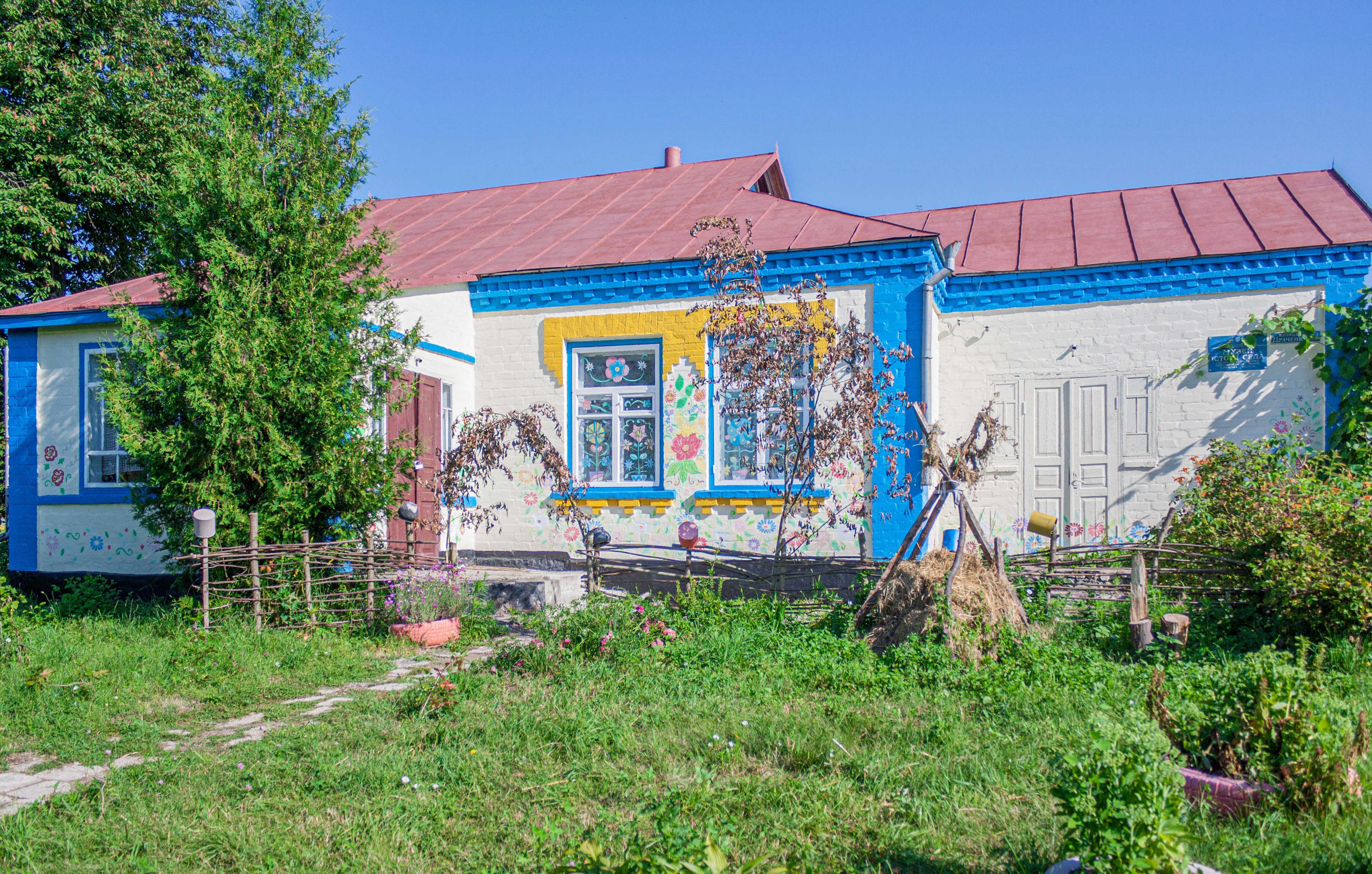
Музей історії села
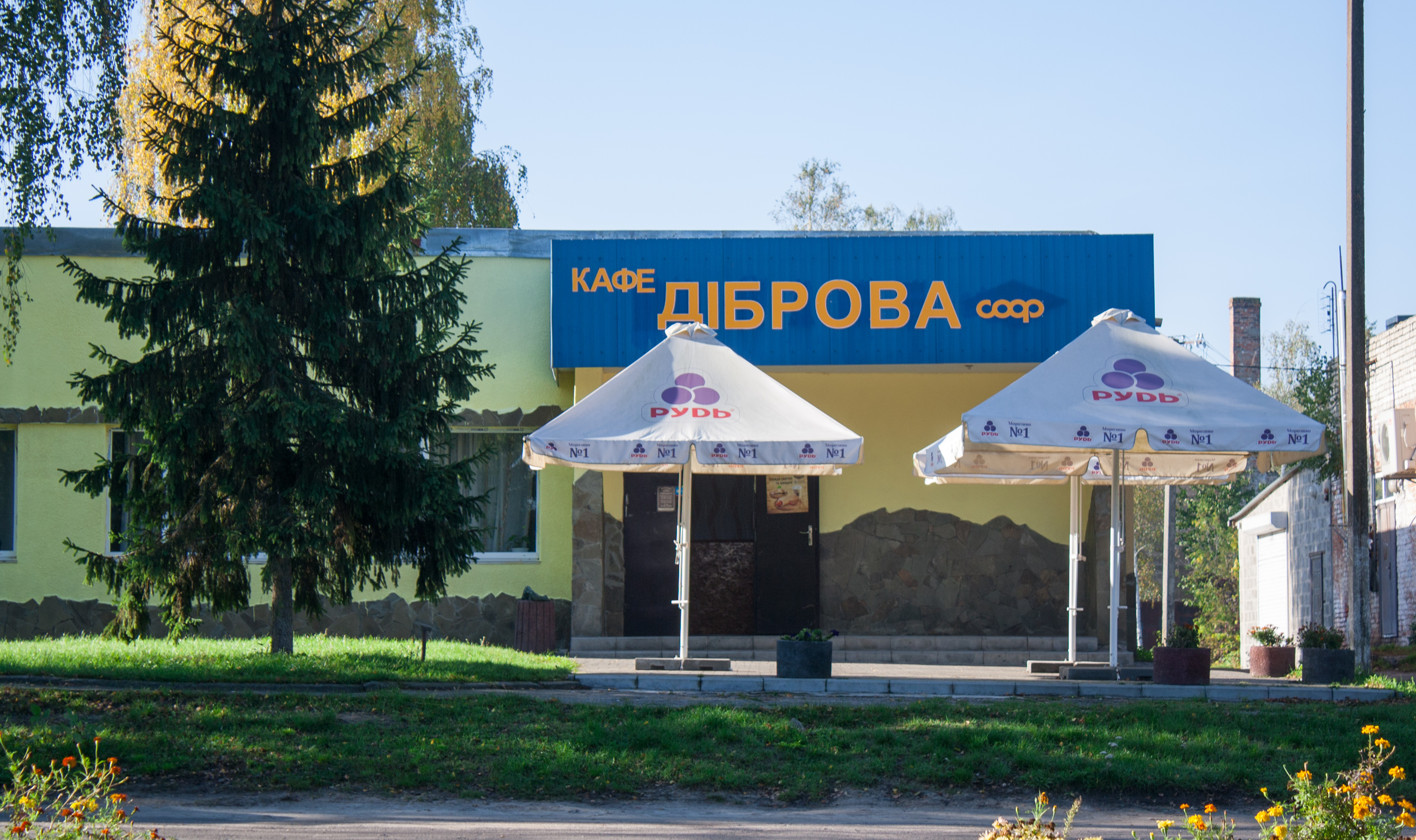
Кафе
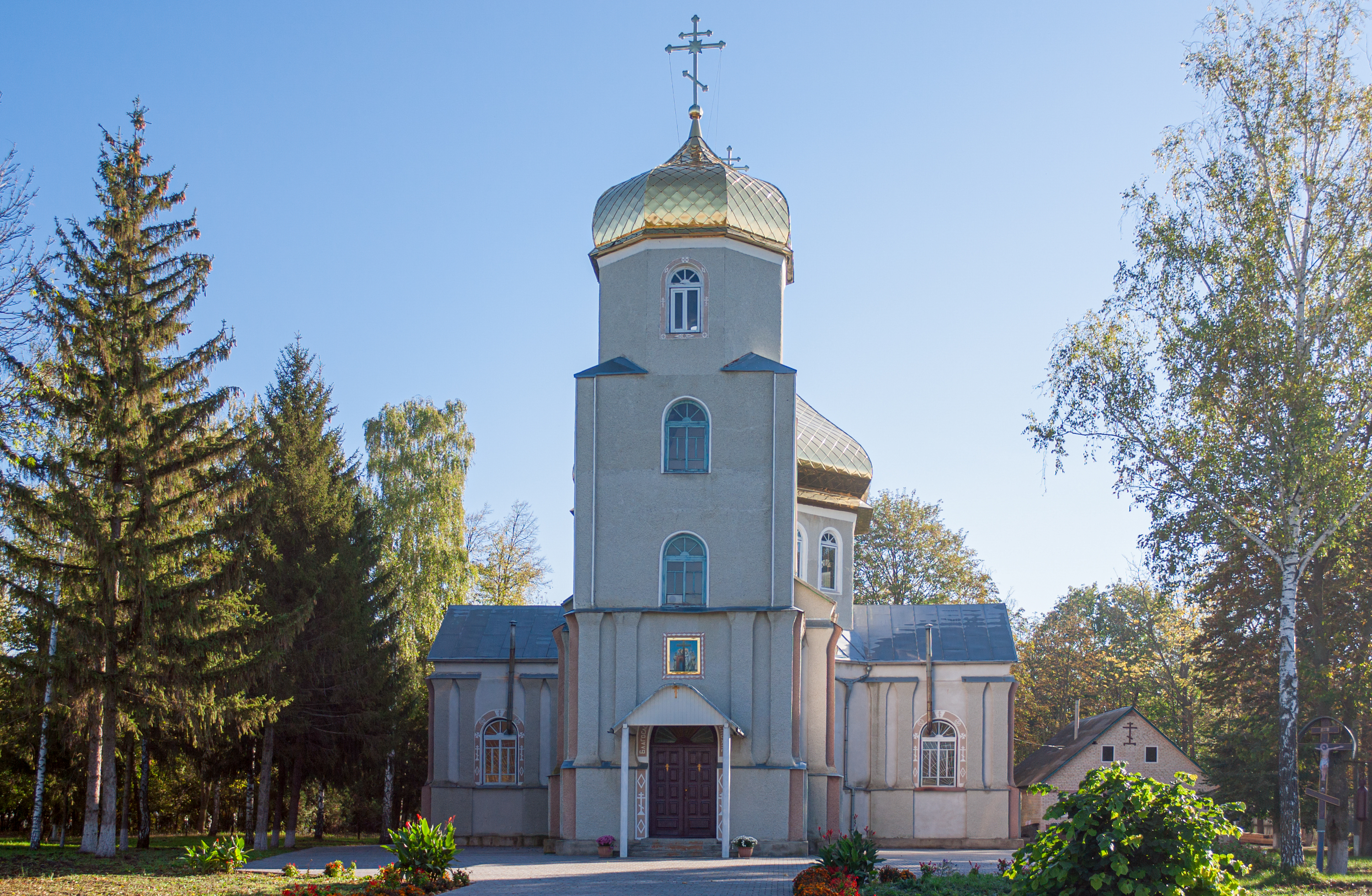
Церква
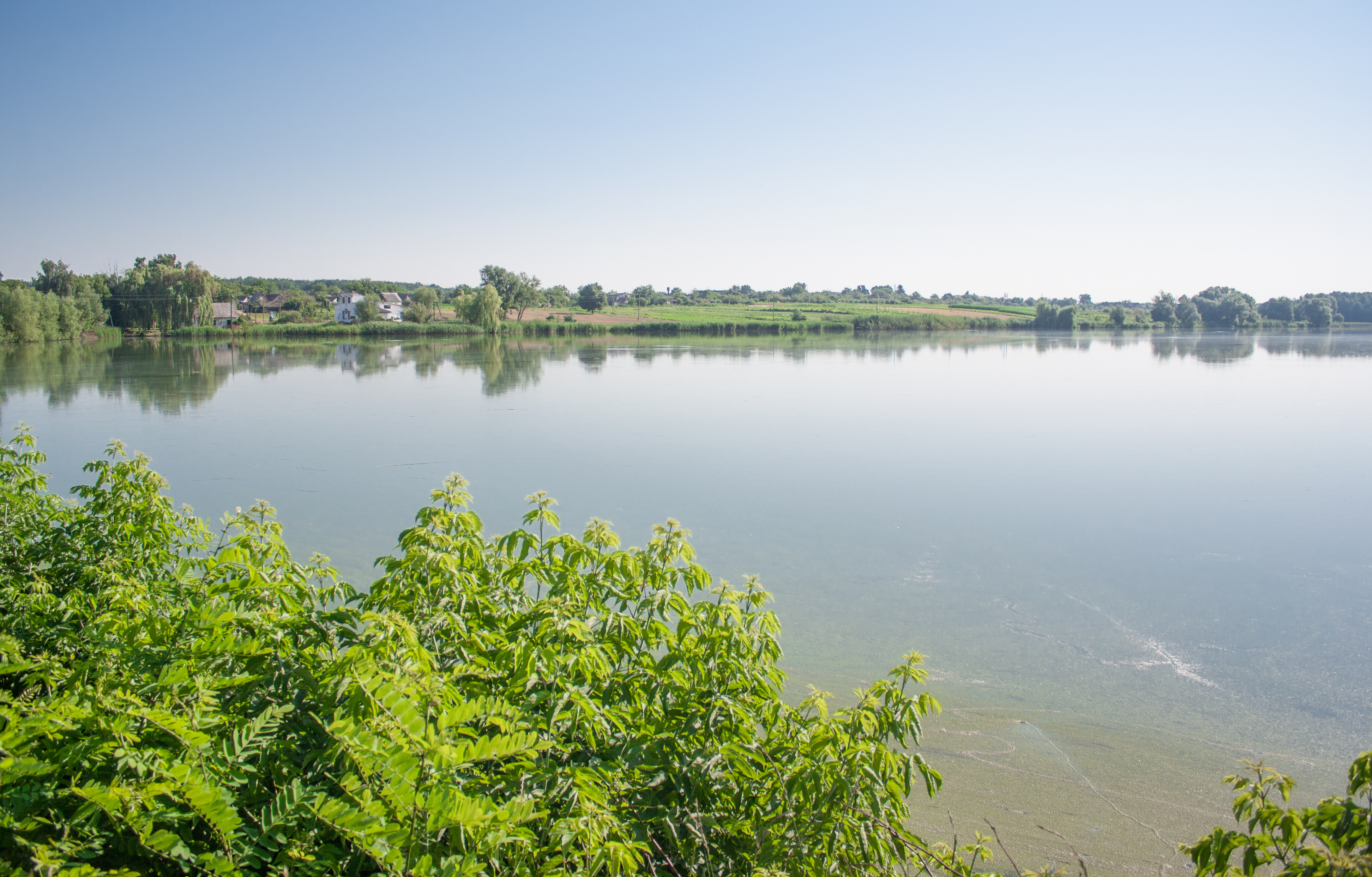
Ставок на річці Сорока
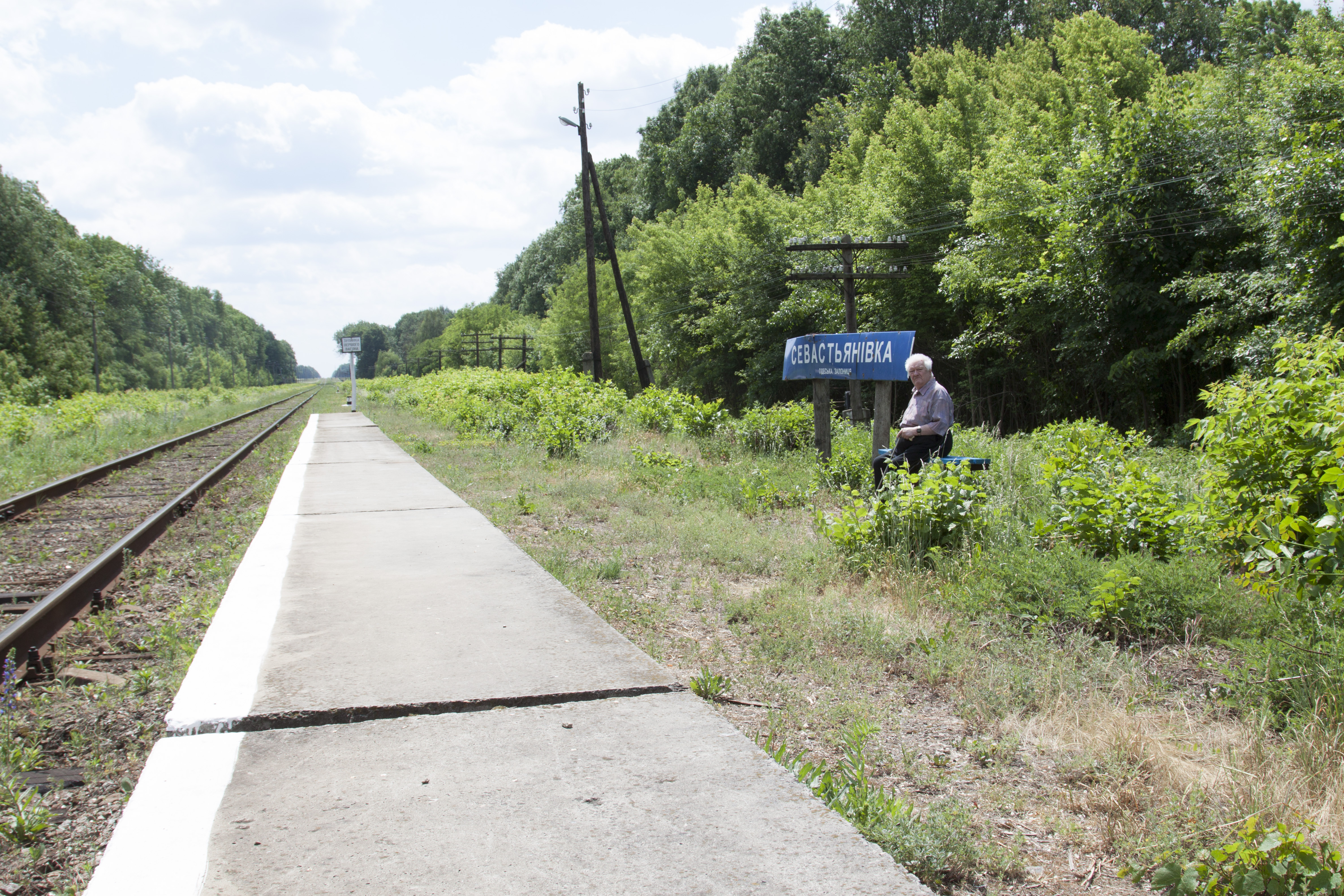
Зупинний пункт
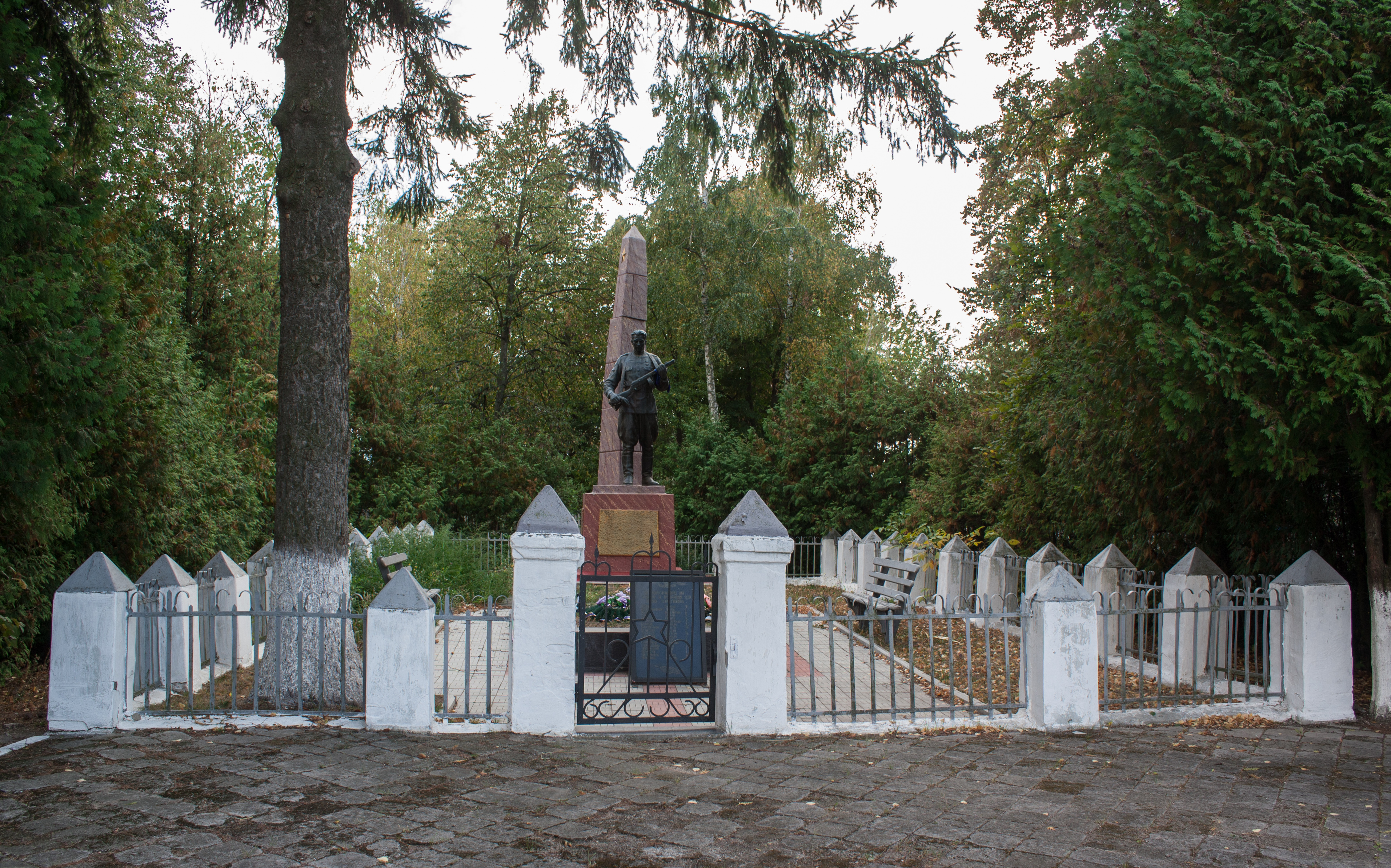
Братська могила радянських воїнів
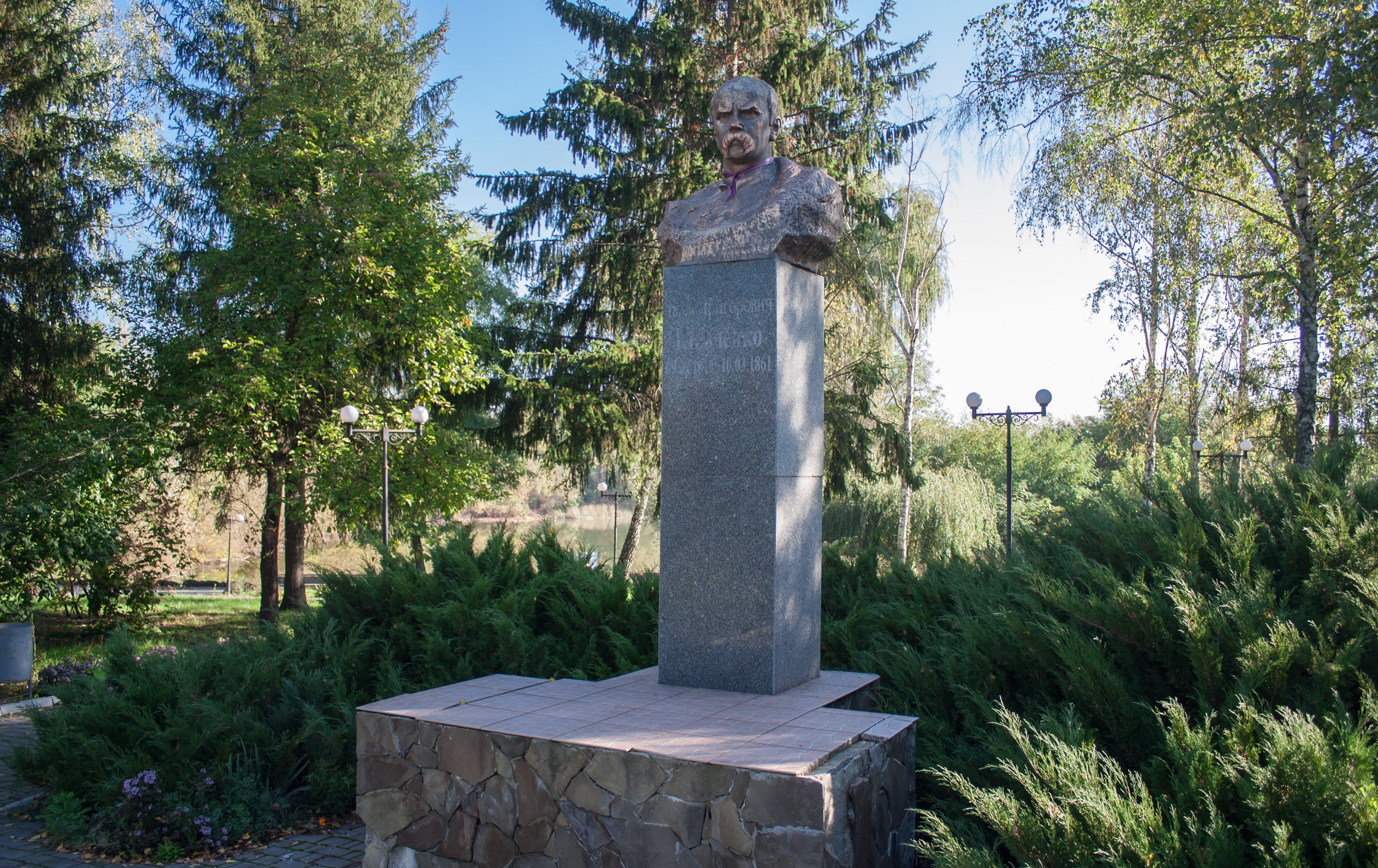
Пам'ятник Т.Г. Шевченку
Парк ім. Т. Г. Шевченка

## Прізвища мешканців
Найпоширеніші прізвища: Бевз, Безсмертний, Березюк, Вітряний, Гачкало, Давигори, Дорошенко, Кваша, Кужіль, Козаченко, Космідайло, Кириченко, Кучеренко, Лемишихи, Мусієнко, Омельченко, Рак, Солоний, Сухецький, Тисанюк, Цимбалюк.
Зустрічаються також кумедні козацькі прізвища: Барабаш, Непотрібний, Подрайноги, Пожований, Пачесюк, Смикало, Шпонько.

## Історія села
Севастянівка — старовинне українське село на Черкащині. Земля багата культурною та історичною спадщиною. Населення було свідком усіх доленосних подій на українських землях Правобережної України та брало активну участь у них.

### З давніх-давен

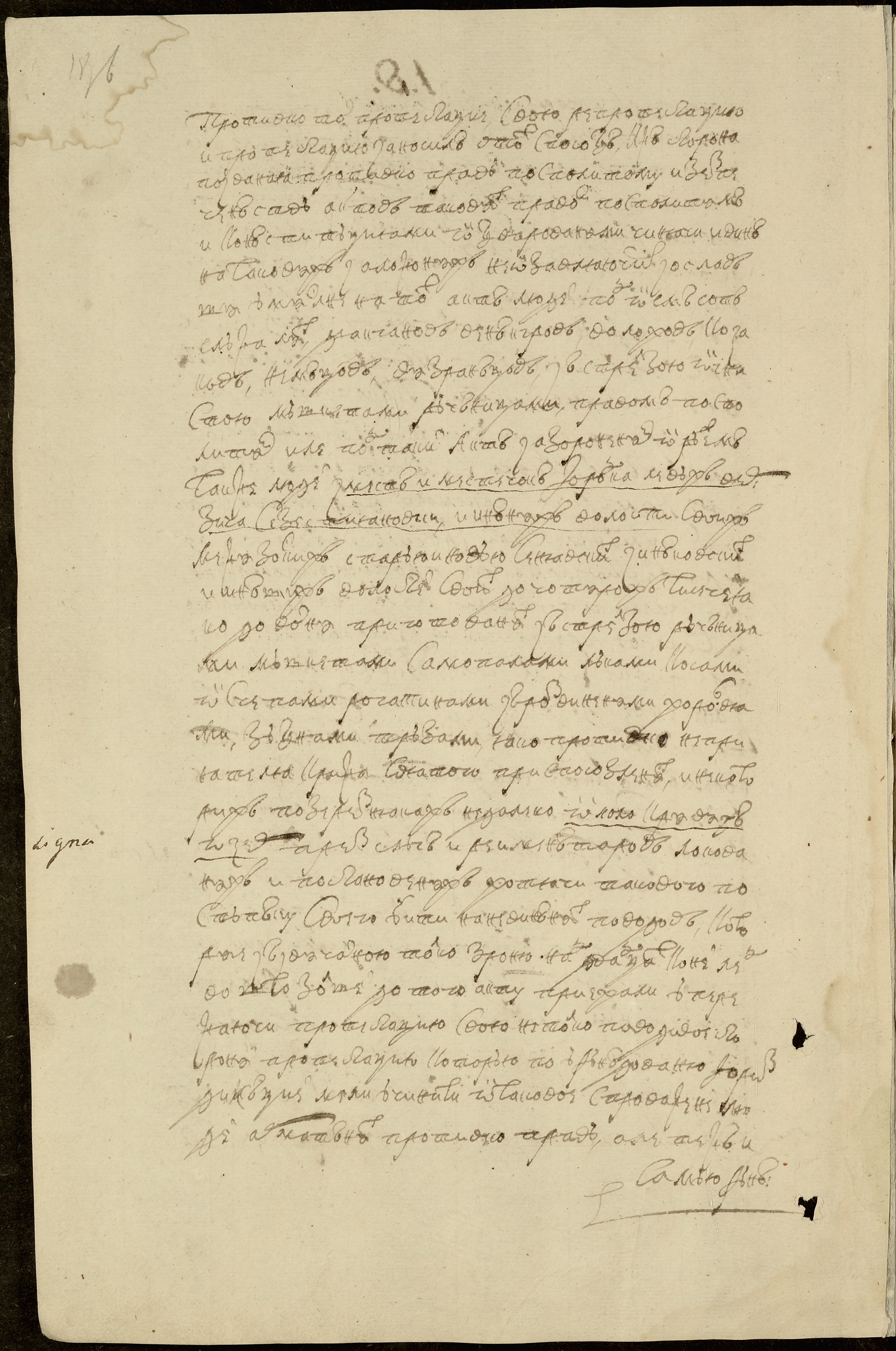
Згадка про Севастянівку 1643 року

Землі сьогоднішнього села Велика Севастянівка надзвичайно родючі та сприятливі для промислів. Поруч із Севастянівкою, на землях села Івангород, розташоване древнє городище з валами. Точний вік городища поки що не встановлено, але, ймовірно, його слід відраховувати від часу поселень трипільської культури (IV століття до н. е.). Згідно з переказами, у давні часи тут був спостережний пункт. Так, у часи нападу номадів (кінних кочовиків, наприклад, татар) рух у степу був помітний здалеку через куряву, яку здіймали коні (якщо не було дощу). Помітивши нападників, на городищі запалювали багаття, що слугувало сигналом для інших поселень та найближчого укріплення, яке, ймовірно, знаходилося в Умані.

### Формування Брацлавщини

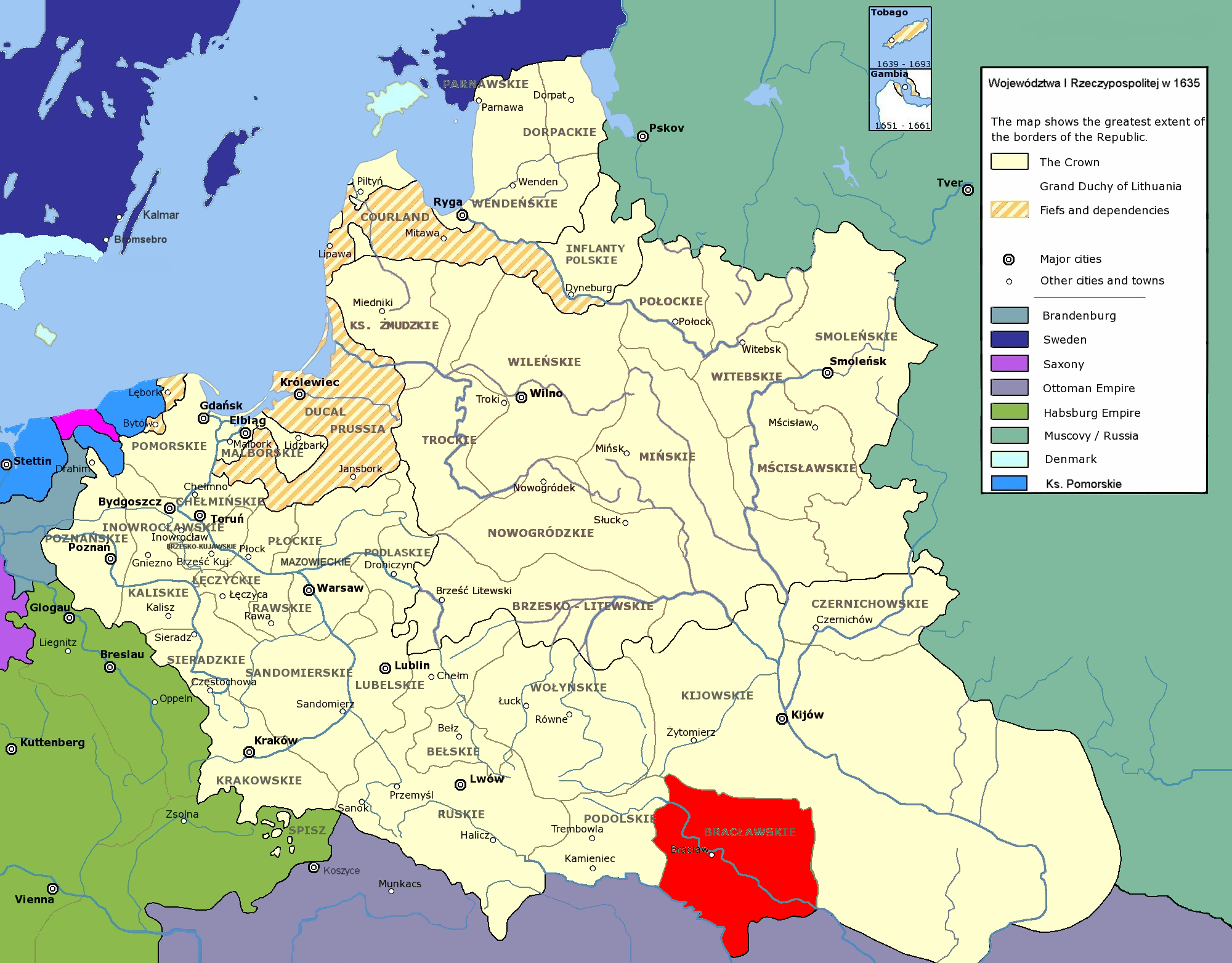
Брацлавське воєводство. 1635 рік

У 1362 році землі Брацлавщини, після звільнення від монголо-татарського іга, були зайняті великим князем литовським Ольгердом. У 1460-х роках на цьому терені було створено Брацлавське воєводство, яке після укладення Люблінської унії 1569 року відійшло до Речі Посполитої.
Місцеве населення прийняло греко-католицьке віросповідання[джерело?].
Польська шляхта, що ринулася сюди, захоплювала найкращі землі. У 1598 році до Вінниці були переведені всі урядові заклади, і вона стала адміністративним центром Брацлавського воєводства, тому що Брацлав часто піддавався нападам татар, і неспокійна Запорізька Січ знаходилася близько.

### Виникнення села Севастянівка
| |  |  |
| 1638 рік. Перша відома згадка. Розподіл ґрунтів шляхтичів Четвертинських, включно з Севастянівкою та іншими селами. ЦДІАК, ф.256, оп.1, спр.41. |  |  |

Достеменно невідомо точний рік заснування села. Однак відомо, що ці землі, після кількох сотень років спустошливих війн, почали заселятись в першій половині XVII століття. Перша назва поселення була Студенець. За легендою, засновником села був козак на ім'я Севастьян. Хоча на мапах Брацлавського воєводства 1648 року село вже існувало і було доволі великим. У документах 1645 року поселення зветься «Studaniec alias Sebestyanowka».
| |  |  |
| Документи 1645 року про розподіл земель поміж річками Сорока, Собь та Гірський Тікич. Studaniec alias Sebestyanowka разом з іншими поселеннями належить до володінь Адама Єроніма Сенявського |  |  |

В XVII столітті село належало шляхетському роду Сенявських (пол. Sieniawscy). Після смерті останнього представника роду, Адама Миколая Сенявського (помер у 1726 році) все майно, включно з Севастянівкою, перейшло до роду князів Чорторийських як посаг Марії Софії Сенявської, (доньки Адама Миколая), другим чоловіком якої був Август Олександр Чорторийський.
|                                                                                    |  |
| Село Севастянівка (pol. Sebastiowka) на мапах Брацлавського воєводства в 1670 році |  |

### Севастянівка у 17-19 ст.
У 1648 році був створений Уманський полк армії Богдана Хмельницького. В укріпленні сусіднього містечка Івангорода розташувалась козацька сотня. Полк відомий як один із наймогутніших козацьких полків Гетьманщини і брав активну участь у повстанні. Згідно з Білоцерківським мирним договором, козацькою територією визнано лише Київське воєводство, до Брацлавського повернулася польська адміністрація. У травні 1652 року Богдан Хмельницький анулював умови договору. У Брацлавському воєводстві у 1629-64 рр. кількість димів зменшилася в кілька разів.
У 1726 році Севастянівка перейшла до роду Чарторийських завдяки шлюбу. З 1729 року Уманщина, на правах власності, перейшла від Калиновських до Потоцьких, що сприяло заселенню краю подолянами.
У 1775 році російські війська знищили Запорізьку Січ — остання опора гетьманства. Багато людей з козацькими прізвищами оселилося тут. На Уманщині Гайдамаччина 1768 року була жорстокою. По другому розділі Речі Посполитої 1793 року Поділля і Брацлавщина відійшли до Росії й утворили Подільську губернію. У 1814 році Чарториський уступив село своїм родичам Собанським. У 1830 році спалахнуло Листопадове повстання (1830—1831). Після придушення повстання майно Собанських конфіскували до російської казни. Римокатолики виїхали або перехрестилися у православ'я.
Військові поселення в Росії формувалися із сімейних солдатів, що прослужили не менш 6 років, і місцевих чоловіків у віці 18-45 років, поєднуючи військову службу з сільськогосподарською працею. У 1842 році жителі сусіднього села Свинарки були переселені. Створення цих поселень селяни сприйняли як спробу поневолення. Після ліквідації військових поселень у 1858 році колишні селяни повернулися на свої землі. Спочатку село отримало назву Переселяни, а згодом — Мала Севастянівка. Загалом було переселено до 800 мешканців.
3 липня 1868 року сталася велика пожежа. Згоріло 12 селянських хат, завдано збитків на 8500 рублів. 18 грудня 1890 року урочисто відзначили відкриття залізничної станції у Христинівці. На цьому святі були присутні жителі села, поміщики, будівельники тощо.
На початку 1890-х років турецький підданий грек Смірніді одружився з сестрою якогось Мартиновського і зайнявся тютюном на городі Мартиновсього. Однак через донос на безакцизну різку тютюну він втік до Смірни через Одесу. Але Мартиновський і його дочки перейняли справу. У 1894 році в селі відкрились 2 винні лавки-монопольки. У селі було 5 лавок: Маерка, Берка, Нися, Лейзера та Арона, де продавали цукерки, цвяхи, мануфактуру, паливо та канцтовари. Лише після революції 1905 року відкрили першу кооперативну лавку.
У 1912 році було виділено окрему Севастянівську волость. У селі були ремісники, промислові підприємства і пошти не було. Сезонно селяни працювали все літо у панів на буряках або лісопосадках за 25-30 копійок в день. Земельний наділ на двір становив у середньому 3-5 десятин, яблуні та груші зустрічалися нечасто, частіше вишні. У школі викладали російською мовою, але її сприймали як іноземну.

### Переворот і початок радянської окупації

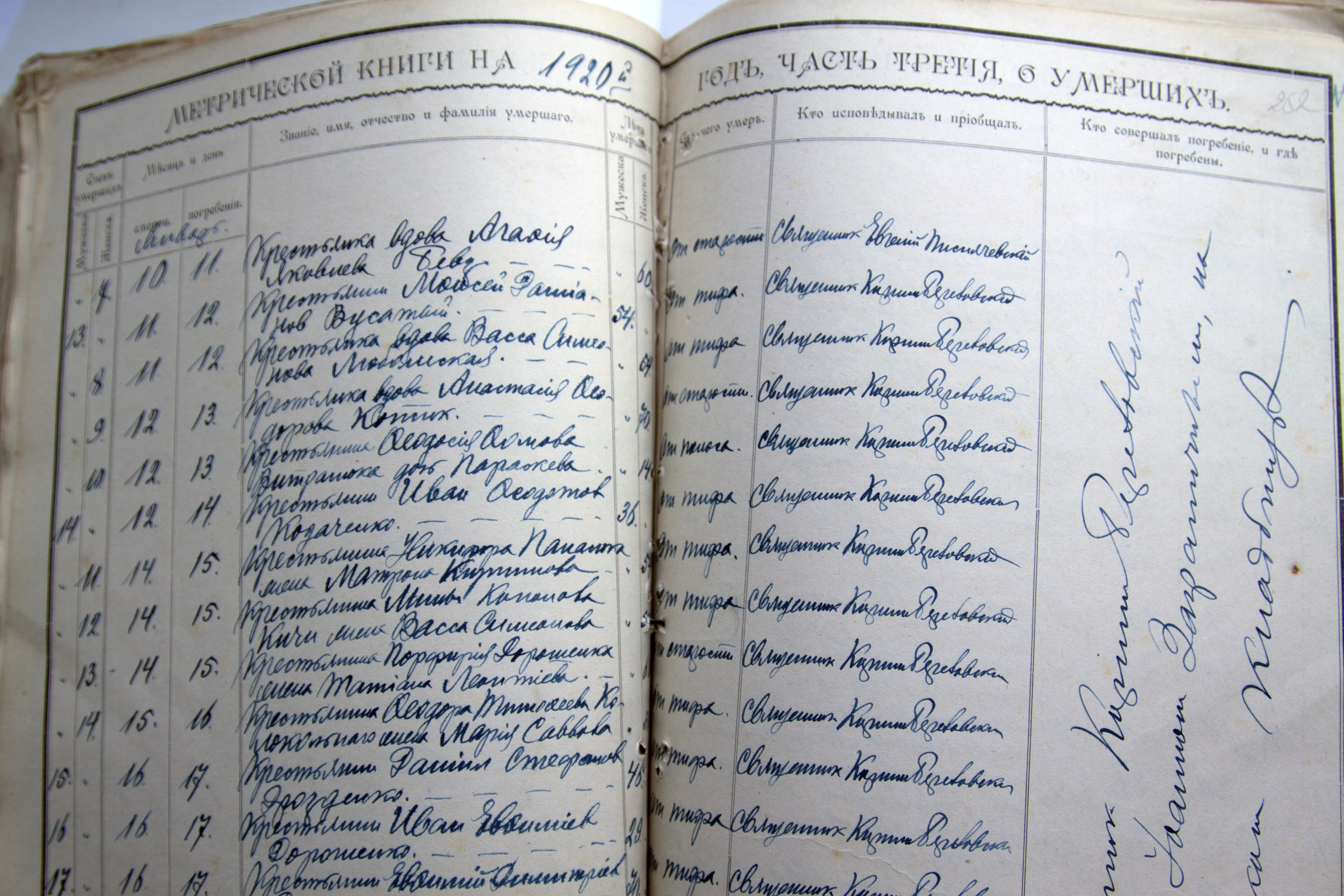
Відомості про померлих від тифу в Севастянівці. 1920 рік

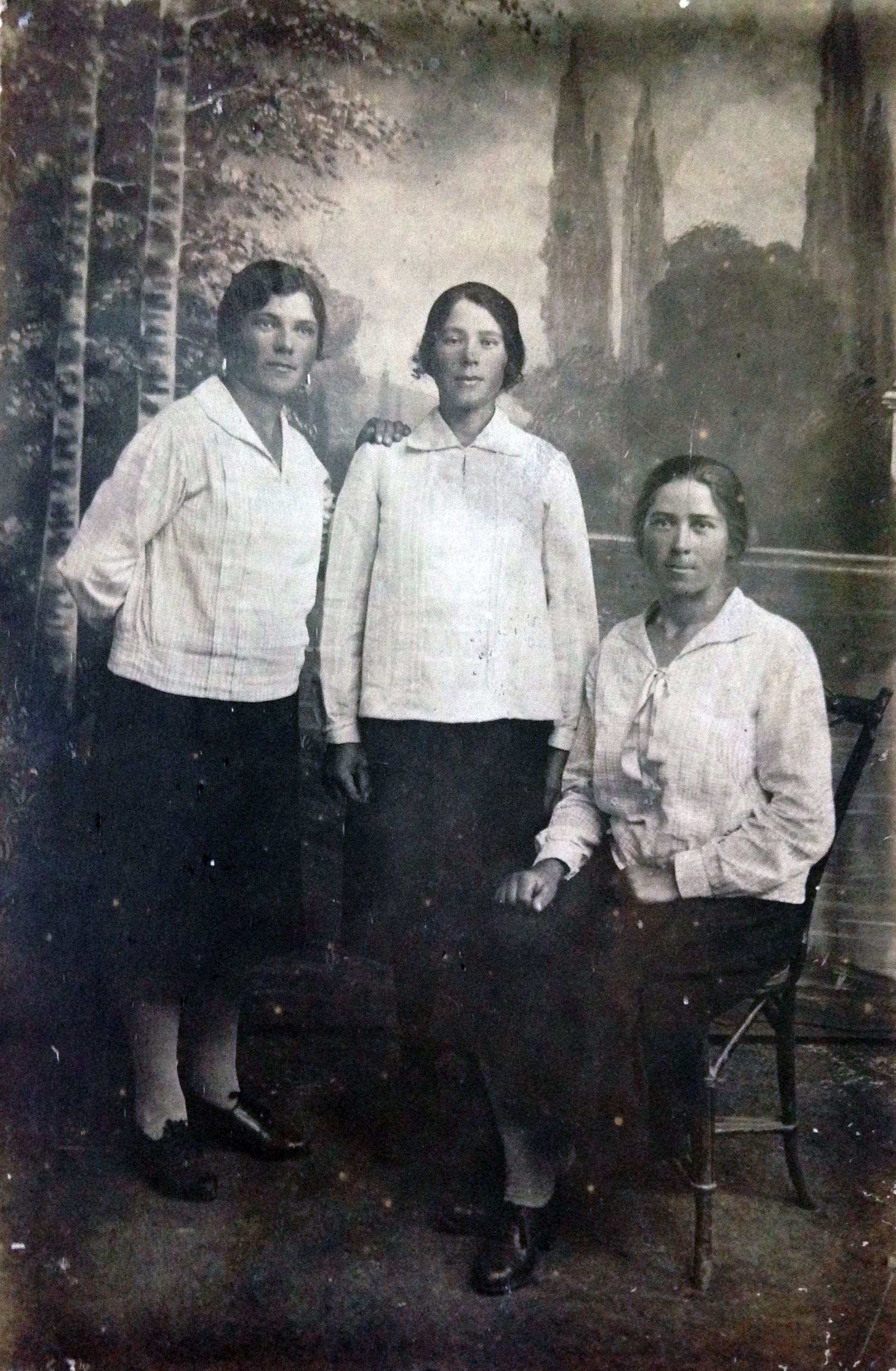
Сестри Козачинські. 1932 рік

Важкі часи були під час Визвольної війни 1917—1921 років. До 30 % мешканців загинули від хвороб, насамперед від тифу.
Весною 1919 року більшовики проводили політику під назвою «воєнний комунізм». Так під час вилучення хліба (на потреби революційної армії та робітників) залишали лише по 1 пуду (16 кг) зерна на людину на місяць. Комбіди зобов'язані були допомагати вилучати у заможних селян і середняків зерно. Трудове селянство всіляко, у тому числі і збройним шляхом, опиралося примусовому вилученню хліба.
Залізницю неодноразово захоплювали різні збройні формування: війська Ю. Тютюнника у червні 1919 року, війська Клименка, війська А. Денікіна у жовтні, а також повстанці Н. Махна. Влітку 1919 року на станції Христинівка була розстріляна команда більшовицького бронепоїзда «Вуглекоп».
У грудні 1919 року денікінські війська були вибиті з Уманщини. 11 січня 1920 року через місцеві села пройшли частини 12-ї армії С. Меженінова, і, як і в попередні рази, більшовицькі війська принесли з собою окупаційну радянську владу. 25 травня 1920 року М. Калінін зробив зупинку агітпоїзда на станції Христинівка. На площі між вокзалом і селищем було проведено багатолюдний мітинг. Калінін разом з Будьонним і Ворошиловим провели огляд дивізії 1-ї Кінної армії.
Більшість селян хотіла бути господарем на своїй землі. Проте умови війни, коли влада постійно змінювалася, дуже утруднювали життя на селі.

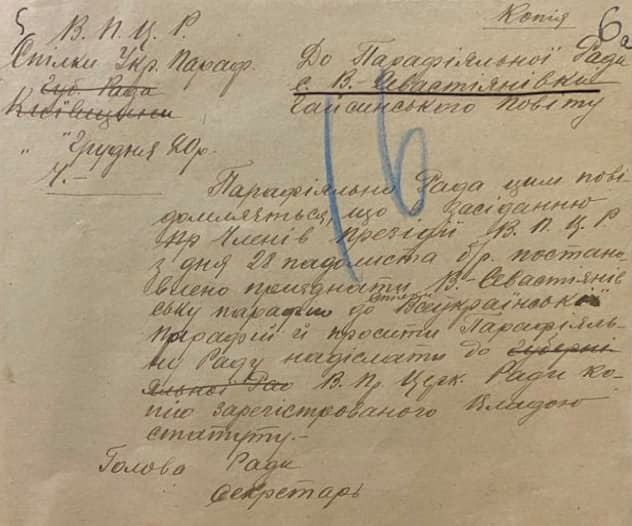
3 вересня 1920 року у Хрестовоздвиженському храмі села Велика Севастянівка, Гайсинського повіту відбулися збори церковної громади.

3 вересня 1920 року у Хрестовоздвиженському храмі села Велика Севастянівка, Гайсинського повіту (нині Уманського району на Черкащині) відбулися збори церковної громади.
Головою зборів обрано місцевого мешканця Івана Пятніцького, а секретарем — Андрія Бандура.
Збори громади ухвалили рішення вийти з-під московської духовної окупації. Парафія ухвалила рішення возз'єднатися з Українською Автокефальною Правосланою Церквою. Громада одноголосно ухвалила рішення про перехід виключно на українську мову богослужіння. Громада затвердила новий статут.
Обрано настоятеля парафії — священика Євгена Піснячевського, а також місцеву церковну раду та представників до Всеукраїнської Православної Церковної Ради.
28 листопада 1920 року рішенням Президії Всеукраїнської Православної Церковної Ради православну парафію села Велика Севастянівка приєднано до УАПЦ.
Після формування СРСР село Велика Севастянівка відійшло до Христинівського району Київської області.
|                                                                                |  |
| Стаття про Велику Севастянівку в газеті «Робітнича селянська правда» 1923 року |  |

З початком НЕПу було скасовано негайне створення колгоспів, відновлювалася оренда землі та використання найманої праці. Селянські господарства в селі на той час поділялися на бідняцькі — 1-3 десятини, середняцькі — 4-6 десятин, заможні — 8-10 десятин землі. Життя селян, особливо бідняків, було дуже важким. Зі спогадів односельців відомо, що харчі складалися з хліба, картоплі та 1 пляшки олії на тиждень. В деяких сім'ях після сніданку хліб закривали у скриню до вечора. Одяг був власного виробництва. Ті, хто працював на залізниці, мали кращі умови. Для освітлення осель використовували лій, жир; вогонь добували за допомогою кресала і губки; замість мила використовували глину, вапно і попіл. Запальнички і мило можна було обміняти (купити) на станції за значну кількість харчів (хліба, м'яса).

### Голодомор 1932—1933 років

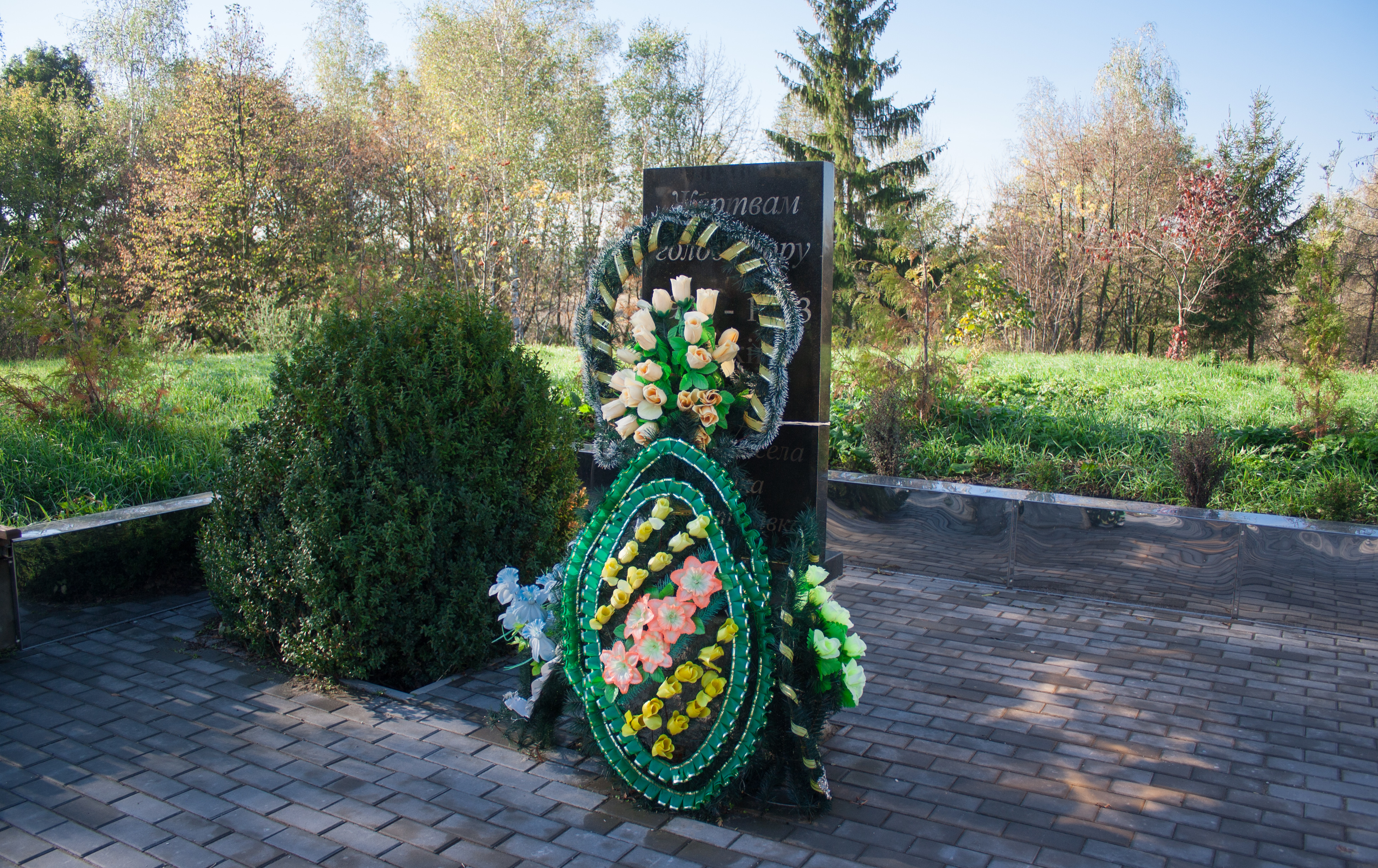
Пам'ятник жертвам Голодомору

У 1929—1930 рр. в селі йшло посилене «добровільне» залучення селян до колгоспів: як згадують очевидці постійно проводилися персональні розмови, обходи дворів, різні утиски аж до відсидки селян в льоху. Одночасно проводилось розкуркулення, відбирання всього господарського майна, переселення в найгіршу у селі хату або аж вивезення всієї сім'ї на заслання на північ. Якщо селянин мав 2-3 га землі, 1 корову та коня і не йшов в колгосп — його вважали куркулем. На нього накладали тверде завдання — здати державі 120 пудів зерна. Хто не погоджувався, того «уповноважені» заарештовували і забирали назавжди. Подальша їх доля невідома.
Під час Голодомору 1932—1933 років, тільки за офіційними даними, від голоду померло 368 мешканців села. Працівники НКВС забирали у селян всі продукти харчування. При постійних обшуках могли відправити до Сибіру навіть через заховану дровину, збережену щоб приготувати їжу.
Зі слів очевидців (Олійника П. К.) «…зима 1933 була дуже холодною, паливо-було дефіцитом. Солома з дахів йшла на годівлю худобі, а на опалення пішли огорожі дворів, підсобні будівлі, хліви, комори… По селу їздив віз, який підбирав мертвих (і не завжди) дітей та дорослих. В селі в період голоду постійно існував пошук їстівного (мерзла картопля, гнилі буряки, корж з висівок, млинці з ліщинового цвіту). Коли почалися польові роботи, безпосередньо на полях організовували кухні, варили баланду. Однак ця мізерна підгодівля не рятувала».
Список жертв Голодомору 1932—1933 років по селу з Національної книги пам'яті
1. [нерозбірливо] Вера Фокова, 24 роки, хазяйка, померла 28.01.1932 року, тиф.
2. [нерозбірливо] Маріка Васильова, 75 років, утриманка, на утриманні зятя, померла 14.06.1932 року, від старості.
3. [нерозбірливо] Степан Якович, 26 років, хазяїн, помер 07.07.1932 року, простуда.
4. Байдик Олекса Гаврилович, дитина, народився 04.04.1932 року, помер 23.06.1932 року, нежиттєздатний.
5. Барабаш Михайло Іванович, 40 років, хазяїн, помер 14.06.1932 року, причину смерті невідомо.
6. Батіжок Степан Микитович, дитина, народився 24.09.1932 року, помер 29.09.1932 року, нежиттєздатний.
7. Бевз Варка [нерозбірливо], 46 років, хазяйка, померла 26.07.1932 року, катар жолудка.
8. Бевз Варка Демидова, 80 років, член колгоспу, померла 19.08.1932 року, від старості.
9. Бевз Демед Маркович, 50 років, хазяїн, помер 29.05.1932 року, запалення легенів.
10. Бевз Іван Факович, дитина, народився 15.06.1931 року, помер 17.03.1932 року, запалення легенів.
11. Бевз Йосип Маркович, 68 років, член колгоспу, помер 06.07.1932 року, від старості.
12. Бевз Павло Тимофійович, дитина, 16 років, помер 09.07.1932 року, опухолі.
13. Бевз Параска Сергійова, народилася 04.11.1932 року, померла 04.08.1932 року, сухоти.
14. Бевз Петро Матвіїв, дитина, 4 роки, помер 02.02.1932 року, мимохід.
15. Бевз Явдоха Маркова, 64 роки, член колгоспу «Хлібороб», померла 01.03.1932 року, із старості.
16. Березок Прокіп Ловинів, 20 років, член колгоспу, помер 28.05.1932 року, туберкульоз.
17. Березок Федір Григорович, 66 років, хлібороб, помер 24.02.1932 року, від старості.
18. Березюк Іван Романович, дитина, народився 15.02.1932 року, помер 16.06.1932 року, нежиттєздатне.
19. Березюк Кузьма Герасимович, 70 років, хазяїн, помер 28.04.1932 року, від старості.
20. Бичок Ликера Іванова, 57 років, член колгоспу, померла 03.05 1932 року, від старості.
21. Бичок Маріка Івановна, 25 років, член колгоспу, померла 16.09.1932 року, черевний тиф.
22. Блез Андрей Маркович, 56 років, хазяїн, помер 20.05.1932 року, понос.
23. Боремка Юхимія, 24 роки, хазяйка, померла 02.05.1932 року, туберкульоз.
24. Виволанець Микола Філімонович, 22 роки, хазяїн, помер 04.08.1932 року, туберкульоз.
25. Витранюк Вустія, 90 років, член колгоспу, померла 30.08.1932 року, від старості.
26. Витранюк Килина Юхимова, 16 років, член колгоспу, померла 05.06.1932 року, туберкульоз.
27. Витранюк Ювгень Соловеїв, 63 роки, хазяїн, помер 12.03.1932 року, від старості.
28. Вітранюк Яків Гилькович, 65 років, хазяїн, помер 02.06.1932 року, запалення легенів.
29. Вовк Параска Федорова, дитина, народилася 07.01.1932 року, померла 17.01.1932 року, нежиттєдатна.
30. Гнусенко Микола Верміїв, народився 15.10.1931 року, помер 11.01.1932 року, нежиттєздатність.
31. Гончар Григорій Мойсейович, 50 років, член колгоспу, помер 23.07.1932 року, від старості.
32. Гончарук Надя Сидорова, дитина, народилася 14.02.1932 року, померла 25.07.1932 року, нежиттєздатне.
33. Гончарук Опанас Гнатович, 76 років, член колгоспу, помер 19.09.1932 року, від старості.
34. Гончарук Петро Гаврилович, 66 років, господарював вдома, помер 25.06.1932 року, від старості.
35. Горнчарук Микола Якович, дитина, помер 02.06.1932 року, помер 14.06.1932 року, причину смерті не вказано.
36. Городжений Кіндратій Павлович, 35 років, хазяїн, помер 05.06.1932 року, запалення легенів.
37. Губенко Іван Герасимович, дитина, 1 рік, помер 16.08.1932 року, від простуди.
38. Гуцало Григорій Антонович, дитина, 2 роки, помер 04.10.1932 року, простуда.
39. Гуцало Григорій Микитович, дитина, 11 років, помер 27.06.1932 року, простуда.
40. Гуцало Мотрина Дементівна, 71 рік, хазяйка, померла 28.07.1932 року, від старості.
41. Гуцало Параска, 57 років, хазяйка, померла 12.06.1932 року, від кишкового гострого захворювання.
42. Давигора Анна Федорова, дитина, народилася 10.03.1932 року, померла 09.05.1932 року, нежиттєздатне.
43. Давигора Маріка Файшонова, дитина, 3 роки, померла 06.03.1932 року, запалення легенів.
44. Давигора Олександр Ловинів, дитина, 1 рік, помер 12.03.1932 року, кушерия.
45. Давигора Петро Петрович, 75 років, хазяїн, помер 08.03.1932 року, замерз.
46. Давигора Явдоха, 85 років, хліборобка, померла 15.05.1932 року, від старості.
47. Давтора Гапа Савустянівна, 65 років, хазяйка, помер 30.06.1932 року, від старости.
48. Демченко Нестор Онуфрійович, 61 рік, член колгоспу «Більшовик», померла 23.06.1932 року, від старості.
49. Денисюк [нерозбірливо] Данилів, 50 років, хазяїн, помер 22.07.1932 року, простуда.
50. Денисюк Катерина Наумова, дитина, народився 27.02.1932 року, помер 08.03.1932 року, нежиттєздатне.
51. Денисюк Матра, 45 років, хазяйка, померла 12.07.1932 року, загальне виснаження організму.
52. Денисюк Юстина Данилівна, 40 років, хазяйка, померла 12.07.1932 року, ревматизм.
53. Денисюк Явдоха Григорівна, дитина, 2 роки, померла 24.04.1932 року, запаленняч легенів.
54. дитина, народився 20.02.1932 року, помер 20.02.1932 року, нежиттєздатне.
55. Діброва Степан Гаврилович, 67 років, член колгоспу, помер 10.05.1932 року, від старості.
56. Діброва Храстина Майсейова, 55 років, хазяйка, померла 20.03.1932 року, від старості.
57. Довгунець Іван Гнатович, дитина, народився 10.02.1932 року, помер 24.08.1932 року, сухоти.
58. Долобан Анна Захарівна, 36 років, член колгоспу, померла 20.01.1932 року, ревматизм.
59. Долобан Маріка, дитина, 1 рік, померла 21.06.1932 року, від епілепсії.
60. Долобан Милашка Василівна, дитина, народилася 20.01.1932 року, померла 27.02.1932 року, гарячка.
61. Долобан Степан Сергійович, 32 роки, хазяїн, помер 17.06.1932 року, запалення легенів.
62. Дорошенко Олекса Трохимович, 45 років, хазяїн, помер 09.06.1932 року, запалення легенів.
63. Дорошенко Ялина Пилипівна, дитина, 1 рік, померла 08.08.1932 року, простуда.
64. Дрововоз Галька Омелькова, 40 років, хазяйка, померла 09.08.1932 року, запалення легенів.
65. Дрововоз Петро Дмитріїв, дитина, 2 роки, помер 15.01.1932 року, запалення легенів.
66. Дрозденко Петро Алізорів, дитина, 8 років, помер 27.06.1932 року, від поносу.
67. Дяченко Архип Іуліанович, дитина, 14 років, померла 05.04.1932 року, запалення легенів.
68. Єгидюк Уліта Гнатова, 80 років, хазяйка, померла 15.05.1932 року, від старості.
69. Задорожній Андрій Мойсейович, 45 років, член колгоспу, помер 08.06.1932 року, запалення легенів.
70. Задорожній Калістр Нікіфорів, 60 років, хазяїн, помер 17.06.1932 року, від старості.
71. Задорожній Олекса Степанів, дитина, 1 рік, помер 20.09.1932 року, нежиттєздатне.
72. Задорожній Степан Дем'янович, 38 років, член колгоспу, помер 04.05.1932 року, катар желудка.
73. Калакошний Мойсей Антонович, 28 років, хазяїн, помер 14.06.1932 року, туберкульоз легенів.
74. Кардан Олександра Карпова, 85 років, утриманка, на утриманні сина, померла 12.02.1932 року, від старості.
75. Кваша Варка, 56 років, хазяйка, померла 19.05.1932 року, від старості.
76. Кирдан Іван Микитович, дитина, 4 роки, помер 14.03.1932 року, скарлатина.
77. Кича Никифір Степанович, 70 років, член колгоспу, помер 21.05.1932 року, від старості.
78. Кісіль Володимир Степанович, дитина, народився 23.05.1932 року, помер 23.05.1932 року, параліч.
79. Козаченко Іван Гильків, дитинка, 1 рік, помер 02.03.1932 року, запалення легенів.
80. Козаченко Олекса Юхимович, дитина, 7 років, помер 27.05.1932 року, запалення легенів.
81. Козаченко Фадей Ялосейович, 70 років, член колгоспу, помер 02.09.1932 року, від старості.
82. Козаченко Ялина Мойсейович, 19 років, член колгоспу, померла 08.07.1932 року, пухлини.
83. Колодка Марія, 70 років, хазяйка двору, померла 04.05.1932 року, від старості.
84. Коротянець Григорій Якимович, 85 років, хазяїн, помер 03.06.1932 року, від старості.
85. Космідайло Василь Кондратович, 50 років, хазяїн, помер 07.04.1932 року, порок серця та емфіземи легенів.
86. Котик Анна Василівна, 40 років, хазяйка, померла 03.07.1932 року, простуда.
87. Котик Артем Захарович, 50 років, хазяїн, помер 26.04.1932 року, катар желудка.
88. Котик Василь Григорович, дитина, 6 років, помер 05.08.1932 року, від пухлини.
89. Котик Гнат Антонович, 79 років, хазяїн, помер 07.07.1932 року, від старості.
90. Котик Іван Максимів, дитина, народився 15.01.1932 року, помер 22.01.1932 року, нежиттєздатне.
91. Котик Іван Савович, 58 років, хазяїн, помер 05.09.1932 року, від старості.
92. Котик Кирій Іванович, 73 роки, член колгоспу, помер 20.05.1932 року, від старості.
93. Котик Леон Іванович, дитина, народився 01.08.1931 року, смерть зареєстровано 18.03.1932 року, запалення легенів.
94. Котик Маріка Григорівна, дитина, 2 роки, померла 17.08.1932 року, від простуди.
95. Котик Марфа Арламовна, 45 років, хазяйка, померла 05.01.1932 року, простуда.
96. Котик Микола Ясопів, 60 років, хазяїн, помер 16.06.1932 року, старість.
97. Котик Олександра Олександрова, 60 років, хазяйка, член колгоспу, померла 01.04.1932 року, рак.
98. Котик Прокіп Савів, 27 років, господарював у себе вдома, помер 13.02.1932 року, туберкульоз.
99. Котик Сергій Федорович, 36 років, член артілі, помер 20.06.1932 року, запалення нирок.
100. Котик Явдоха Андріївна, дитина, 8 років, померла 20.06.1932 року, запалення легенів.
101. Коцеруба Градіян Степанович, 48 років, член колгоспу, помер 04.06.1932 року, запалення легенів.
102. Кравченко Володимир Іванович, 58 років, хазяїн, помер 10.05.1932 року, задишка.
103. Кривий Ригір Миронович, 17 років, хлібороб, помер 14.06.1932 року, запалення легенів.
104. Кривой Антон Артемів, 72 роки, хазяїн, помер 12.05.1932 року, від старості.
105. Кривой Меостода Миронів, 20 років, хазяїн, помер 01.07.1932 року, від простуди.
106. Кривой Мирін Арсентійович, 40 років, хазяїн, помер 05.06.1932 року, запалення легенів.
107. Кривоклуб Адріян Титович, 60 років, хазяїн, помер 08.07.1932 року, від старості.
108. Криворучко Саветь Гнатович, 76 років, хазяїн, помер 25.05.1932 року, від старості.
109. Криворучко Саміло Гнатович, 62 роки, хазяїн, помер 30.06.1932 року, від старості.
110. Крисоклуб Іван Якович, дитина, 1 рік, помер 16.09.1932 року, від простуди.
111. Кужільна Катерина, 70 років, хазяйка, померла 20.06.1932 року, від старості.
112. Кужільний Іван Никифорович, дитина, 3 роки, помер 15.08.1932 року, від простуди.
113. Кужільток Катерина Семенова, 40 років, хазяйка, померла 18.01.1932 року, від опущеної матки.
114. Куцик Марія Климівна, 78 років, хазяйка, померла 20.04.1932 року, причину смерті не вказано.
115. Кучеренко Іван Павлович, 48 років, хазяїн, помер 30.05.1932 року, запалення легенів.
116. Кучеренко Петро Іванович, 74 роки, хазяїн, помер 21.05.1932 року, від старості.
117. Кучеренко Фома Григорович, дитина, 1,5 роки, помер 23.05.1932 року, понос.
118. Лазнева Зіна Іовна, 40 років, член колгоспу, померла 08.05.1932 року, запалення легенів.
119. Лазневий Михайло Іванович, дитина, 1 рік, помер 17.09.1932 року, сухоти.
120. Лантух Іван Михайлович, дитина, 5 років, смерть зареєстровано 22.05.1932 року, запалення нирок.
121. Легкий Сила Втамахів, 73 роки, хазяїн, помер 23.02.1932 року, від старості.
122. Лемішко Катерина Максимівна, 40 років, хазяйка, померла 05.07.1932 року, виснаження організму.
123. Лехкій Ялина Іванівна, дитина, 2 роки, померла 03.08.1932 року, туберкульоз.
124. Лимар Хаврона Антонова, 55 років, хазяйка, померла 21.03.1932 року, від старості.
125. Лимішко Ксеня [нерозбірливо], дитина, 10 років, померла 29.06.1932 року, простуда.
126. Лисиця Іван Григорович, 73 роки, член колгоспу, помер 15.07.1932 року, від старості.
127. Лисиця Микола Наумович, дитина, 4 роки, помер 25.08.1932 року, запалення легенів.
128. Лисиця Митрофан, 70 років, хазяїн, помер 21.06.1932 року, від старості.
129. Лисиця Наум Миронович, 32 роки, хазяїн, помер 03.06.1932 року, запалення легенів.
130. Лисиця Параска Івановна, 80 років, член колгоспу, померла 06.10.1932 року, від старості.
131. Лисиця ПетроСтепанович, дитина, народився 02.04.1932 року, помер 27.05.1932 року, нежиттєздатне.
132. Луценко Леонід Дмитрович, дитина, народився 01.06.1931 року, помер 14.03.1932 року, судороги.
133. Мазур Вакум Федорів, 70 років, хазяїн, помер 10.04.1932 року, від старості.
134. Мазур Галька Трохимова, дитина, 1 рік, померла 03.08.1932 року, гарячка.
135. Мазур Явдоха Василівна, 80 років, хазяйка, померла 14.07.1932 року, від старості.
136. Мартинюк Андрій Прокопів, 43 роки, хазяїн, помер 19.06.1932 року, запалення нирок.
137. Маслянка Маріка Федорова, дитина, 4 роки, померла 29.06.1932 року, простуда.
138. Маслянка Харита, 80 років, хазяйка, померла 17.07.1932 року, від старості.
139. Медведчук Григорій Якович, дитина, 7 років, помер 08.07.1932 року, простуда.
140. Мелник Василь Тимухтейович, 95 років, хазяїн, одноосібник, помер 24.06.1932 року, від старості.
141. Мелник Додоска, Михайлова, 63 роки, хазяйка, померла 21.09.1932 року, від старості.
142. Мельник Максим Іванович, 65 років, хазяїн, помер 11.06.1932 року, від старості.
143. Мельник Степан Степанович, 60 років, хазяїн, помер 04.08.1932 року, ревматизм.
144. Мовчан Митрофан Дорофійович, 18 років, хлібороб, помер 11.02.1932 року, простуда.
145. Мрик Настя Кирилівна, 74 роки, хазяйка, померла 31.07.1932 року, від старості.
146. Мрих Олекса Терентів, дитина, народився 26.03.1932 року, помер 08.08.1932 року, простуда.
147. Мужик Маріка, 45 років, член колгоспу, померла 05.05.1932 року, катар желудка.
148. Мула Маріка Прокопова, дитина, 1 рік, померла 05.09.1932 року, сухоти.
149. Мула Прокіп Якимович, 38 років, член колгоспу, помер 10.06.1932 року, мікардит та змертвіння ноги.
150. Мусієнко Гана Андронова, 62 роки, хазяйка, померла 21.01.1932 року, від старості.
151. Мусієнко Олекса Хтодотович, дитина, народився 27.02.1931 року, помер 22.02.1932 року, нежиттєздатне.
152. Паламар Саветь Василів, 80 років, член колгоспу, помер 30.06.1932 року, від старості.
153. Пастушок Макурій Зіньків, 88 років, хазяїн, помер 21.06.1932 року, від старості.
154. Пастушок Маріка Павлова, дитина, народилася 02.01.1932 року, померла 04.03.1932 року, нежиттєздатне.
155. Пастушок Микола Прокопович, дитина, народився 21.07.1932 року, помер 03.08.1932 року, нежиттєздатне.
156. Пастушок Мотря Микитівна, 50 років, хазяйка, померла 01.07.1932 року, від старості.
157. Пастушок Олександра Андріївна, дитина, народилася 01.05.1932 року, померла 19.09.1932 року, воспаленіє нервів.
158. Пастушок Тимко Андрійович, 85 років, член колгоспу, помер 13.07.1932 року, від старості.
159. Пачос Григорій Гнатович, дитина, народився 13.09.1932 року, помер 16.06.1932 року, запалення легенів.
160. Пилипчик Степанида Максимова, дитина, народилася 02.06.1932 року, померла 22.06.1932 року, нежиттєздатна.
161. Піснячевський Валеріан Іванович, 52 роки, служебник релігійного культу, помер 25.08.1932 року, виснаження.
162. Плахотнюк Захарко Пилипович, 55 років, хазяїн, помер 13.05.1932 року, від запалення легенів.
163. Пожована Гапа Петровна, 77 років, хазяйка, померла 05.09.1932 року, від старості.
164. Пожована Килина Федорова, 58 років, хазяйка, померла 27.05.1932 року, туберкульоз.
165. Пожована Ласовета Никифорова, 70 років, хазяйка, померла 11.01.1932 року, від старості.
166. Пожована Маріка Панасова, дитина, 1 рік, померла 21.03.1932 року, запалення легенів.
167. Пожований Сергій [нерозбірливо], 22 роки, член двору, помер 08.06.1932 року, туберкульоз.
168. Поїзд Дем'ян Антонович, 16 років, член колгоспу, помер 07.07.1932 року, пухлини.
169. Поїзд Іван Артемович, дитина, народився 02.09.1932 року, помер 09.09.1932 року, нежиттєздатне.
170. Поїзд Іван Доротейович, 54 роки, хазяїн, помер 28.06.1932 року, причину смерті не вказано.
171. Поїзд Микола Федорів, дитина, народився 07.04.1932 року, помер 28.07.1932 року, запалення легенів.
172. Поїзд Петро Іванович, дитина, 10 років, помер 28.06.1932 року, простуда.
173. Пономар Гаврило Саветович, 35 років, хазяїн, помер 04.09.1932 року, дизентерія.
174. Попик Василь Терентійович, дитина, 6 місяців, помер 17.07.1932 року, туберкульоз.
175. Попик Гайка Вермійова, 48 років, член колгоспу, померла 26.03.1932 року, запалення легенів.
176. Попик Григорій Семенович, 30 років, хазяїн, помер 29.06.1932 року, туберкульоз.
177. Попик Йосип Васильович, 68 років, член колгоспу, помер 19.07.1932 року, від старості.
178. Попик Любов Григорівна, дитина, 1 рік, померла 05.10.1932 року, простуда.
179. Попик Маріка Карпова, дитина, народилася в травні 1932 року, померла 21.08.1932 року, нежиттєздатне.
180. Попик Олита Грицькова, 70 років, хазяйка, померла 01.06.1932 року, від старості.
181. Попсований Михайло Карпів, 65 років, хазяїн, помер 17.07.1932 року, від старості.
182. Попсований Омелько Кирилович, 68 років, хазяїн, помер 01.08.1932 року, від старості.
183. Попсуй Олекса Микитів, дитина, народився 20.04.1932 року, помер 16.05.1932 року, нежиттєздатне.
184. Рак Іван Андрійович, дитина, народився 02.07.1932 року, помер 18.07.1932 року, нежиттєздатне.
185. Рак Петро Данилович, 80 років, хазяїн, помер 29.07.1932 року, від старості.
186. Рак Федор Іванович, 74 роки, хазяїн, помер 06.04.1932 року, від старості.
187. Рибак Кузьма Климович, 65 років, хазяїн, помер 09.06.1932 року, від старості.
188. Рибак Ліда Арехтова, дитина, 3 роки, померла 16.09.1932 року, сухоти.
189. Рибак Михайло [нерозбірливо], дитина, 11 років, помер 20.05.1932 року, причину смерті невідомо.
190. Рибак Наталка [нерозбірливо], 33 роки, хазяйка, померла 06.03.1932 року, завішана.
191. Рибак фекла Пилипівна, 45 років, член колгоспу, померла 24.05.1932 року, запалення легенів.
192. Романенко Іван Митрофанович, дитина, народився 20.10.1931 року, помер 23.03.1932 року, запалення легенів.
193. Романюк Данило Матвіїв, 48 років, член колгоспу, помер 02.05.1932 року, повісився.
194. Романюк Захарко Савів, дитина, 2 роки, помер 26.07.1932 року, сухоти.
195. Романюк Іван Мусійович, дитина, народився 27.11.1931 року, помер 21.03.1932 року, запалення легенів.
196. Романюк Тетяна Андріївна, 73 роки, хазяйка, померла 16.03.1932 року, від старості.
197. Рябокінь Василь Григорович, 76 років, хазяїн, помер 01.05.1932 року, від старості.
198. Сапатира [нерозбірливо] Павлів, дитина, 7 років, помер 23.06.1932 року, епілепсії.
199. Світличний Андрій Іванович, 70 років, хазяїн, помер 11.06.1932 року, від старості.
200. Світличний Олекса Іванів, дитина, 1 рік, помер 22.01.1932 року, запалення легенів.
201. Сегедюк Яков Яковлевич, 85 років, хазяїн, помер 09.05.1932 року, від старості.
202. Семішко Христя Андріївна, 43 роки, член колгоспу, померла 07.04.1932 року, черевний тиф.
203. Синівський Дем'ян Степанович, 62 роки, член колгоспу «Хлібороб», помер 10.07.1932 року, виснаження та старість.
204. Слободяник Тетяна Павлівна, дитина, 3 роки, померла 23.07.1932 року, запалення мозку.
205. Смикало Артур Сергіїв, 70 років, хазяїн, помер 25.06.1932 року, від старості.
206. Смикало Христя Онуфрійова, 40 років, член колгоспу, померла 13.07.1932 року, виснаження.
207. Смуток Маріка Федорова, дитина, 2 роки, померла 01.06.1932 року, запалення легенів.
208. Соловій Олекса Сергійович, дитина, народився 03.08.1932 року, помер 14.08.1932 року, нежиттєздатне.
209. Сулига Іван Степанів, дитина, 3 роки, помер 01.01.1932 року, запалення легенів.
210. Сухецька Ялина Антоновна, дитина, 7 років, померла 22.06.1932 року, запалення легенів.
211. Сухецький Кіндрат Іванович, 76 років, хазяїн, помер 24.07.1932 року, від старості.
212. Сухецький Микола Антонович, дитина, 2 роки, помер 22.06.1932 року, запалення мозку.
213. Сухецький Михайло Павлів, дитина, народився 20.02.1932 року, помер 20.02.1932 року, нежиттєздатне.
214. Сухецькій Данило Назарович, 50 років, хазяїн, помер 19.06.1932 року, параліч.
215. Таран Арманій, 100 років, хазяїн, помер 08.04.1932 року, від старості.
216. Тарнаруцька Ялина Василівна, 55 років, утриманка, на утриманні брата, померла 25.02.1932 року, параліч.
217. Ткач Анна Ананьєва, дитина, 2 роки, померла 09.07.1932 року, запалення легенів.
218. Ткач Ксенія Семенова, 74 роки, хазяйка, померла 12.05.1932 року, від старості.
219. Ткач Маріка, 70 років, член колгоспу, померла 10.01.1932 року, від старості.
220. Ткач Охтимір Тимкович, 48 років, член колгоспу, помер 26.06.1932 року, запалення легенів.
221. Ткачук Тилимін Лаврович, 27 років, член колгоспу, помер 08.06.1932 року, зарізаний поїздом.
222. Цимбалюк Мотрина Оксентіївна, дитина, 8 років, померла 25.06.1932 року, епілепсія.
223. Цимбалюк Оксентій Іванович, 45 років, хазяїн, помер 24.06.1932 року, від простуди.
224. Черненко Володимир Федорович, дитина, 1 рік, помер 05.10.1932 року, від простуди.
225. Чинг Варка Микитівна, 66 років, хазяйка, померла 09.08.1932 року, від старості.
226. Чортополох Амбрось Івтусів, 70 років, хазяїн, помер 19.06.1932 року, від старості.
227. Чортополох Іван Сергійович, дитина, народився 17.09.1931 року, помер 11.03.1932 року, запалення легенів.
228. Чортополох Марія Яковлівна, 70 років, член колгоспу, померла 15.07.1932 року, від старості.
229. Чумак Анна [нерозбірливо], дитина, народилася 17.02.1932 року, померла 23.07.1932 року, запалення легенів.
230. Чумак Іван Михтодович, 21 рік, хазяїн, помер 07.07.1932 року, простуда.
231. Швець Анна Олексіївна, дитина, 4 роки, померла 27.04.1932 року, запалення мозку.
232. Швець Анна Хтодорова, 62 роки, хазяйка, померла 15.01.1932 року, кровотечі (залила кров).
233. Швець Катерина Кирилівна, дитина, 5 років, померла 26.06.1932 року, запалення легенів.
234. Шевченко Іван Григорович, дитина, 4 роки, помер 0902.1932 року, запалення легенів.
235. Шевченко Олекса Грицьків, дитина, 11 років, помер 22.06.1932 року, простуда.
236. Шевчук Дмитро Корнійович, 37 років, член колгоспу, помер 19.06.1932 року, забили бандити.
237. Шкурупацький Олімп Павлович, 54 роки, член колгоспу, помер 29.06.1932 року, від старості.
238. Шкурутацька Анна Василівна, 72 роки, хазяйка, померла 17.08.1932 року, причину смерті не вказано.
239. Шпонька Петро Олексійович, дитина, 6 місяців, помер 26.06.1932 року, епілепсії.
240. Штельмах Митрофан Васильович, 96 років, член колгоспу, помер 12.07.1932 року, від старості.
241. Юхименко Ганна Романова, дитина, 2 роки, померла 14.04.1932 року, запалення легенів.
242. Юхименко Дмитро Романович, дитина, 5 років, помер 14.04.1932 року, запалення легенів.
243. Яковенко Іван Ананів, 42 роки, член колгоспу, помер 06.04.1932 року, убитий.
244. Яковенко Тетяна Яківна, дитина, 15 років, померла 06.04.1932 року, запалення легенів.
245. Ямкова Хима Мартіянова, 50 років, хазяйка, померла 05.07.1932 року, від старості.
246. Ямковий Микола Іванович, дитина, народився 15.07.1932 року, помер 22.07.1932 року, простуда.
247. Ямковий Микола Микитів, дитина, народився 07.09.1931 року, помер 24.01.1932 року, від пухлини желудка.
248. Бевз Ганна Григорівна
249. Бевз Ксентій Тимофійович
250. Березок Севастян Іванович
251. Бойко Нестор Семенович
252. Видай Іван Васильович
253. Гачкало Василь Григорович
254. Гончарук Дмитро Ількович
255. Гончарук Леонтій Матвійович
256. Гончарук Секлета Варламівна
257. Давигора Володимир Васильович
258. Давигора Олексій Степанович
259. Дем'янович Яків Васильович
260. Динисюк Іван Григорович
261. Динисюк Марія Іванівна
262. Долобан Дімна Данилівна
263. Доломан Степанида Іванівна
264. Задорожній Андрій Іванович
265. Задояний Андрій Устимович
266. Кардан Степан Григорович
267. Котик Марія Іванівна
268. Кравченко Віталій Григорович
269. Кужільний Устим Григорович
270. Кучеренко Іван Гнатович
271. Кучеренко Іван Григорович
272. Лантух Андрій Григорович
273. Лантух Іван Терентійович
274. Лемішко Терен Іванович
275. Мартинюк Ларіон Григорович
276. Мовчан Тимофій Іванович
277. Окунь Федір Григорович
278. Пастушок Прокіп Артемович
279. Пацюк Галина Федорівна
280. Пацюк Пантелеймон Григорович
281. Пацюк Петро Федорович
282. Пацюк Прокіп Федорович
283. Пачесюк Володимир Іванович
284. Поліщук Юхрем Степанович
285. Попсуй Микита Миколайович
286. Потрібна Параска Дмитрівна
287. Потрібний Гнат Кирилович
288. Рак Гнат Іванович
289. Рак Іван Іванович
290. Рак Іван Степанович
291. Рак Степанида Ільківна
292. Рак Югина Григорівна
293. Романюк Трохим Якимович
294. Світлишній Карпо Семенович
295. Синівський Федір Йосипович
296. Сулига Дмитро Півонович
297. Тимошенко Григорій Левкович
298. Тисанюк Іван Зінькович
299. Тисанюк Петро Гнатович
300. Тихонюк Дмитро Родіонович
301. Ткач Микола Іванович
302. Черненко Гнат Іванович
303. Чортополох Варвара Іванівна
304. Чортополох Оверко Григорович
305. Шевченко Микола Іванович
306. Шевченко Параска Яківна
307. Шевчук Оверко Григорович

### Репресії 1935—1941 років
Національний банк репресованих України (http://www.reabit.org.ua [Архівовано 25 березня 2021 у Wayback Machine.]) зараз містить дані про 13 осіб, що народились або мешкали у Великій Севастянівці і які потерпіли від репресій (двох з них — Овсія Бевза і Федота Вітранюка — було розстріляно).

### У Другу світову війну
Тільки за офіційними даними 812 жителів села брали участь у боях проти німецько-нацистських загарбників. З них 410 загинули. На їх честь у селі споруджено пагорб Слави.
За бойові подвиги, мужність і відвагу, виявлені на фронтах, партизанських загонах і підпіллі, 281 уродженця нагороджено орденами й медалями.
30 липня 1941 року, на 39-й день війни, німецькі війська увійшли в Севастянівку. Були спалені селянські хати на околицях села, де точилися ще бої з нечисленними радянськими загонами. Проте сили були нерівними, і радянські війська швидко змушені були відступити.
Одразу ж, як тільки село перейшло під німецьку владу, вони повідбирали дорослих і міцних чоловіків та юнаків, які могли чинити опір, і, об'єднавши з івангородською колоною полонених, погнали їх на Умань, у так звану Уманську яму. Хто чинив спротив, розстрілювали на місці. Багато хто з жителів села до Умані просто не дійшов.
Подальша доля полонених достеменно невідома. Кому вдалося втекти йшли на фронт.
У Шпоньковому лісі сформувався партизанський загін з жителів всіх сусідніх сіл. Вони чинили замахи на німецьких чиновників, підривали німецькі автоколони і поїзди, які перевозили зброю та провізію для армії рейху. Досі в лісі збереглася поляна на якій збиралися партизани, планували напади, варили кашу.
У травні 1942 року на перегоні Шукайвода — Севастянівка підпільники розібрали колію і ворожий ешелон, що йшов на схід, полетів під укіс.
Уродженець села Велика Севастянівка Іван Драченко — один з 3 учасників війни, який поряд із Золотою Зіркою Героя Радянського Союзу носив звання повного кавалера Ордена Слави. Збитий у повітряному бою в 43-му, він потрапив у полон, де втратив праве око, але дивом зумів утекти і повернутися в стрій, продовжити громити ворога за штурвалом літака-штурмовика.

На території біля церкви в останні дні окупації німці поховали шість своїх солдат. 10 березня 1944 року Севастянівка разом із залізничною станцією була звільнена від німецьких військ. Село перебувало під німецькою владою 2 роки і 7 місяців.

Меморіал загиблим в роки Другої світової війни
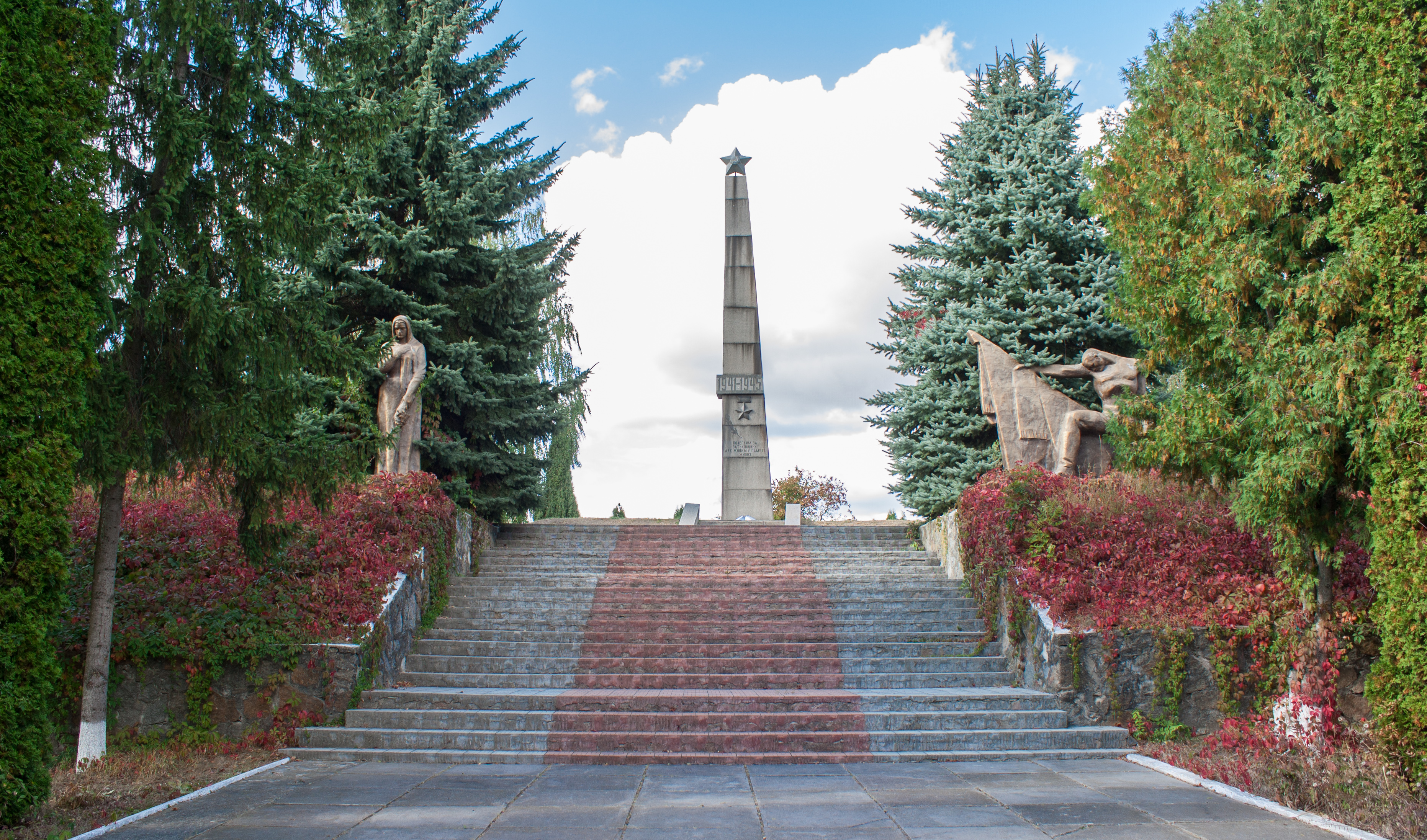
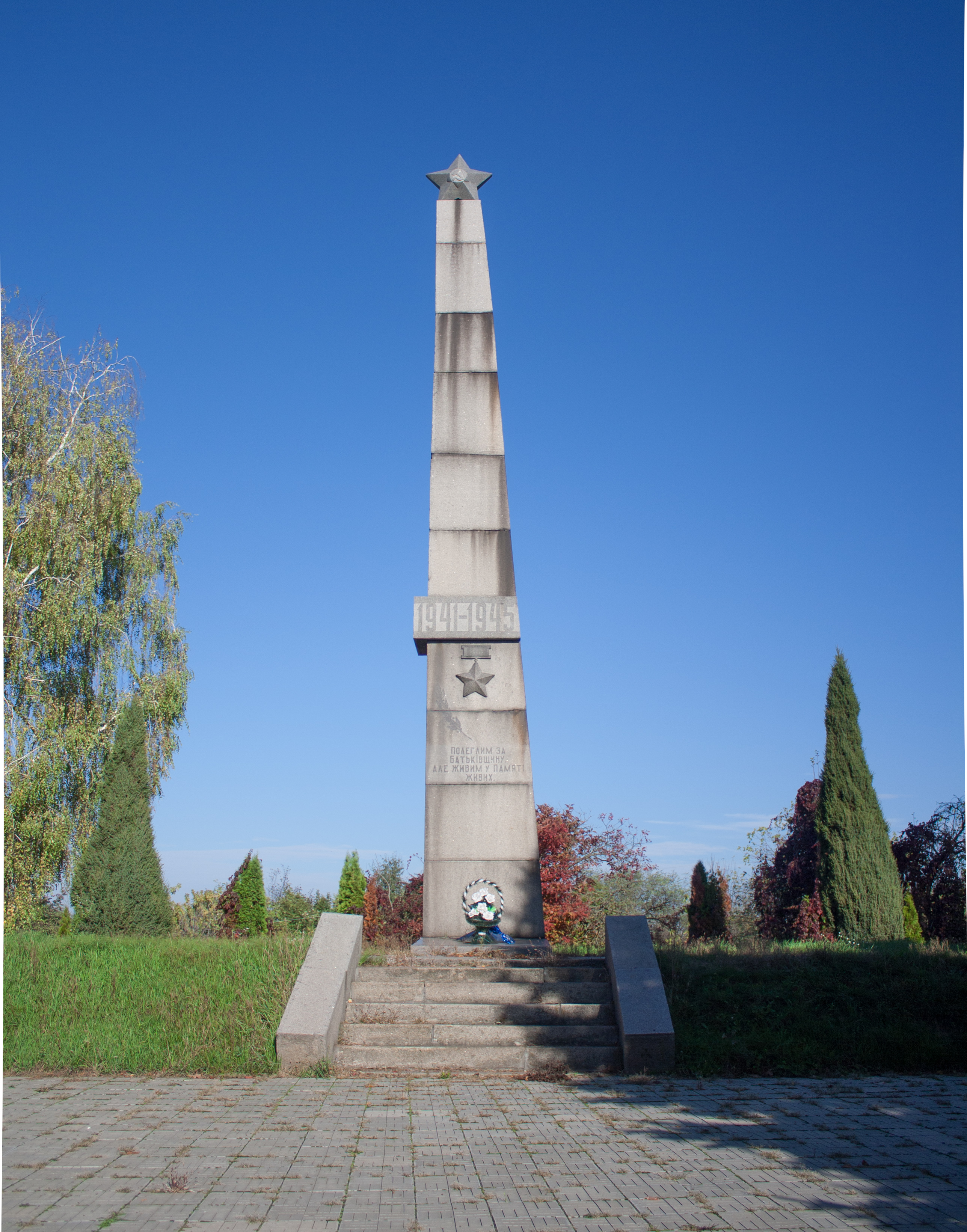
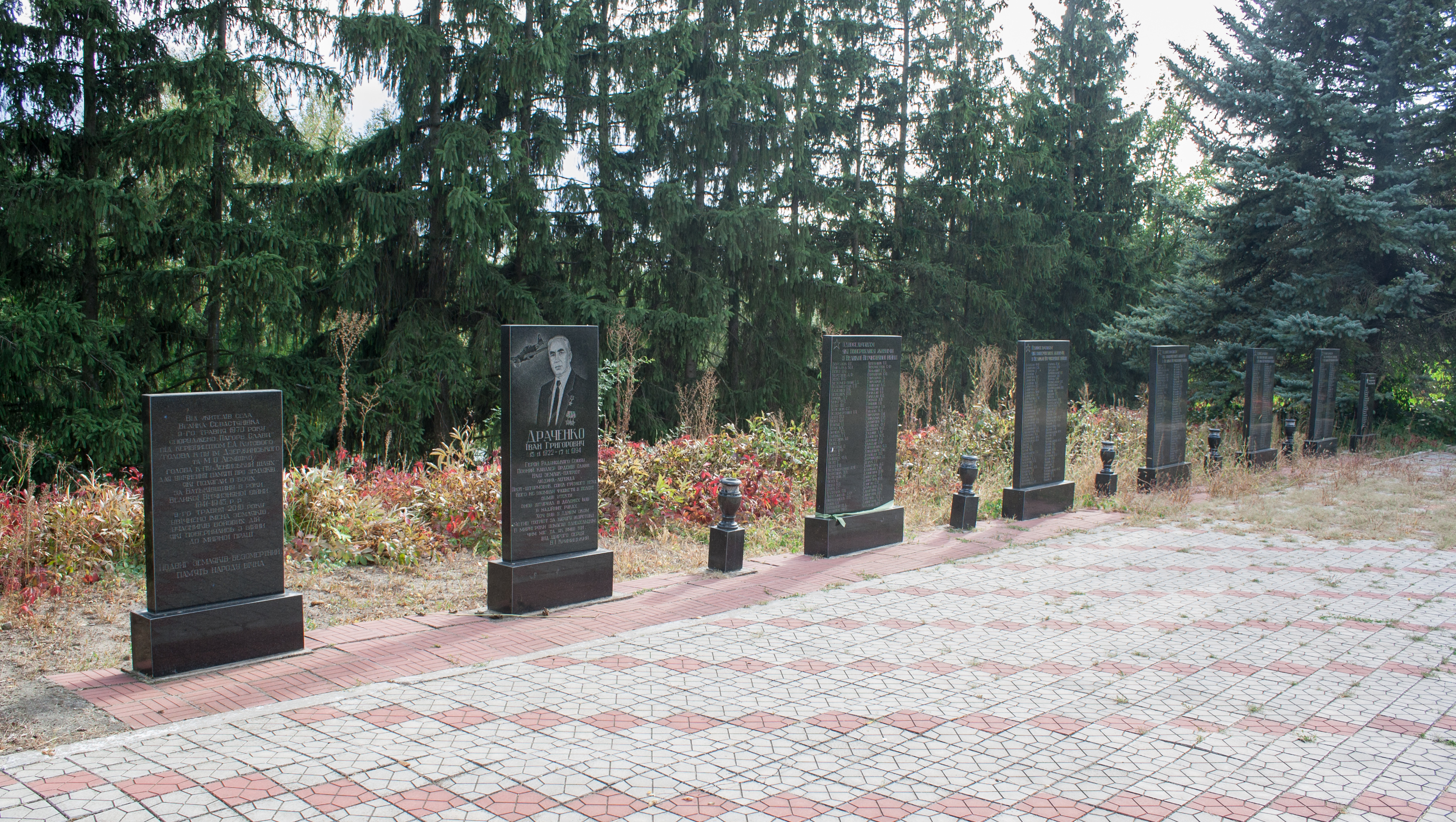
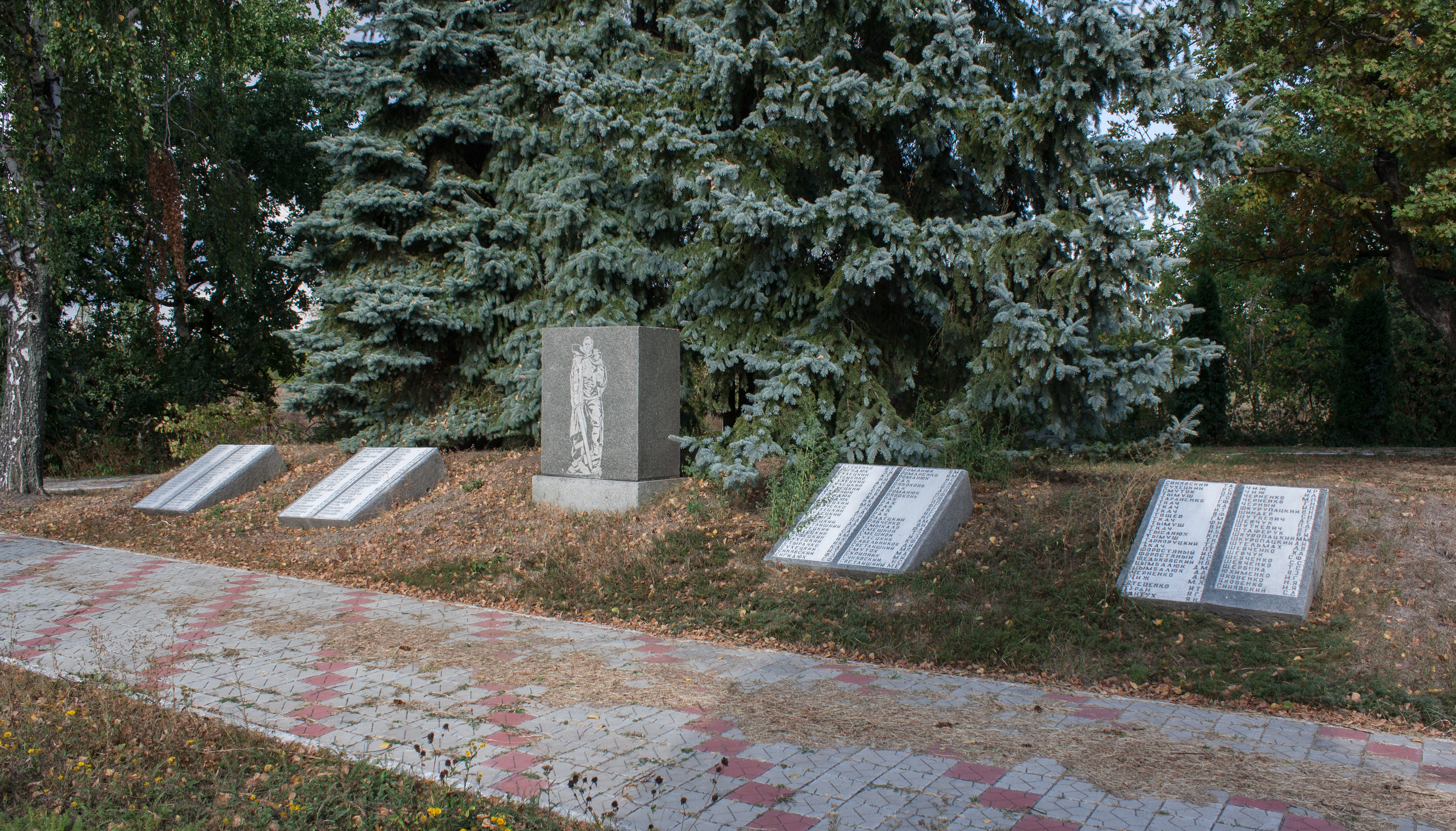

### Радянський період після 1945 року

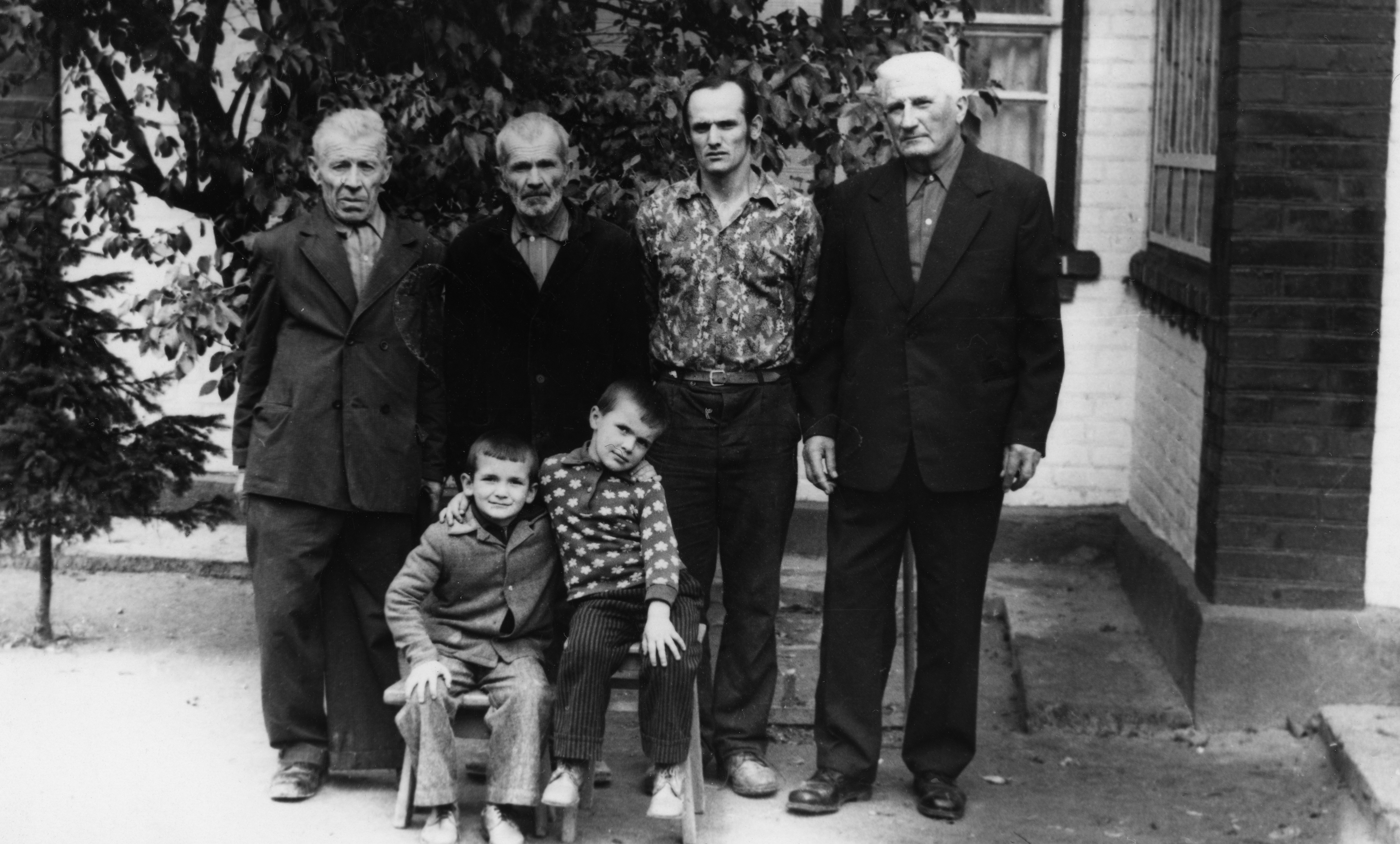
Мешканці села Севастянівка у 1970х роках

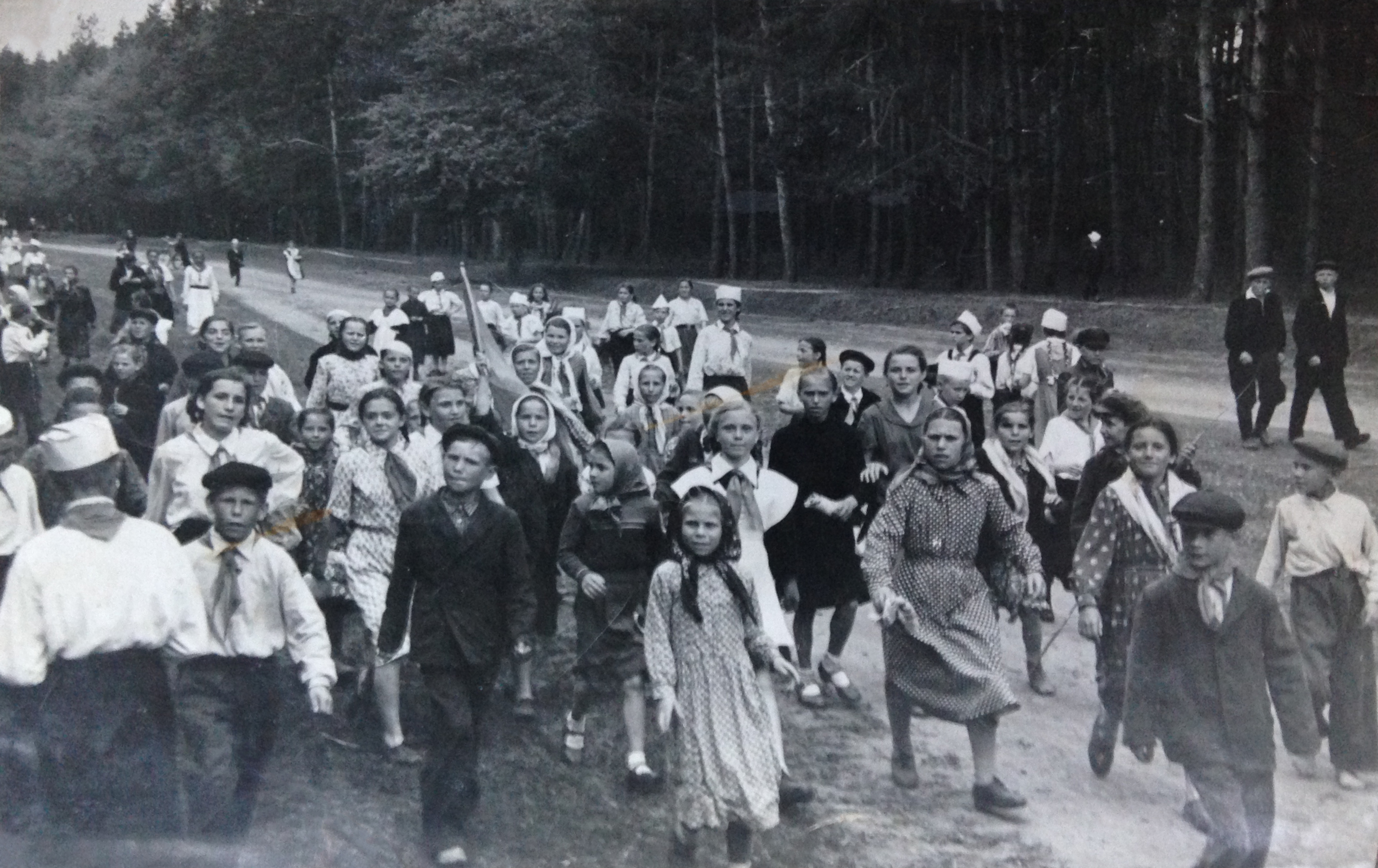
Учні йдуть до школи в повоєнні роки

Перші післявоєнні роки були важкими для селян. У 1947 році був голод. Однак після цього село почало відроджуватися. У Севастянівці було шість колгоспів, два з яких були мільйонерами.
У 1954 році Христинівський район був включений до складу Черкаської області.
У 1972 році радянською владою була зруйнована церква, побудована у 1856 році.

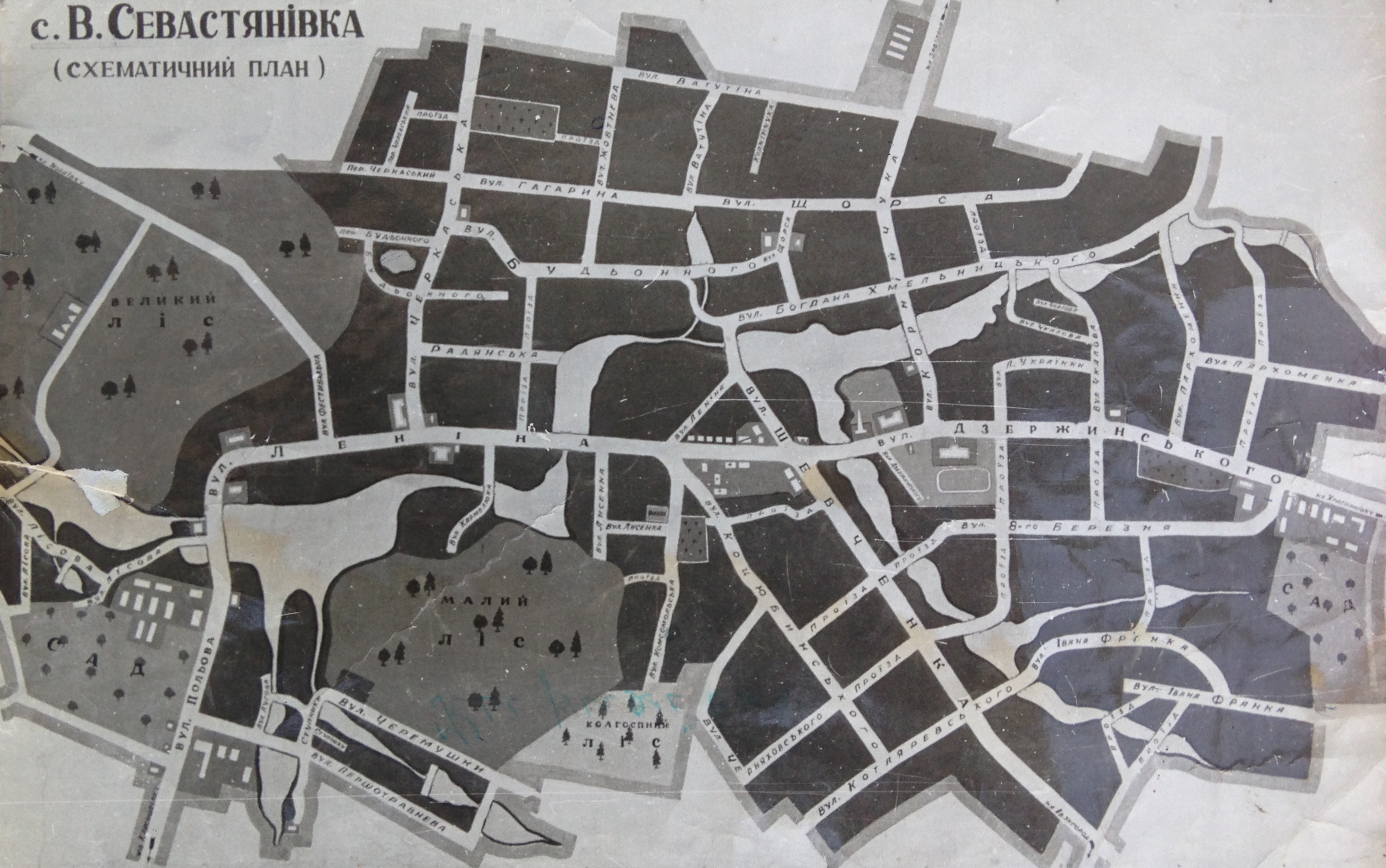
Повоєнна мапа села Велика Севастянівка. Історичні назви вулиць замінені типовими радянськими.

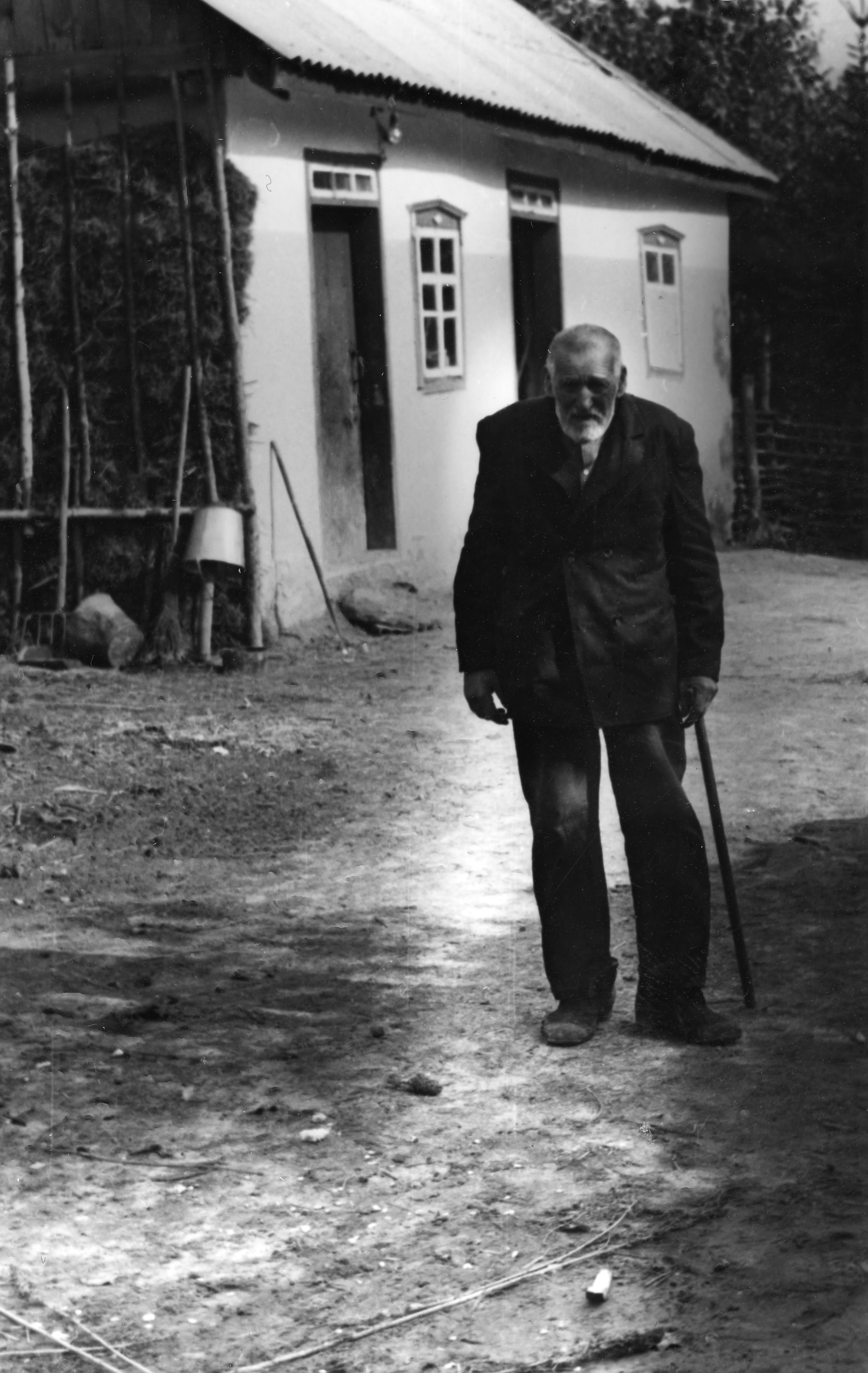
Семен Козаченко біля власної хати на початку 1980-х років у віці приблизно 95 років

### Вільна Україна
Перші роки після здобуття незалежності у 1991 році були складними. Закривалися колгоспи, і мешканцям доводилося пристосовуватися до нових економічних реалій. Землі були розподілені між селянами, однак більшість з них віддали свої наділи в оренду новим фермерам. Сьогодні більшість ставків також знаходяться в оренді.
3 червня 1999 року була відкрита нова церква на тому ж фундаменті, де стояла стара, побудована у 1856 році.
Зараз матеріальний стан селян задовільний, у селі працює кілька сільськогосподарських підприємств.
У лютому 2015 року громада села вирішила перейти з Московського Патріархату до УПЦ Київського Патріархату.

## Освіта
"У 1861 році була утворена школа, підпорядкована міністерству освіти. В школі навчалися хлопчики та дівчатка. У 1928 році школа отримала статус семирічної. В той час тут навчалося вже 400 учнів, більшість з яких закінчували лише 4 класи. 1 вересня 1935 року школу реорганізовано в середню. Назва школи неодноразово змінювалася у зв'язку зі змінами в адміністративно-територіальному поділі та відповідно до зміни статусу школи в державі. У 2024 році вона стала Великосевастянівським ліцеєм.
(більше про історію, працівників та випускників)

## Переписи

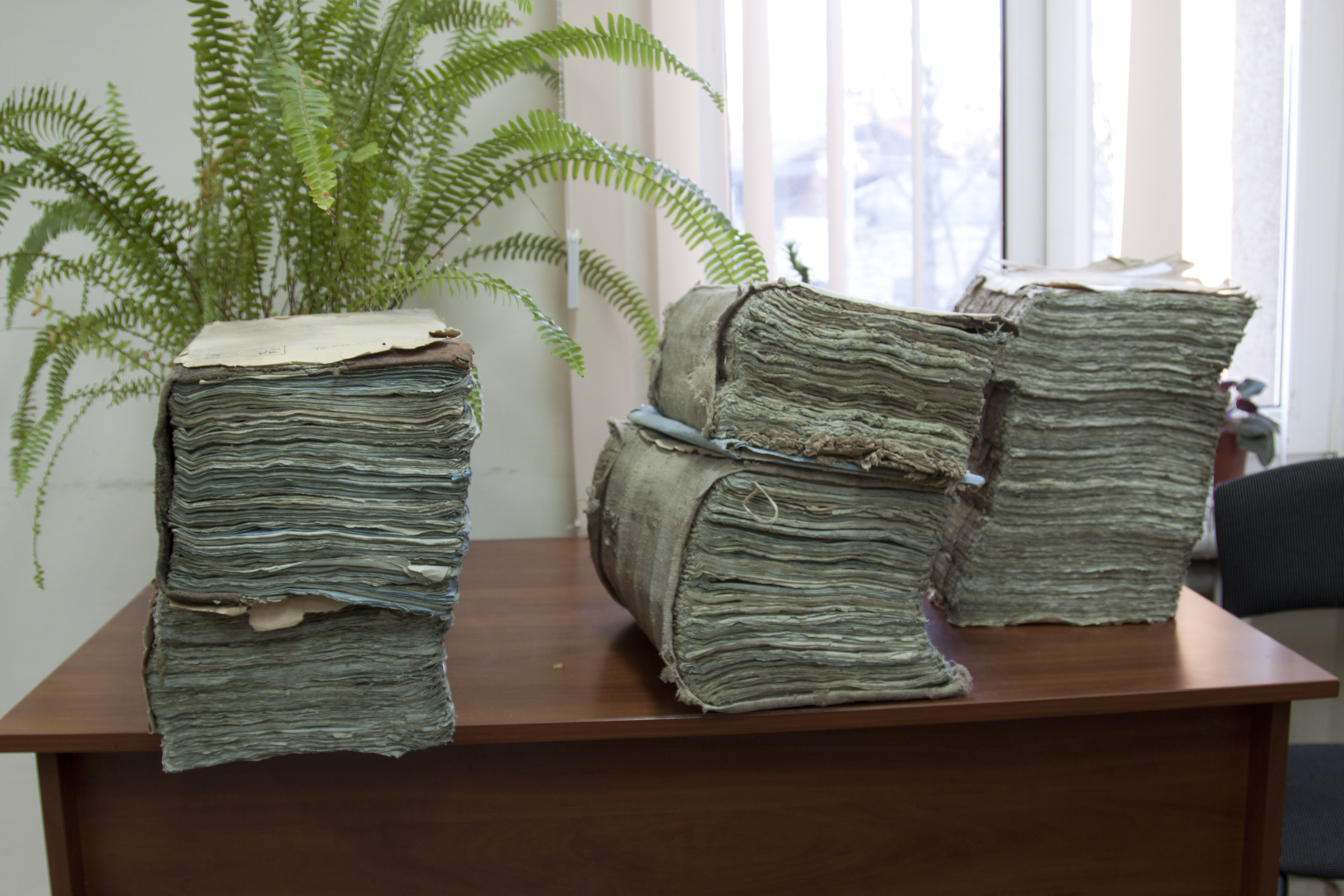
Метричні книги Гайсинського повіту, що зберігаються в Державному архіві Хмельницької області

В українських архівах зберігається масив документів після другого поділу Речі Посполитої у 1793 році. Документи до цього року знаходяться у відділі рукописів бібліотеки фундації князів Чарторийських у Кракові. В цій колекції є багато ілюстрацій маєтків Гайсинщини, включаючи Севастянівку. Тут можна знайти переписи мешканців приблизно з 1720 по 1790 роки разом із загальними документами з історії села.
Бібліотека Чарториських, відділ рукописів. Краків, вул. Св. Марка 17.
Люстрації маєтків разом з переписами
- 1722 рік. Рукопис 7730.
- 1724 рік. Рукопис 7731.
- 1725 рік. Рукопис 7732.
- 1727 рік. Рукопис 7734.
- 1728 рік. Рукопис 7735.
- 1730—1732 роки. Рукопис 7737.
- 1730—1737 роки. Рукопис 7738.
- 1739 рік. Рукопис 7743.
- 1740 рік. Рукопис 7814.
- 1744 рік. Рукопис 7748.
- 1756 рік. Рукопис 7755.
- 1756 рік. Рукопис 7853.
- 1760 рік. Рукопис 7759.
- 1763 рік. Рукопис 7760.
- 1764 рік. Рукопис 7763. Тільки євреї.
- 1764 рік. Рукопис 7863. Тільки євреї.
- 1769 рік. Рукопис 7767.
- 1770 рік. Рукопис 7768.
- 1773 рік. Рукопис 7771.
- 1775 рік. Рукопис 7773.
- 1776 рік. Рукопис 7774.
- 1780 рік. Рукопис 7778.
- 1784 рік. Рукопис 7781.

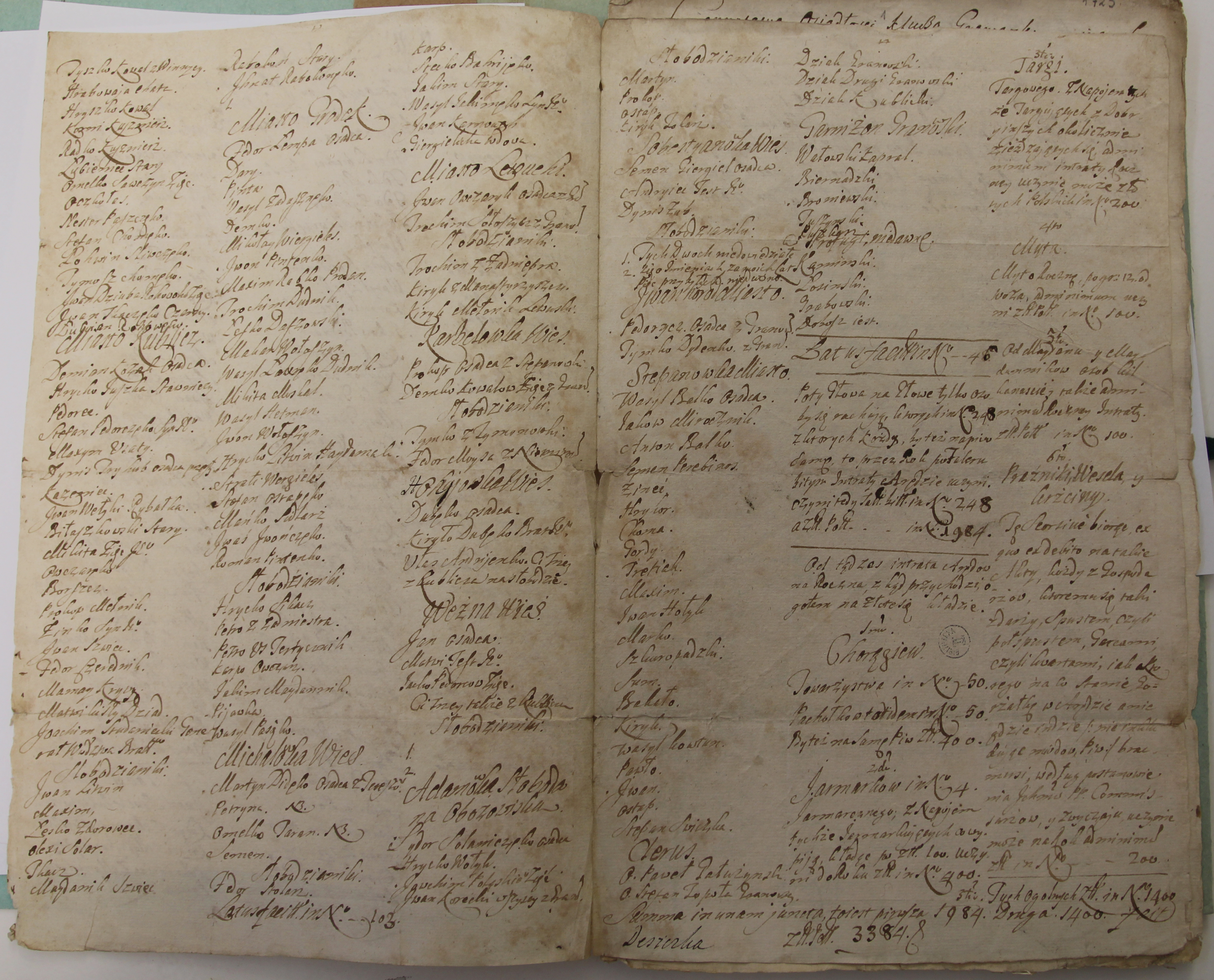
Перепис сіл Грановщини разом з Севастянівкою 1722 року
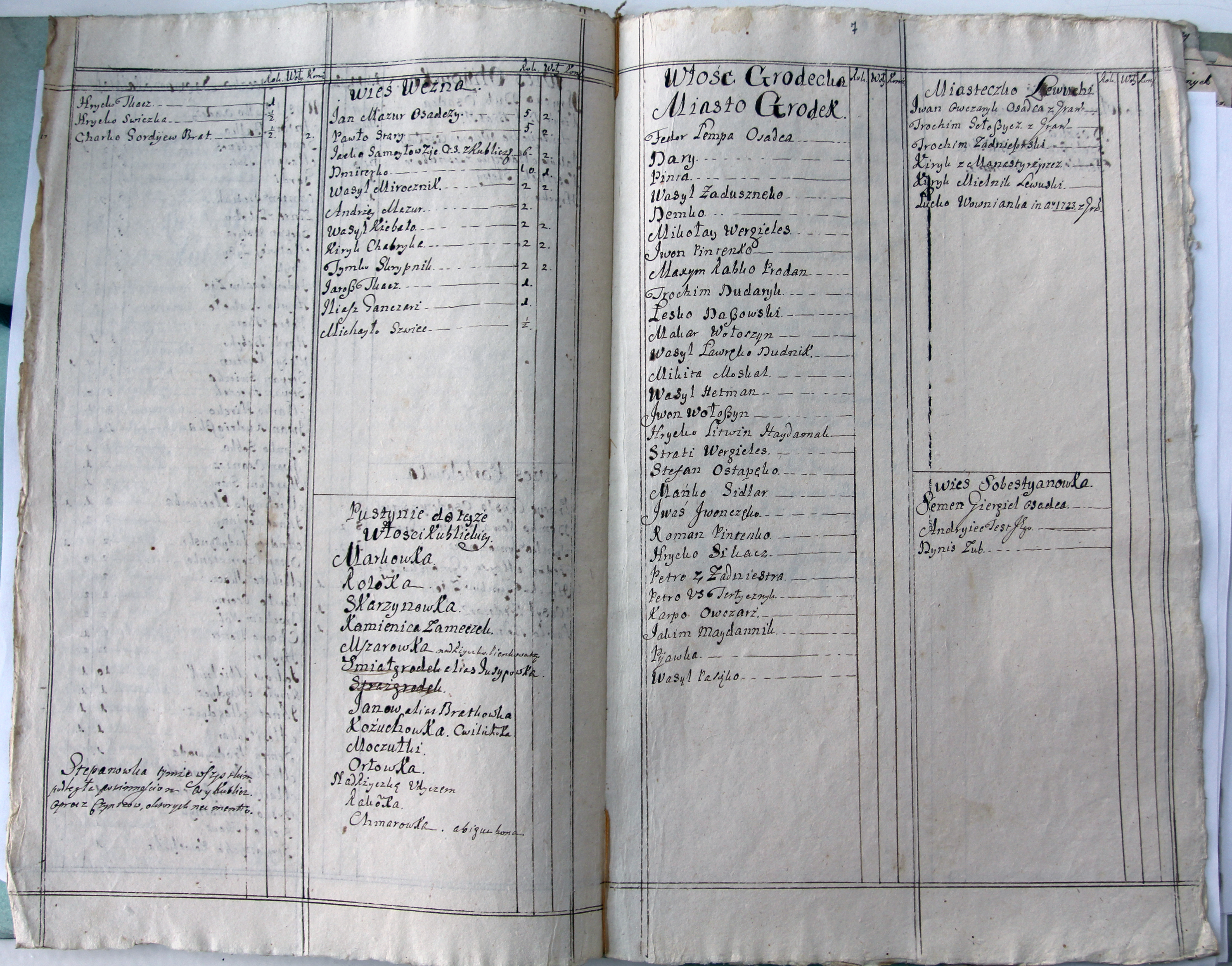
Перепис Севастянівки 1724 року
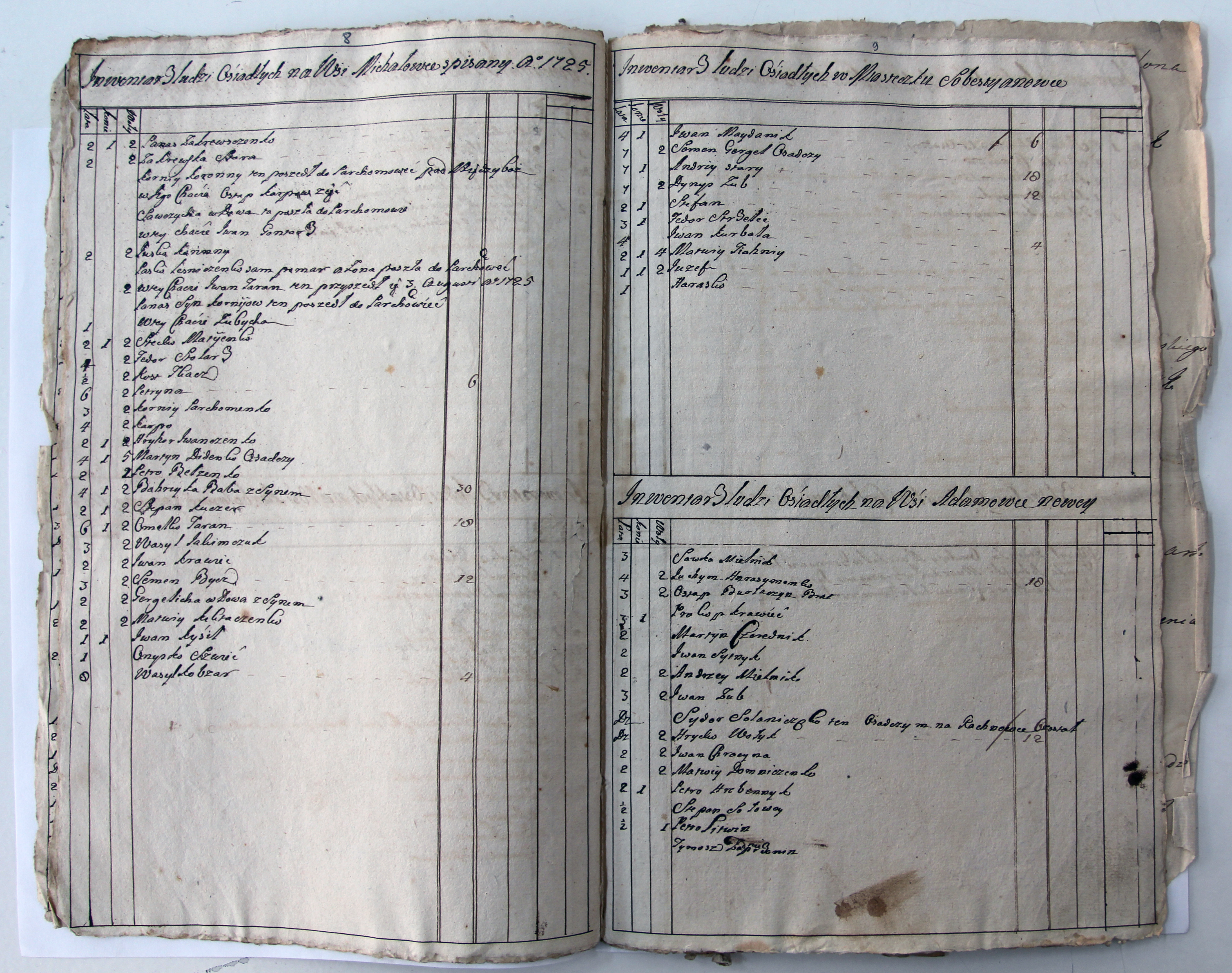
Перепис Севастянівки 1725 року
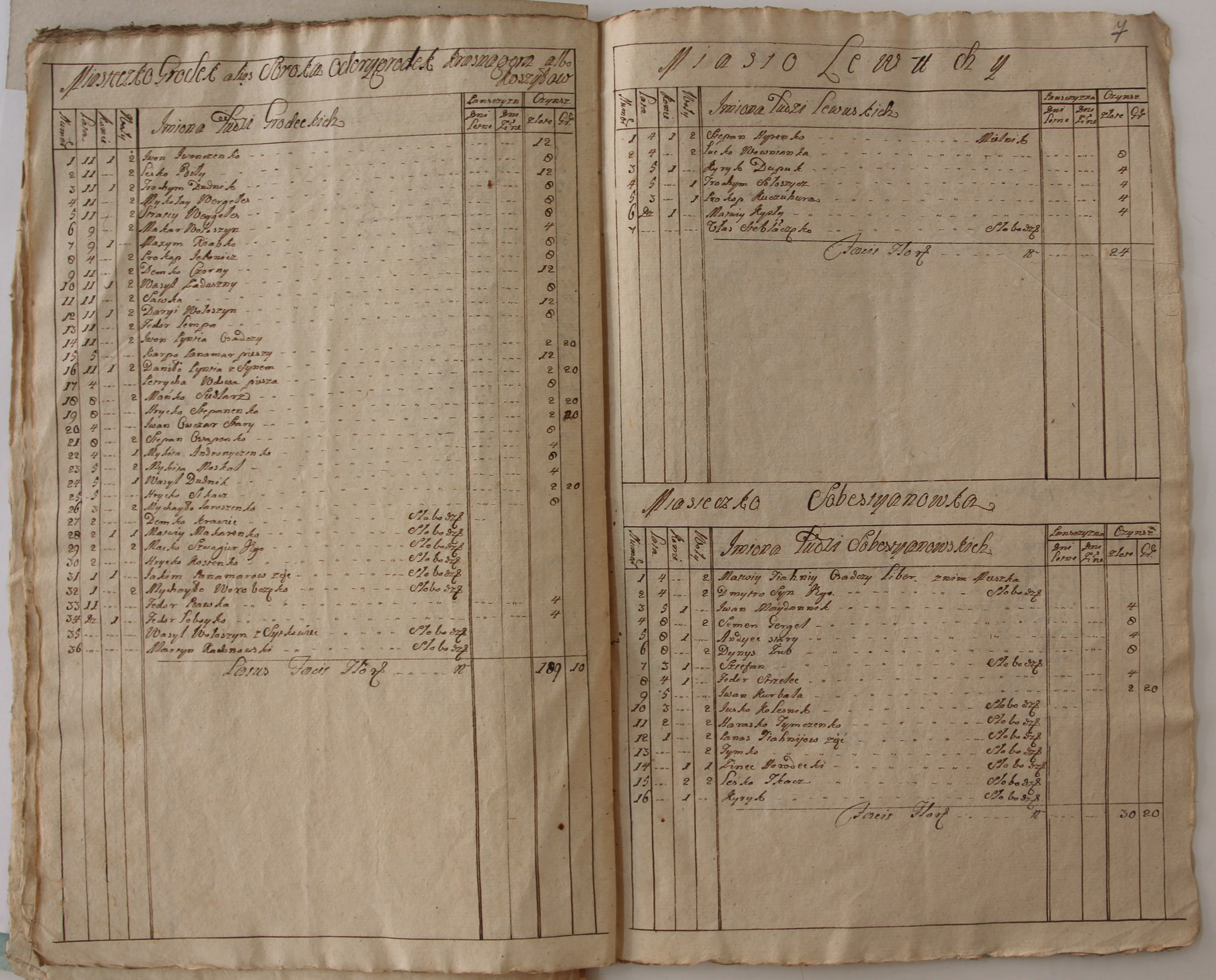
Перепис Севастянівки 1727 року
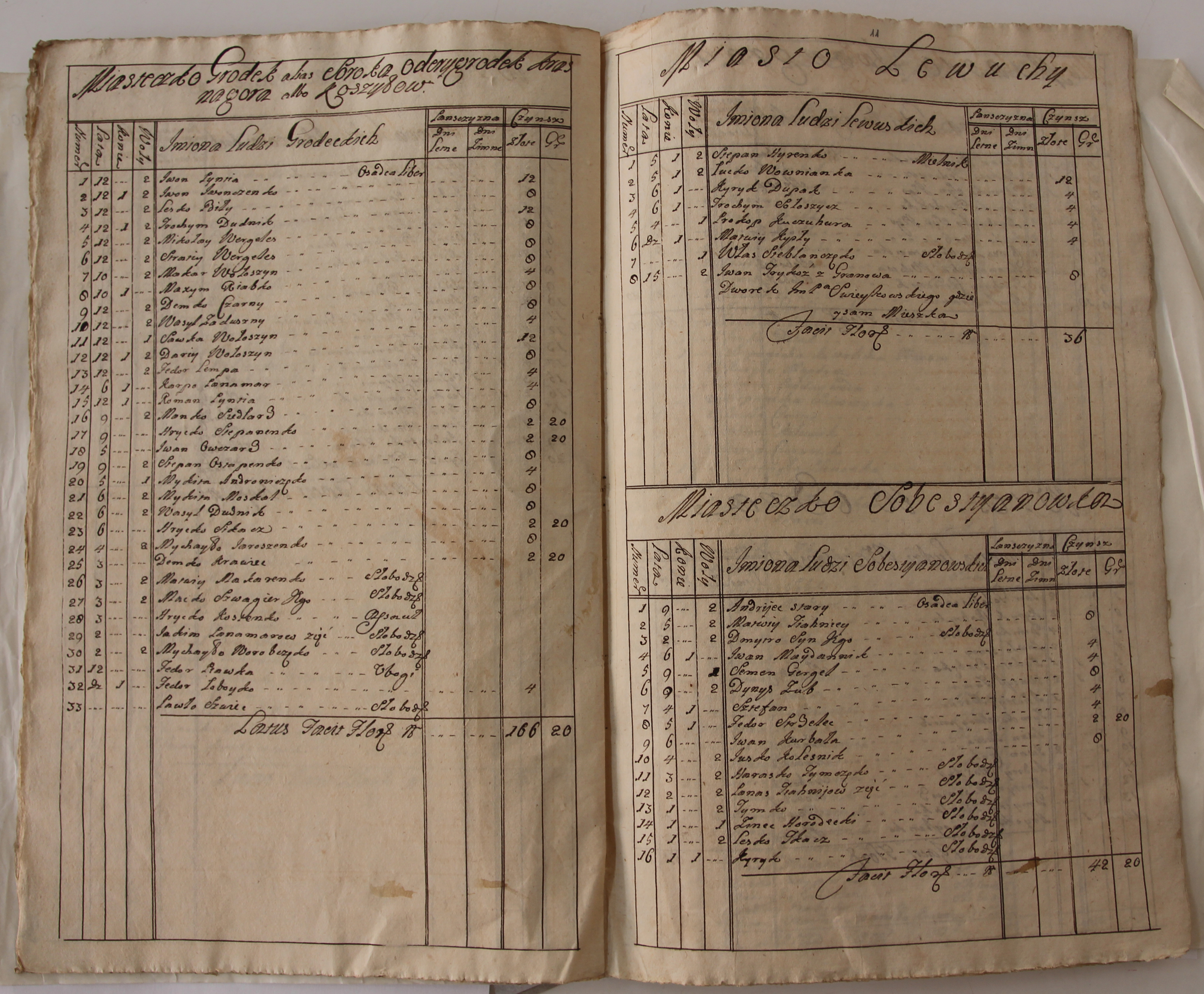
Перепис Севастянівки 1728 року
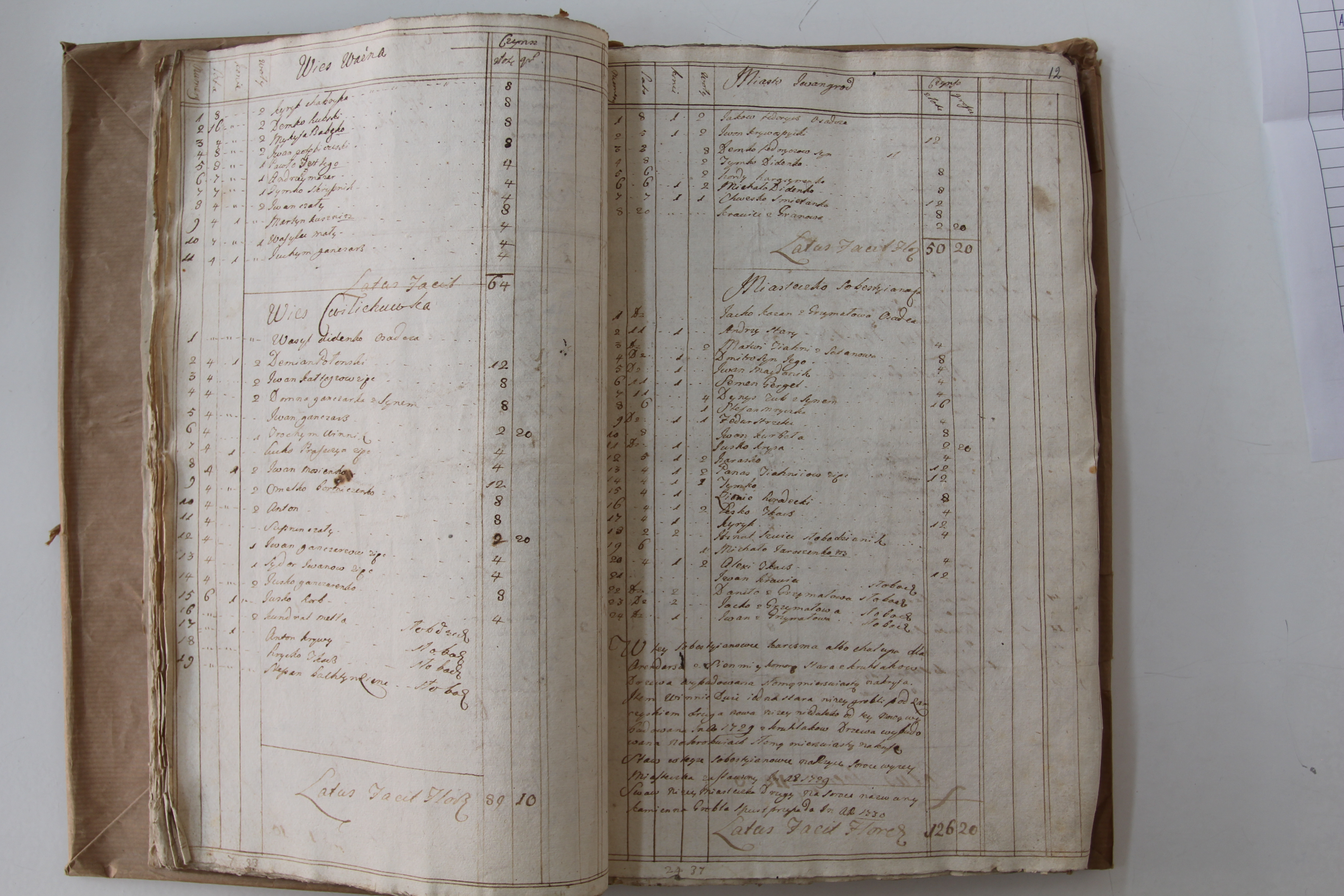
Перепис Севастянівки 1730 року
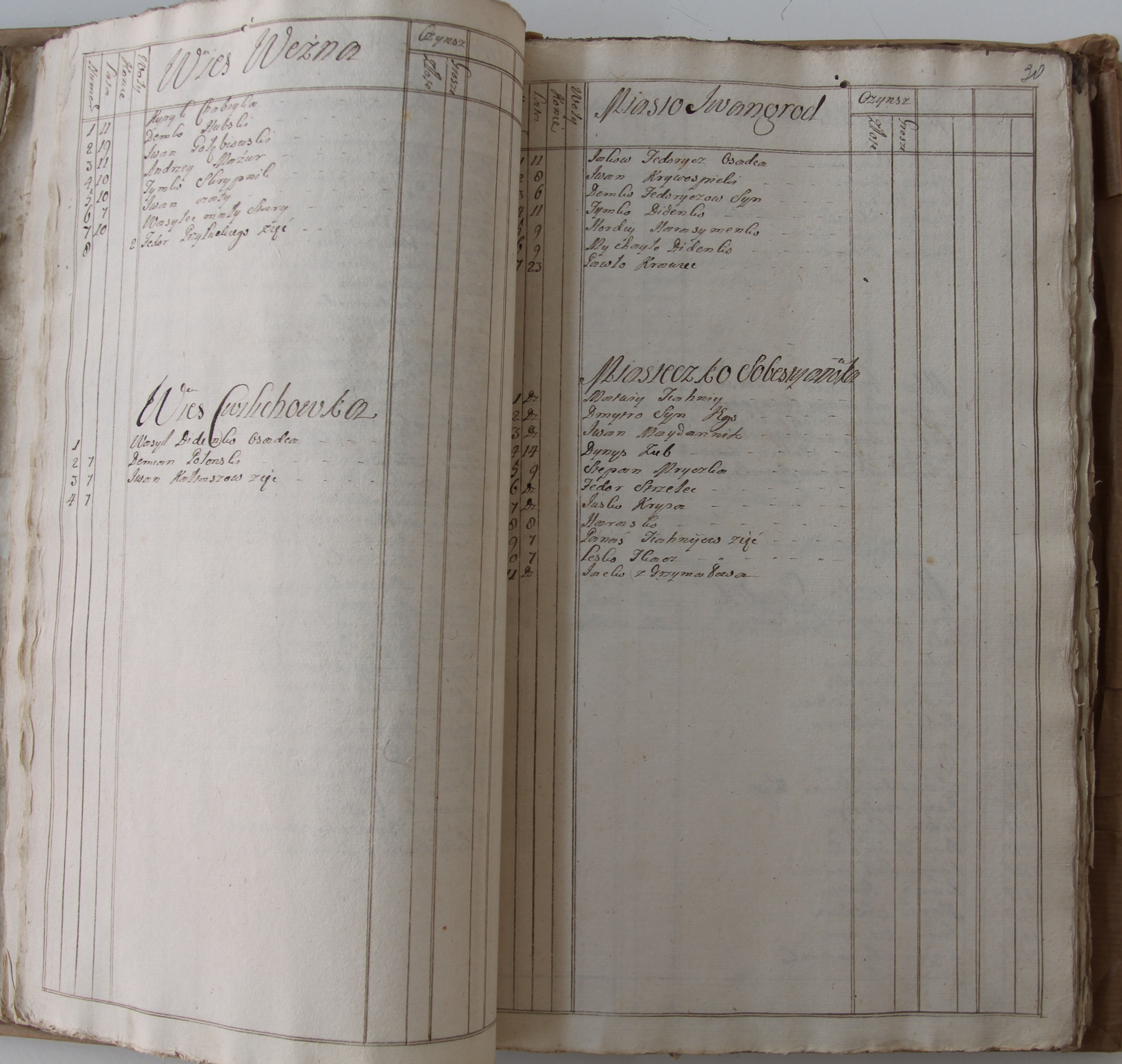
Перепис Севастянівки 1733 року
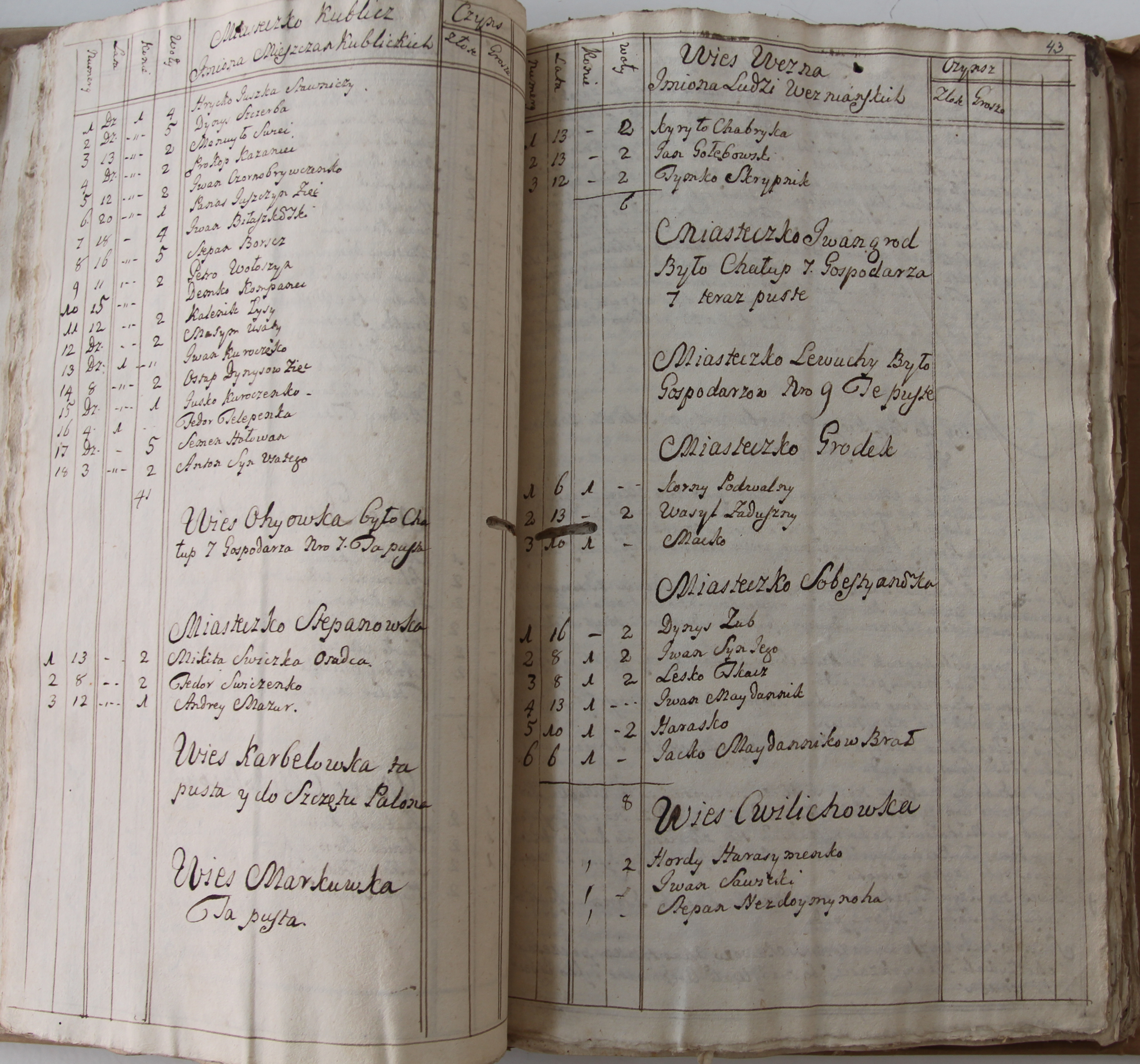
Перепис Севастянівки 1735 року
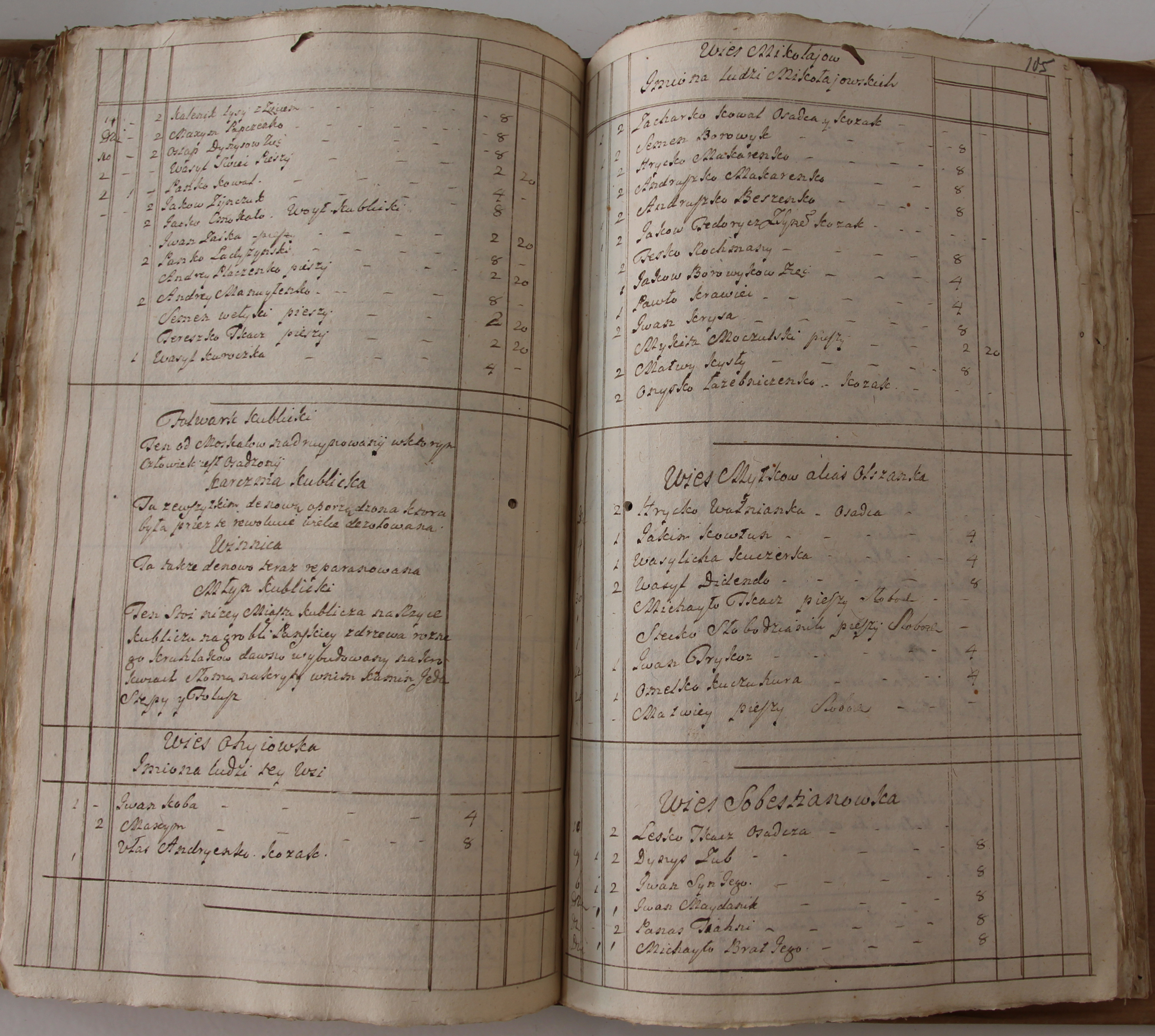
Перепис Севастянівки 1737 року
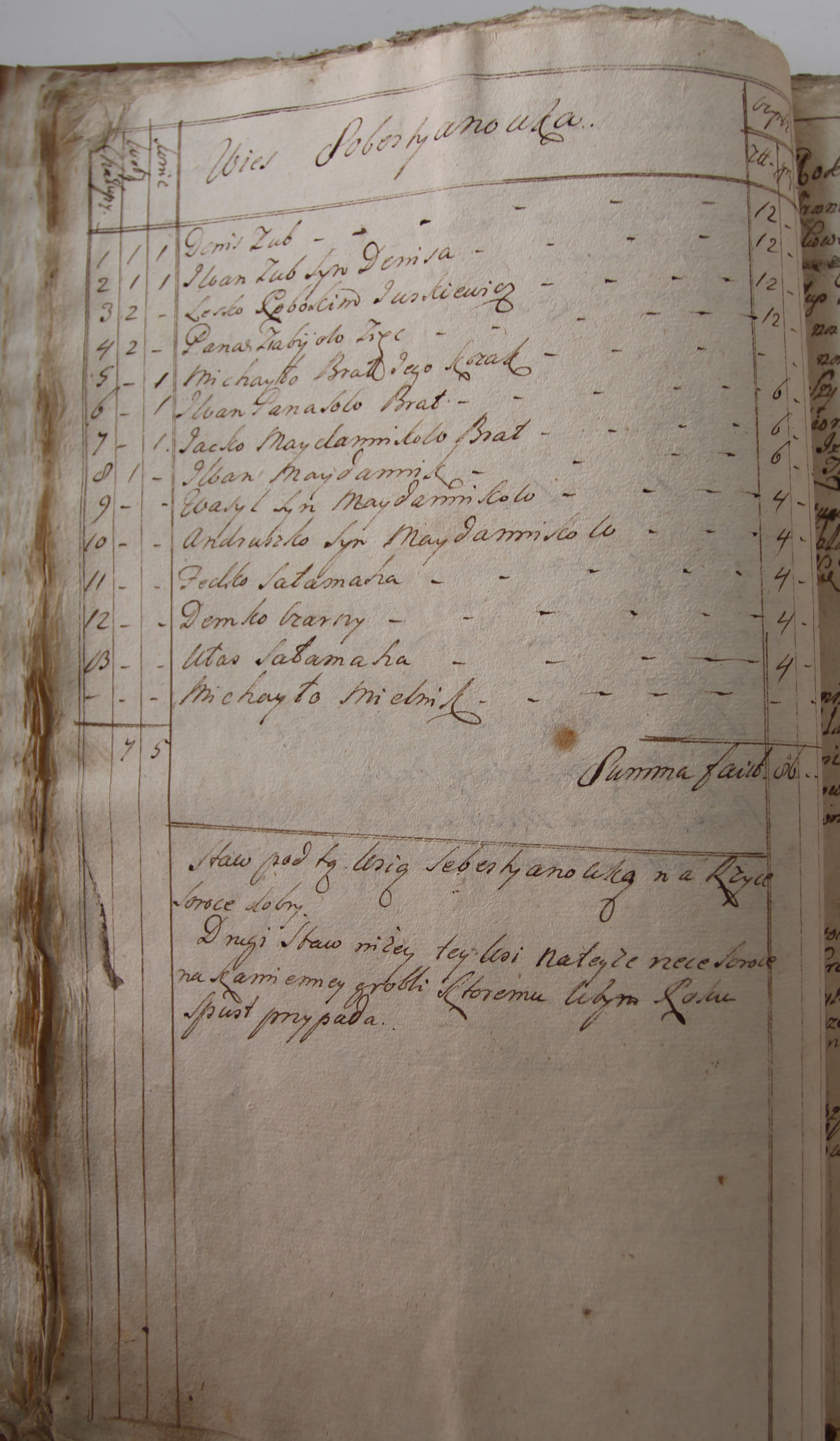
Перепис Севастянівки 1738 року
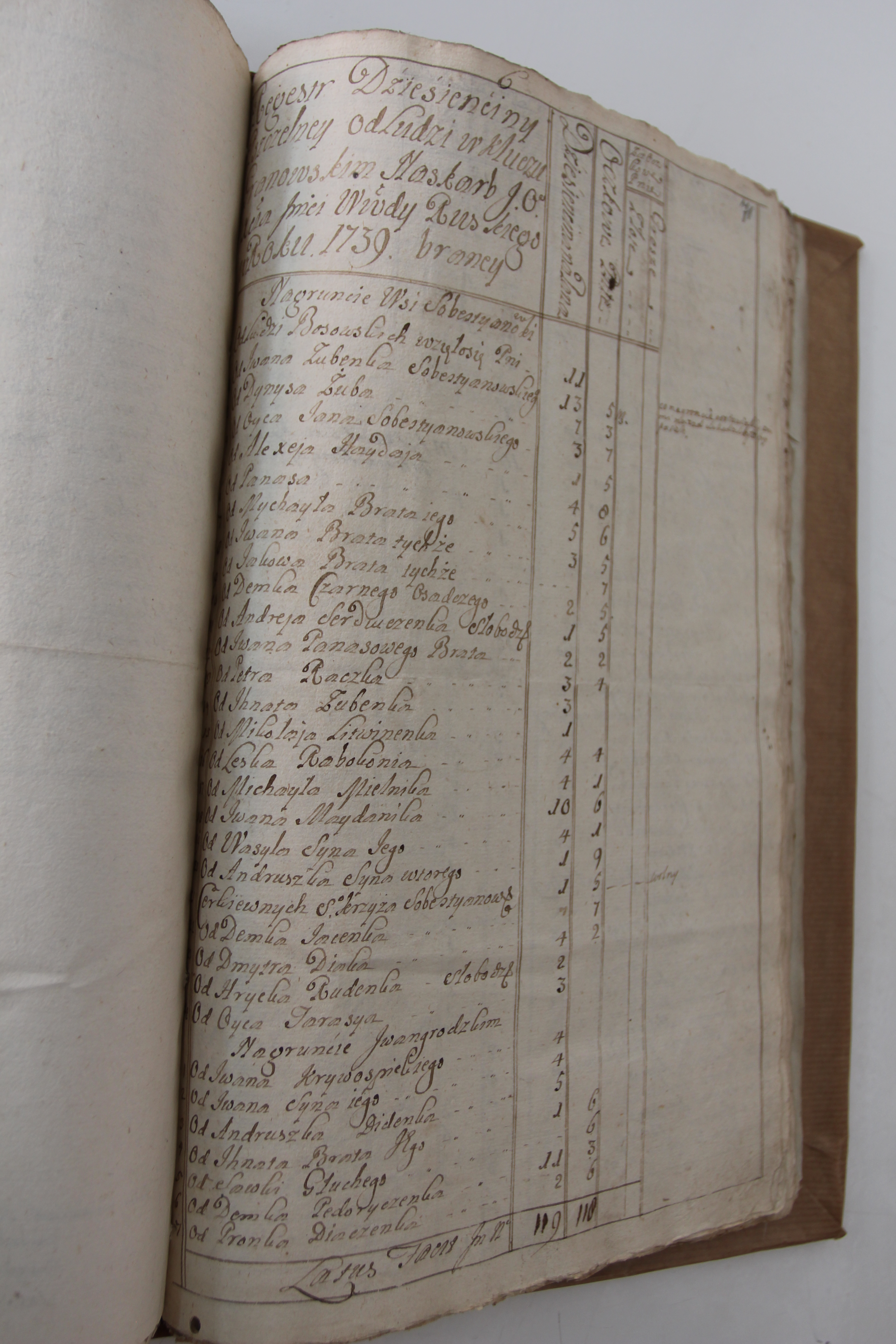
Перепис Севастянівки 1739 року
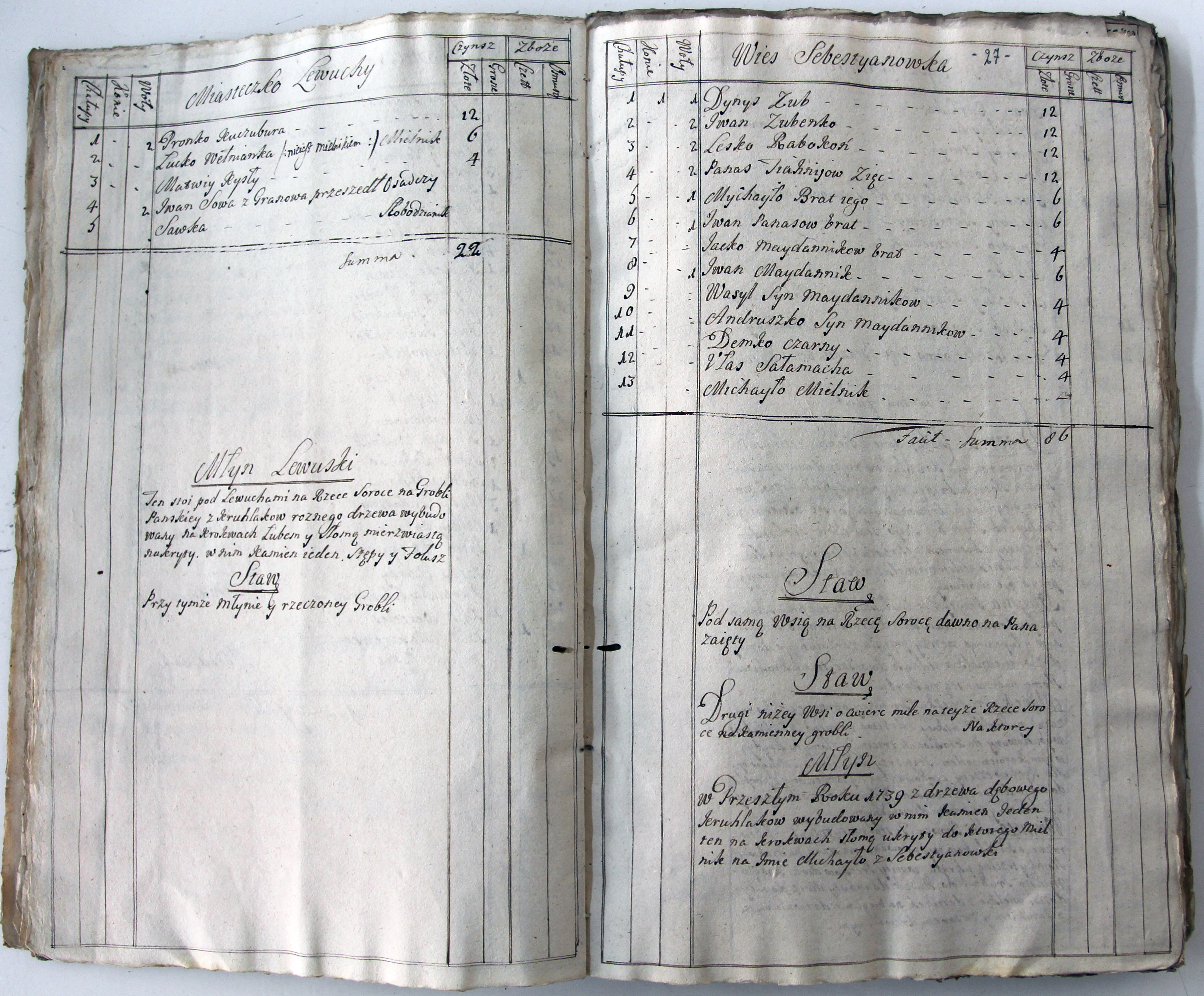
Перепис Севастянівки 1740 року
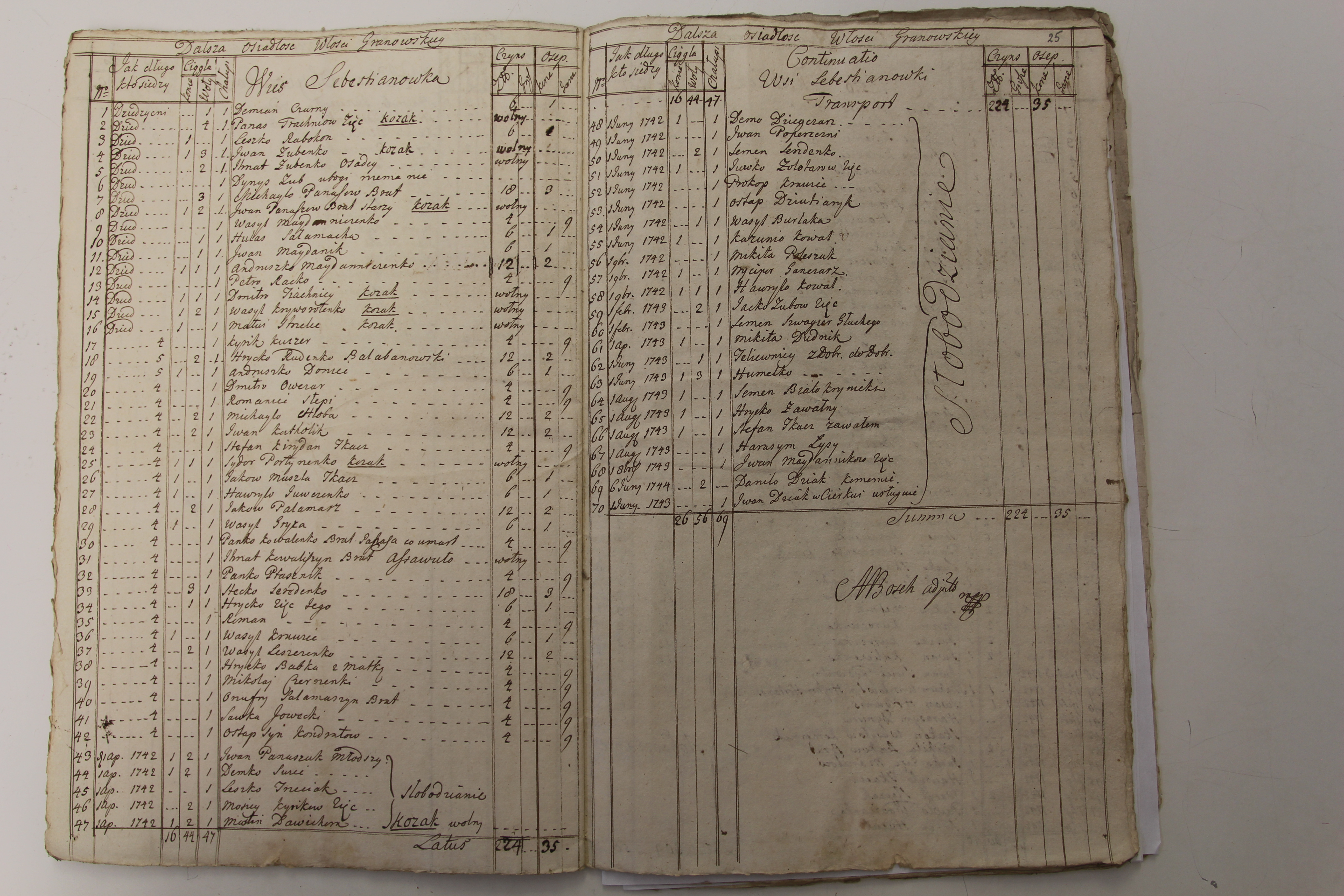
Перепис Севастянівки 1744 року
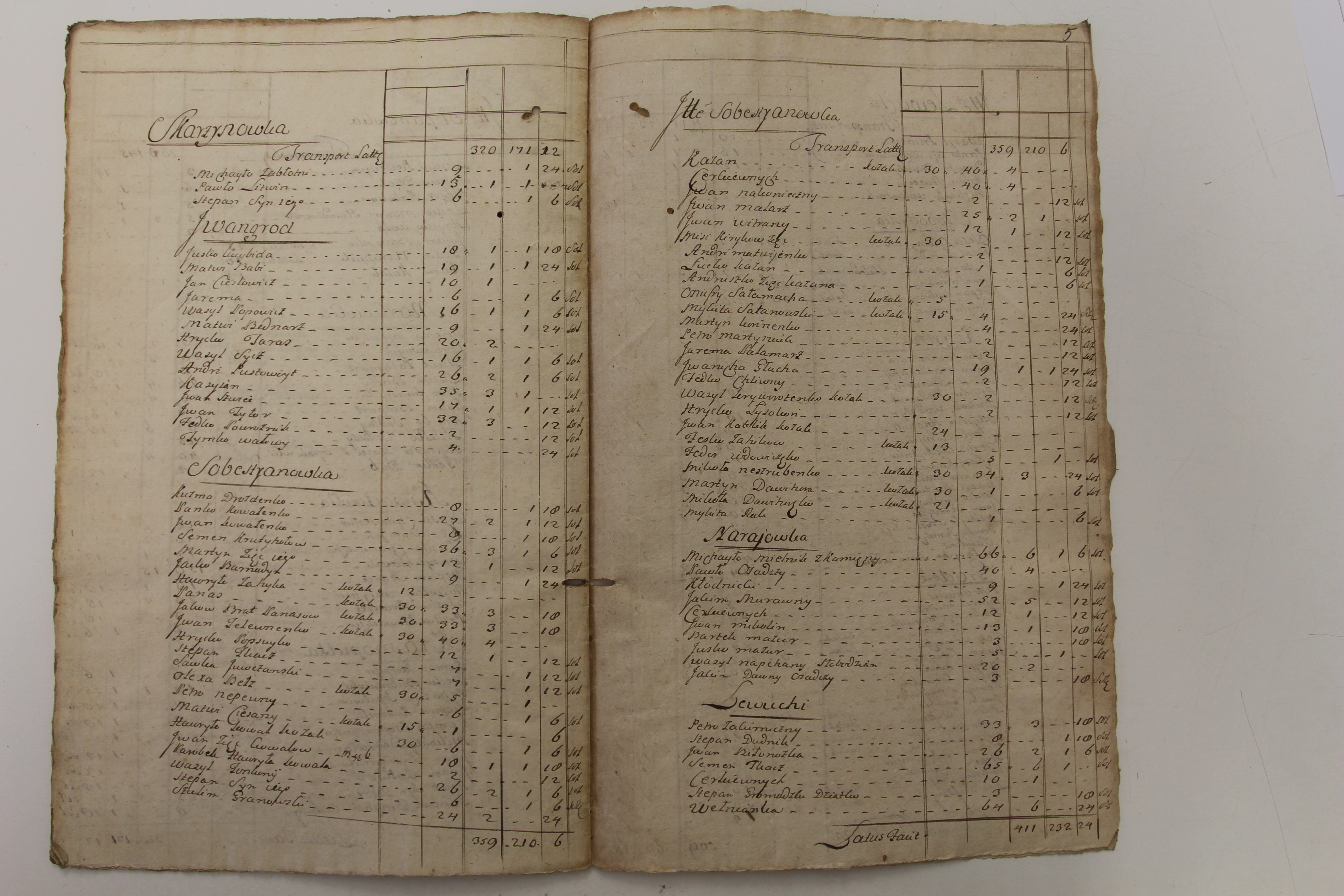
Перепис Севастянівки 1756 року
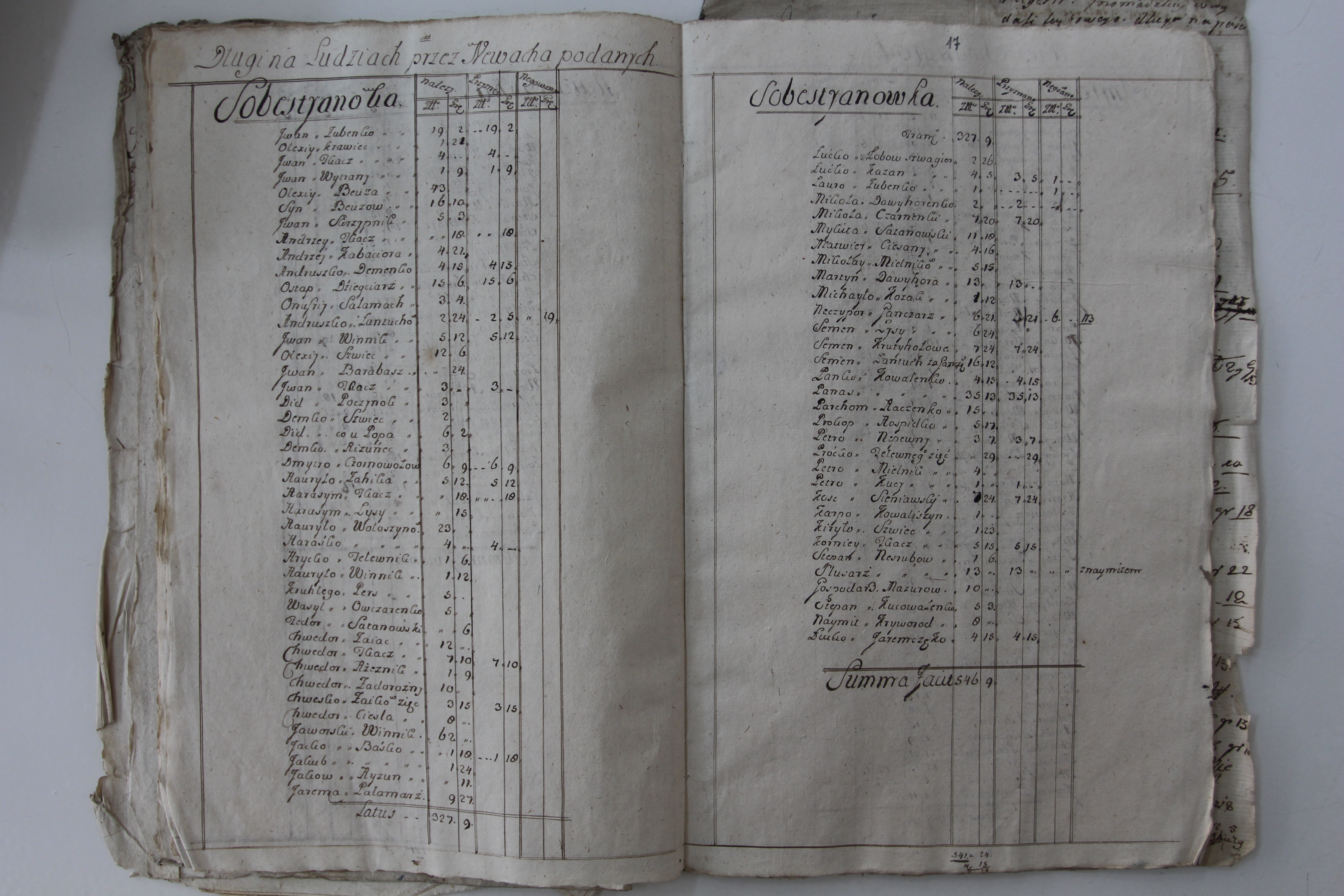
Перепис Севастянівки 1760 року
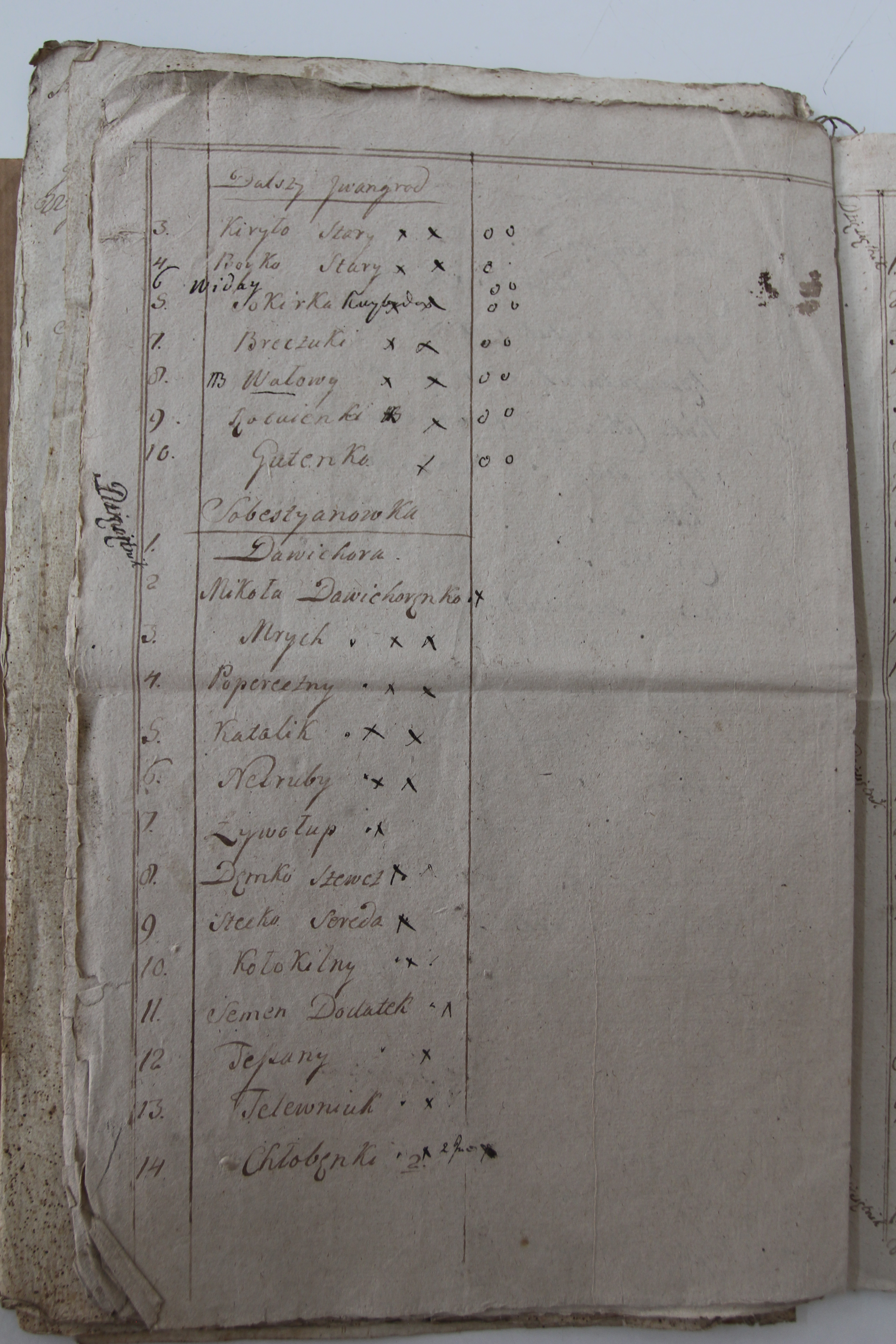
Перепис козаків Севастянівки 1763 року
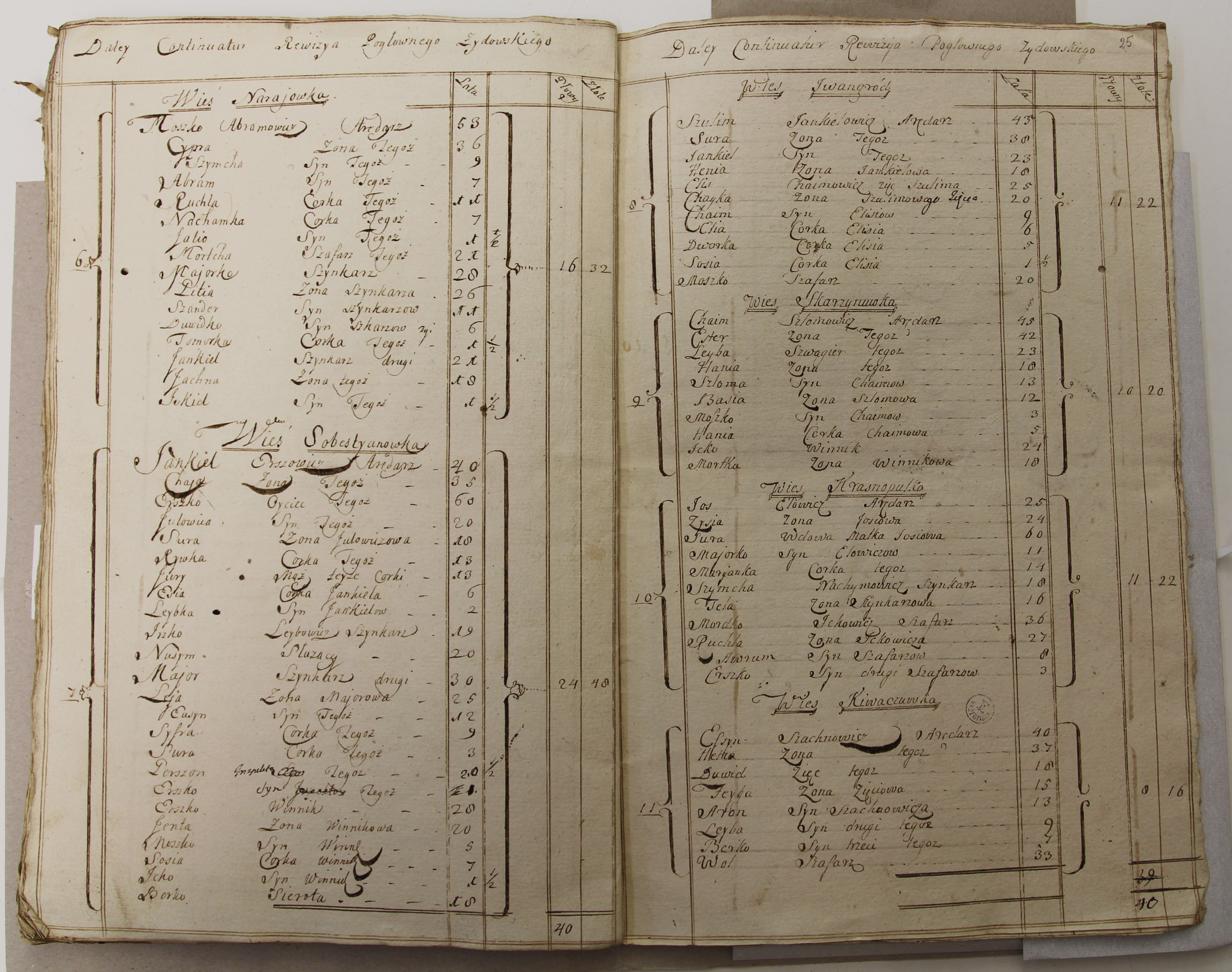
Перепис євреїв Севастянівки 1764 року

|                                |  |  |  |  |  |  |
| Перепис Севастянівки 1773 року |  |  |  |  |  |  |

|                                |  |  |  |
| Перепис Севастянівки 1775 року |  |  |  |

Метричні книги, що зберігаються в Державному архіві Хмельницької області, м. Хмельницький, вул. Грушевського 99.

Свято-Хрестовоздвиженська церква, с. Севастянівка, Гайсинського повіту, Краснопільської волості.
- 1796: ф. 315, оп. 1, спр. 6694
- 1799: ф. 315, оп. 1, спр. 6748
- 1800: ф. 315, оп. 1, спр. 6762
- 1801: ф. 315, оп. 1, спр. 6787
- 1806: ф. 315, оп. 1, спр. 6860
- 1812: ф. 315, оп. 1, спр. 6960
- 1814: ф. 315, оп. 1, спр. 6995
- 1830: ф. 315, оп. 1, спр. 7357
- 1849: ф. 315, оп. 1, спр. 8053
- 1870: ф. 315, оп. 1, спр. 11811

Сповідальні відомості:
- 1820: ф. 315, оп. 1, спр. 7070
- 1827: ф. 315, оп. 1, спр. 7299
- 1830: ф. 315, оп. 1, спр. 7345
- 1890: ф. 315, оп. 1, спр. 12486

Ревізькі казки: 1793 рік. ДАХмО ф.226, оп. 79, спр. 2693. Люстрація села Севастянівка. [Архівовано 27 червня 2018 у Wayback Machine.]
1811 рік. ДАХмО ф.226, оп. 79, спр. 3082. Ревізька казка селян села Севастянівка.
1834 рік. ДАХмО ф.226, оп. 79, спр. 4570. Ревізька казка селян села Севастянівка. [Архівовано 27 червня 2018 у Wayback Machine.]
1871 рік. ЦДІАК ф.515, оп. 1, спр.104. Люстрація села Севастянівка. [Архівовано 30 червня 2018 у Wayback Machine.]
Метричні книги, що зберігаються в Державному архіві Черкаської області: м. Черкаси, вул. Благовісна 244а.
- 1860—1869: ф. 931, оп. 1, спр. 2808 [Архівовано 25 березня 2018 у Wayback Machine.]
- 1865—1879: ф. 931, оп. 1, спр. 2810 [Архівовано 25 березня 2018 у Wayback Machine.]
- 1870—1879: ф. 931, оп. 1, спр. 2814 [Архівовано 25 березня 2018 у Wayback Machine.]
- 1894—1899: ф. 931, оп. 1, спр. 2820 [Архівовано 25 березня 2018 у Wayback Machine.]
- 1894—1898: ф. 931, оп. 1, спр. 2821 [Архівовано 25 березня 2018 у Wayback Machine.]
- 1900 (01-11): ф. 931, оп. 1, спр. 2824 [Архівовано 25 березня 2018 у Wayback Machine.]
- 1901—1902: ф. 931, оп. 1, спр. 2824 [Архівовано 25 березня 2018 у Wayback Machine.]
- 1906—1908 (народження): ф. 931, оп. 1, спр. 2826 [Архівовано 25 березня 2018 у Wayback Machine.]
- 1906—1908 (шлюб, смерть): ф. 931, оп. 1, спр. 2827 [Архівовано 25 березня 2018 у Wayback Machine.]
- 1909—1911: ф. 931, оп. 1, спр. 2828 [Архівовано 25 березня 2018 у Wayback Machine.]
- 1912—1914: ф. 931, оп. 1, спр. 2830 [Архівовано 25 березня 2018 у Wayback Machine.]
- 1912—1914: ф. 931, оп. 1, спр. 2831 [Архівовано 25 березня 2018 у Wayback Machine.]
- 1915—1916: ф. 931, оп. 2, спр. 310 [Архівовано 25 березня 2018 у Wayback Machine.]
- 1917: ф. 931, оп. 2, спр. 311 [Архівовано 26 березня 2018 у Wayback Machine.]
- 1919—1920: ф. 931, оп. 2, спр. 310 [Архівовано 25 березня 2018 у Wayback Machine.]
- 1922—1923: Ф. 931, оп. 2, спр. 310 [Архівовано 25 березня 2018 у Wayback Machine.]
- 1922: Ф. 5899, оп. 1, спр. 651 [Архівовано 26 березня 2018 у Wayback Machine.]
- 1923—1924: Ф. 5899, оп. 1, спр. 654 [Архівовано 26 березня 2018 у Wayback Machine.]
- 1924: Ф. 931, оп. 2, спр. 311 [Архівовано 26 березня 2018 у Wayback Machine.]

## Церковний літопис
Церковний літопис с. Севастянівка Гайсинського повіту, написаний в 1869-1898 роках

## Судові справи
В Державному архіві Вінницької області зберігається декілька десятків дореволюційних судових справ з села Севастянівка Вінницького окружного суду. У цих справах є значна кількість матеріалів про життя селян, їхні майнові суперечки та іншу цікаву інформацію.
Ф.172 оп.4 спр.209. Справа за позовом селянки Лукії Савівни Золотар до селянина Афанасія Золотаря в сумі 400 руб. про нерухоме майно; с. Саустянівка. 2 листоп. 1906 р. 3 грудня 1909 р.
Ф.172 оп.5 спр.550. Справа за позовом селянина Петра Дементійовича Гуцала до селян Гната Савовича та Юхимії Киселів в сумі 450 руб. про землю; с. Севастянівка 12 травня 1909 р. 31 січня 1911 р. [Архівовано 30 червня 2018 у Wayback Machine.]
Ф.172 оп 6 спр.641 Справа за позовом селянина Григорія Савовича Меренка до Михайла Ткачука в сумі 200 руб. про землю; с. Саустьянівка 15 липня 1909 р. 16 жовтня 1912 р. [Архівовано 30 червня 2018 у Wayback Machine.]
Ф.172 оп.7 спр.59. Справа за позовом селянина Матвія Осиповича Сулиги до селянина Авраама Радецького в сумі 200 руб. про землю; с. Саустянівка 6 квітня 1910 р. 28 листоп. 1913 р.
Ф.172 оп.8 спр.116. Справа за позовом селянина Никифора Андрійовича Пожованого до селянина Омеляна Андрійовича Пожованого, Федора Кожана і Йосипа Мельника в сумі 150 руб. про землю; с. Саустянівка 27 квітня 1911 р. 24 квітня 1914 р.
Ф.172 оп 8 спр 281. Справа за позовом селянина Ва- силя Даниловича Капустяного до селянина Григорія Артемовича Коломійця в сумі 600 руб. про землю і за зустрічним позовом в сумі 735 руб.; с. Мала Севасть- янівка 11 серпня 1912 р. 13 листоп. 1914 р. [Архівовано 30 червня 2018 у Wayback Machine.]
Ф.172 оп 8 спр 500. Справа за проханням селянки Марії Сафронівни Давигорової про визнання за нею права бідності у веденні справи з Василем Гнусенком; с. Севастьянівка 11 січня 13 січня 1914 р. [Архівовано 30 червня 2018 у Wayback Machine.]
Ф.172 оп.8 спр.612. Справа за проханням селянина Григорія Францовича Жуковського про затвердження до виконання домашнього духовного заповіту Юліани Іосанівни Зборової; с. Севастьянівка 13 вересня 1911 р. 18 січня 1914 р.
Ф.172 оп.8 спр.677. Справа за позовом селянина Василя Лазаровича Витранюка до селянина Фотія Пилиповича Чумака в сумі 120 руб. про землю; с. Велика Севастьянівка 13 червня 19 червня 1914 р.
Ф.172 оп.9 спр.732. Справа за позовом селянина Андрія Дудника до Василя та Дмитра Дудників в сумі 200 руб. про землю; с. Севастянівка 14 лютого 1912 р. 12 березня 1915 р.
Ф.172 оп.9 спр.733. Справа за позовом Івана Федоровича Штокала до селянина Андріана Федоровича Штокала в сумі 200 руб. про землю; с. Севастянівка 14 лютого 1912 р. 5 березня 1915 р.
Ф.172 оп.9 спр.932 Справа за позовом селянина Петра Никифоровича Задорожного до Андріана Давидовича Забродського в сумі 150 руб. про землю; с. Севастянівка 28 листопада 1913 р. 26 січня 1915 р. [Архівовано 30 червня 2018 у Wayback Machine.]
Ф.172 оп.9 спр.1067 Справа за проханням селянина Василя Івановича Дяченка про затвердження до виконання духовного заповіту селянина Григорія Амвросійовича Мусієнка; с. Севастянівка 8 липня 20 липня 1915 р. [Архівовано 30 червня 2018 у Wayback Machine.]
ф.172 оп.9 спр.1079 Справа з позовом селянина Івана Семеновича Плахотнюка до селян Григорія Стратійовича й Анастасії Іванівни Поліщуків про майно в сумі 400 руб.; с. Севастянівка
Ф.172 оп.10 спр.77 Справа за позовом селянина Йови Яремовича Кваші до селянина Сидора Мефодійовича Рака в сумі 150 руб. про землю; с. Велика Севастьянівка 1 листоп. 1913 р. 22 лютого 1916 р. [Архівовано 30 червня 2018 у Wayback Machine.]
Ф.172 оп.10 спр.78 Справа за позовом селянина Петра Наумовича Дорошенка до селянина Хоми Волошина в сумі 400 руб.; с. Саустьянівка 11 листоп. 1913 р. 15 вересня 1916 р. [Архівовано 30 червня 2018 у Wayback Machine.]
Ф.172 оп.10 спр.81 Справа з позовом селян Федори і Марка Гнатенків до селянина Аверкія Семеновича Маслянки в сумі 120 руб. про землю; с. Велика Севастьянівка 20 листоп. 1913 р. 25 лютого 1916 р. [Архівовано 30 червня 2018 у Wayback Machine.]
Ф.172 оп.10 спр. 87 Справа за позовом селянки Марії Йосипівни Пастушкової до селян Хоми Федотовича і Марфи Йосипівни Козаченків в сумі 1100 руб. про нерухоме майно; с. Севастьянівка 31 січня 1914 р. 19 вересня 1916 р.
Ф.172 оп.10 спр. 91 Справа за позовом селянина Демида Антоновича Бичка до селян Прокопа Ананійовича та Марії Афанасіївни Гончаруків про землю в сумі 1200 руб. та за зустрічним позовом в сумі 450 руб.; с. Севастьянівка 27 лютого 1914 р. 11 лютого 1916 р. [Архівовано 30 червня 2018 у Wayback Machine.]
Ф.172 оп.10 спр.258 Справа за проханням селянки Устини Никифорівни Пацюк про затвердження до виконання домашнього духовного заповіту селянина Никифора Івановича Пацюка; с. Севастьянівка 7 грудня 13 грудня 1916 р.
Ф.172 оп.11 спр.19 Справа за позовом селянки Марії Саватіївни Бевз на селянина Прокопа Матиранського в сумі 1010 руб. за маєток, с. Севастянівка 3 серпня 1916 р. 14 серпня 1917 р.
Ф.172 оп.12 спр.194 Справа за проханням опікуна над особою і майном сироти Григорія Котика — сел. Йосипа Чумака, про затвердження духовного заповіту Порфирія Котика, с. Велика Севастянівка 27 лютого 1917 р. 9 січня 1918 р [Архівовано 30 червня 2018 у Wayback Machine.]
Ф.172 оп.12 спр.226 Справа за проханням Кирила Титовича Кривого про розірвання його шлюбу з Марією Павлівною Кривою, с. Севастянівка 22 лютого — 27 лютого/12 березня 1918 р.
Ф.172 оп.12 спр.273 Справа за позовом селянина Порфирія Васильовича Лемешки на Сафрона Мефодійовича Рака за землю і будівлі в сумі 125 руб. с. Севастянівка 4 вересня 1912 р. 3 вересня 1918 р.
Ф. 172 оп.13 спр.84 Справа за позовом сел. Максима Наумовича Пилипчука на сел. Сидора Швеця за землю в сумі 150 руб., с. Севастянівка, с. Талалаївка 30 листопада 1913 р. 21 квітня 1916 р. [Архівовано 1 липня 2018 у Wayback Machine.]
Ф.172 оп.14 спр.66 Справа за позовом сел. Михайла і Степана Ксенофонтовичів Кременецьких на сел. Івана Івановича Тарноруцького в сумі 200 руб. за землю, с. Севастянівка 30 жовтня 1909 р. 21 грудня 1912 р.
Ф.172 оп.15 спр.63 Справа за позовом опікунів мало- літніх сиріт Андрія і Захарія Рома- нюків — сел. Никифора і Параскеви Стеценків — на сел. Якова і Кузьму Івановичів Романюків у сумі 500 руб. за маєток, с. Севастянівка 29 липня 1911 р. 20 вересня 1917 р. [Архівовано 30 червня 2018 у Wayback Machine.]
Ф.172 оп.15 спр.67 Справа за позовом сел. Григорія Амвросійовича Мусієнка на Галактіона Павловича Рябченка за землю в сумі 250 руб., с. Севастянівка 28 грудня 1911 р. 28 березня 1917 р.
Ф.172 оп.15 спр.95 Справа за позовом сел. Миколи Ро- діоновича Поліщука на сел. Родіона Єлисейовича Поліщука, Семена Давигору і Мелетія Романенка в сумі 200 руб. за нерухомий маєток, с. Севастянівка 24 лютого 1912 р. 2 вересня 1918 р. [Архівовано 1 липня 2018 у Wayback Machine.]
Ф.172 оп.15 спр.109 Справа за позовом сел. Анастасії Федотівни Омельченко на Родіона Куцика і Антона Мельника в сумі 250 руб. за землю, с. Севастянівка 4 листоп. 1911 р. 18 грудня 1918 р.

## Власники Севастянівки
Достеменно невідомо хто з власників коли бував у селі. Всі вони належали до заможної польської шляхти і мали досить великі володіння. Наведені офіційні власники з історичних документів:
- Адам Єронім Сенявський (молодший) — ?—1650 р.
- Миколай-Єронім Сенявський — 1650—1683 рр.
- Адам Миколай Сенявський — 1683—1726 рр.
- Марія Софія Сенявська — 1726—1771 рр.
- Август Олександр Чарторийський — 1771—1782 рр.
- Адам Казимир Чарторийський — 1782—1823 рр.
- Адам Єжи Чарторийський — 1823—1823 рр.
- Олександр Собанський — 1823—1834 рр.

## Відомі люди

### Народилися
- Драченко Іван Григорович — Герой Радянського Союзу, повний кавалер ордена Слави.
- Кваша Сергій Миколайович — доктор економічних наук, професор, академік НААН України, заслужений діяч науки і техніки України.
- Рак Валерій Григорович (* 1974) — військовик Збройних сил України; учасник російсько-української війни. Призер Ігор нескорених-2017.
- Чорний Іван Харитонович — заслужений працівник сільського господарства УРСР, кавалер ордена Трудового Червоного Прапора.